# Eva Perón
Pour les articles homonymes, voir Perón et Duarte.
María Eva Duarte de Perón [maˈɾia ˈeβa ˈðwaɾte ðe peˈɾon], mieux connue sous le nom d’Eva Perón ou d’Evita, née le 7 mai 1919 à Junín ou Los Toldos (province de Buenos Aires) et morte le 26 juillet 1952 à Buenos Aires, est une actrice et femme politique argentine. Elle épousa en 1945 le colonel Juan Domingo Perón, un an avant l’accession de celui-ci à la présidence de la république argentine.
D’origine modeste, elle alla à l’âge de quinze ans s’établir à Buenos Aires, où elle s’initia au métier de comédienne et acquit un certain renom au théâtre, à la radio et au cinéma. En 1943, elle fut l’une des fondatrices de l’Asociación Radial Argentina (ARA, syndicat des travailleurs de la radiodiffusion), dont elle fut élue présidente l’année d’après. En 1944, lors d’une représentation donnée au bénéfice des victimes du tremblement de terre de San Juan de janvier 1944, elle fit la rencontre de Juan Perón, alors secrétaire d’État du gouvernement de facto issu du coup d’État de 1943, et l’épousa en octobre de l’année suivante. Elle eut ensuite une part active dans la campagne électorale de son mari en 1946, étant la première femme argentine à jouer un tel rôle.
Elle œuvra en faveur du droit de vote pour les femmes et en obtint l’adoption juridique en 1947. Cette égalité politique entre hommes et femmes réalisée, elle lutta ensuite pour l’égalité juridique des conjoints et pour la patria potestas partagée (c'est-à-dire l’égalité en droit matrimonial), ce qui fut mis en œuvre par l’article 39 de la constitution de 1949. En 1949 encore, elle fonda le Parti péroniste féminin, qu'elle présida jusqu'à sa mort. Elle déploya une ample activité sociale, au travers notamment de la Fondation Eva Perón, qui visait à soulager les descamisados (les sans-chemise), c'est-à-dire les plus démunis de la société. La Fondation fit ainsi construire des hôpitaux, des asiles et des écoles, favorisa le tourisme social en créant des colonies de vacances, diffusa la pratique du sport parmi tous les enfants par l'organisation de championnats accueillant la population tout entière, accorda des bourses d’études et des aides au logement et s’efforça d’améliorer le statut de la femme sur différents plans.
Elle joua un rôle actif dans les luttes pour les droits sociaux et pour les droits des travailleurs et fit office de passerelle directe entre le président Perón et le monde syndical. En 1951, en vue de la première élection présidentielle au suffrage universel, le mouvement ouvrier proposa qu’Evita, comme l'appelait la population, posât sa candidature à la vice-présidence ; cependant, elle dut y renoncer le 31 août, date connue depuis comme Jour du renoncement, en raison de sa santé déclinante, mais aussi sous la pression des oppositions internes dans la société argentine, ou encore au sein du péronisme lui-même, devant l’éventualité qu’une femme appuyée par le syndicalisme pût se hisser à la vice-présidence.
Elle décéda le 26 juillet 1952 des suites d’un cancer fulgurant du col de l'utérus, à l’âge de 33 ans. Il lui fut alors rendu un hommage, tant officiel ‒ sa dépouille fut veillée dans l’édifice du Congrès ‒ que populaire, d’une ampleur sans précédent en Argentine. Son corps fut embaumé et déposé au siège de la centrale syndicale CGT. À l’avènement de la dictature civico-militaire dite Révolution libératrice en 1955, son cadavre fut enlevé, séquestré et profané, puis dissimulé durant seize ans.
Elle écrivit deux ouvrages, La razón de mi vida (La Raison de ma vie) en 1951 et Mi mensaje (Mon message) publié en 1952 et fut plusieurs fois honorée officiellement, notamment par le titre de Jefa Espiritual de la Nación, par la distinction de Mujer del Bicentenario (Femme du bicentenaire de l’Argentine), par la Gran Cruz de Honor de la Croix rouge argentine, par la Distinción del Reconocimiento de Primera Categoría de la CGT, par la Gran Medalla a la Lealtad Peronista en Grado Extraordinario et par le collier de l’ordre du Libérateur San Martín, la plus haute distinction argentine. Son destin a inspiré nombre d’œuvres cinématographiques, musicales, théâtrales et littéraires. Cristina Alvarez Rodriguez, petite-nièce d’Evita, affirme qu’Eva Perón n’a jamais quitté la conscience collective des Argentins, et Cristina Fernández de Kirchner, première femme à être élue présidente de la République argentine, déclara que les femmes de sa génération restaient fortement tributaires d’Evita par « son exemple de passion et de combattivité ».

## Biographie

### Naissance

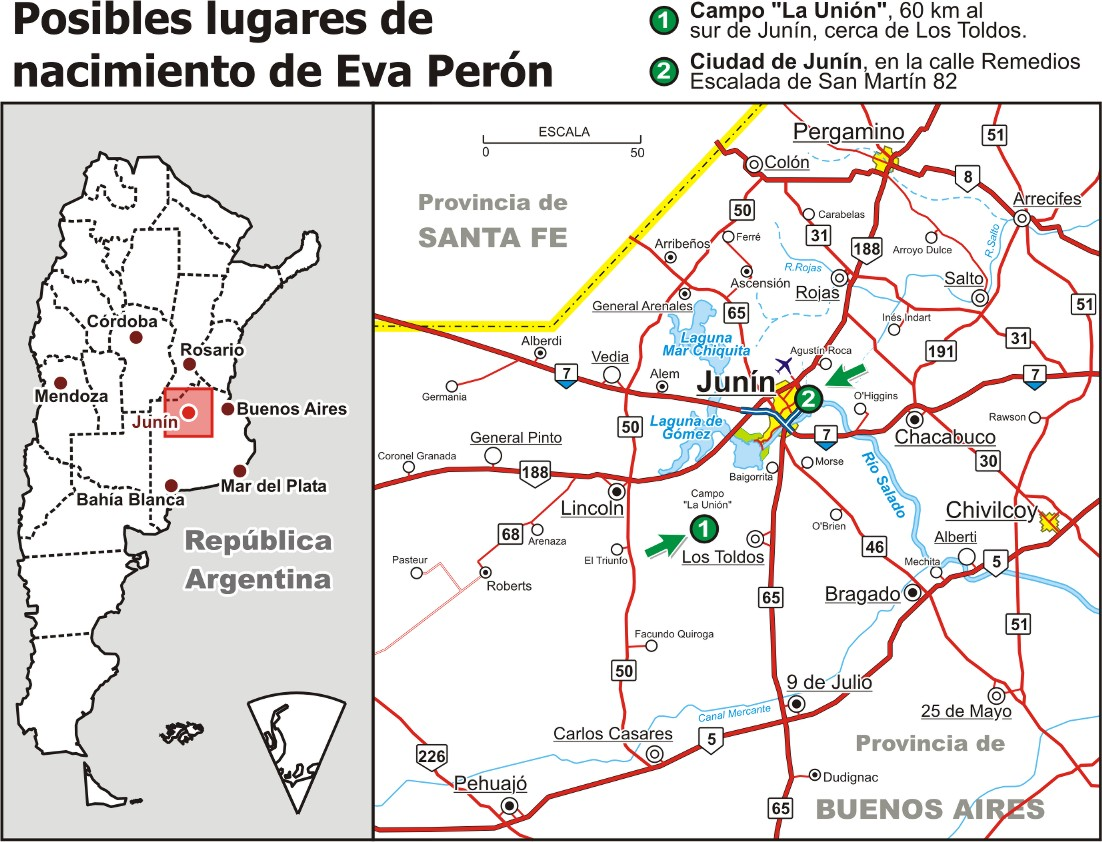
Lieux de naissance possibles d’Eva Perón: la ville de Junín, ou le campement La Unión, 60 km plus au sud, à 20 km de Los Toldos.

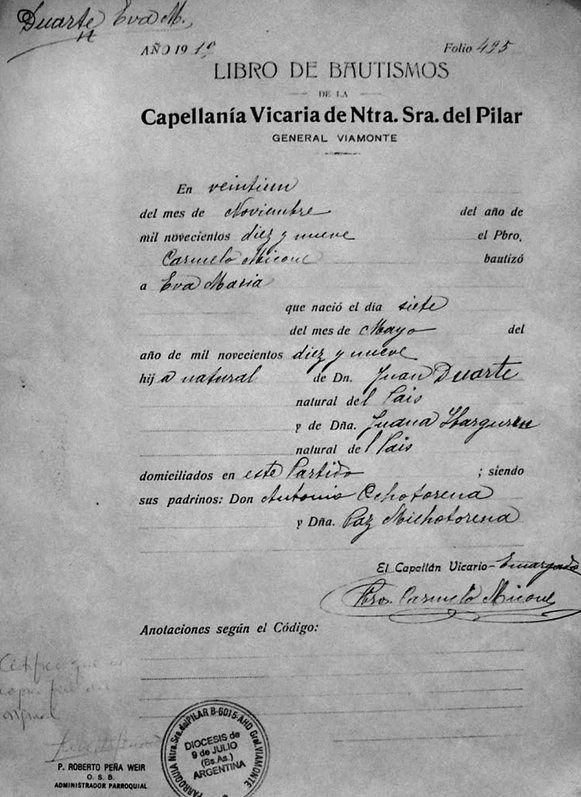
Acte de baptême d’Eva María Duarte daté du 21 novembre 1919.

Selon l’acte de naissance no 728 de l’état civil de Junín (province de Buenos Aires) naquit en cette ville, le 7 mai 1922, une fille du nom de María Eva Duarte. Cependant, les chercheurs sont unanimes à considérer que cet acte est un faux fabriqué sur les instances d’Eva Perón elle-même en 1945, lorsqu’elle se trouvait à Junín pour y contracter mariage avec Juan Domingo Perón, alors encore colonel.
En 1970, les chercheurs Borroni et Vaca ayant établi que l’acte de naissance d’Evita avait été falsifié, il devint nécessaire de déterminer ses véritables date et lieu de naissance. À cet égard, le document le plus important était l’acte de baptême d’Eva, consigné dans le feuillet 495 du registre de baptême du vicariat de Nuestra Señora del Pilar, de 1919, indiquant que le baptême fut accompli le 21 novembre 1919.
L’on admet aujourd’hui de manière quasi unanime qu’Evita naquit en réalité le 7 mai 1919, soit trois ans avant la date signalée par l’état civil, avec le nom d’Eva María Ibarguren. Quant au lieu de naissance, certains historiens ont erronément écrit qu’Evita vit le jour dans la petite agglomération de Los Toldos, cette erreur s’expliquant par le fait que peu d’années après la naissance d’Eva la famille alla s’installer dans ce village, dans une maison sise Calle Francia (actuelle Calle Eva Perón) et aménagée entre-temps en musée, le Museo Municipal Solar Natal de María Eva Duarte de Perón.
Concernant le lieu de naissance, deux thèses ont été retenues par les historiens :
- Naissance sur le domaine La Unión situé en face des toldos (toldo = grande tente d’Indiens) de Coliqueo.

Quelques historiens soutiennent qu’Eva Perón naquit dans le domaine agricole La Unión, sur le territoire de Los Toldos, exactement en face du campement (toldería) de Coliqueo, lequel campement fut à l’origine de ce foyer de peuplement, dans la zone connue pour cette raison sous le nom de La Tribu. L’endroit se situe à une vingtaine de km du village de Los Toldos et à 60 km au sud de la ville de Junín. Le domaine était la propriété de Juan Duarte et hébergeait la famille d’Eva au moins depuis 1908 et jusqu’à 1926. Les historiens Borroni et Vacca, à l’origine de cette hypothèse, arguèrent que la sage-femme mapuche Juana Rawson de Guayquil assista la mère d’Eva lors de l’accouchement, comme elle l’avait pareillement fait avec ses autres enfants,,,.
- Naissance dans la ville de Junín.

Cette hypothèse est défendue par d’autres historiens, sur la foi de différents témoignages. Selon eux, Evita naquit à Junín, après que sa mère dut, en raison de problèmes liés à sa grossesse, déménager vers la ville de Junín pour y recevoir de meilleurs soins. À l’époque de la naissance d’Evita, il était d’usage que les femmes qui se trouvaient dans l’aire d’influence de Junín et éprouvaient des problèmes lors de leur grossesse se déplacent vers cette ville en vue d’une meilleure prise en charge médicale, et il en est encore souvent de même à l’heure actuelle. Selon cette hypothèse, soutenue principalement par les historiens de Junín Roberto Dimarco et Héctor Daniel Vargas, et par les témoins qu’ils citent, Eva serait née dans un logement sis au no 82 de l’actuelle rue Calle Remedios Escalada de San Martín (pour lors nommée Calle José C. Paz), et une obstétricienne universitaire du nom de Rosa Stuani aurait aidé à l’accouchement. Peu après, la famille se serait installée dans un logement situé au no 70 de la Calle Lebensohn (appelée à l’origine Calle San Martín), jusqu’à ce que la mère se fût entièrement rétablie.

### Famille

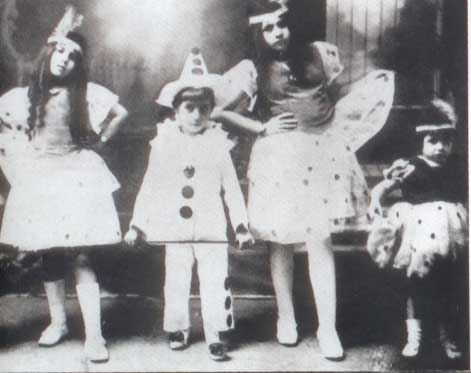
Evita (à droite) à l’âge de deux ans, avec ses frères, fêtant le carnaval (1921).

Eva était la fille de Juan Duarte et de Juana Ibarguren, et était inscrite à l’état civil sous le nom d’Eva María Ibarguren (état civil modifié, comme indiqué supra, avant son mariage avec Juan Perón, par substitution de Duarte à son patronyme et par inversion de l’ordre de ses deux prénoms).
Juan Duarte (1858 ‒ 1926), surnommé El Vasco (le Basque) dans le voisinage, était un propriétaire agricole et une importante personnalité politique du parti conservateur de Chivilcoy, ville proche de Los Toldos. Certains historiens ont émis l’hypothèse que Juan Duarte ait pu avoir un ascendant français se nommant D'Huarte, Uhart ou Douart, encore que Duarte soit un patronyme parfaitement espagnol. Dans la première décennie du XXe siècle, Juan Duarte fut l’un de ceux qui bénéficièrent des manœuvres frauduleuses que commença à exécuter le gouvernement à l’effet de spolier de ses terres de Los Toldos la communauté mapuche de Coliqueo, et à la faveur desquelles il s’appropria le domaine où naquit Eva.
Juana Ibarguren (1894 ‒ 1971) était la fille de l’ouvrière agricole créole Petrona Núñez et du roulier Joaquín Ibarguren. Apparemment, elle entretenait peu de rapports avec le village, distant de 20 km, raison pour laquelle l’on sait peu d’elle, hormis que par la proximité de son domicile avec la toldería de Coliqueo elle avait d’étroits contacts avec la communauté mapuche de Los Toldos, à telle enseigne qu’elle fut assistée lors de l’accouchement de chacun de ses enfants par une sage-femme indienne du nom de Juana Rawson de Guayquil.
Juan Duarte, le père d’Eva, entretenait deux familles, une légitime à Chivilcoy avec son épouse légale Adela D´Huart (‒ 1919) et ses six enfants : Adelina, Catalina, Pedro, Magdalena, Eloísa et Susana, ; et une autre illégitime, à Los Toldos, avec Juana Ibarguren. Il s’agissait, dans les campagnes d’avant les années 1940, d’une coutume généralisée chez les hommes de la classe supérieure, et qui se maintient encore dans certaines zones rurales en Argentine. Le couple eut ensemble cinq enfants :
- Blanca (1908‒2005) ;
- Elisa (1910‒1967) ;
- Juan Ramón (1914‒1953) ;
- Erminda Luján (1916‒2012) ;
- Eva María (1919‒1952).

Eva vécut à la campagne jusqu’à 1926, date à laquelle, par suite du décès de son père, la famille se retrouva subitement sans aucune protection et fut obligée de quitter le domaine où elle vivait. Ces circonstances de son enfance et les discriminations qui s’ensuivirent, habituelles dans les premières décennies du XXe siècle, laissèrent une marque profonde dans l'esprit d'Eva.
À cette époque en effet, la loi argentine prévoyait une série de qualifications stigmatisantes pour les personnes, nommées génériquement « enfants illégitimes », dont les parents n’avaient pas contracté un mariage légal. Une de ces qualifications était « enfant adultérin », mention que l’on consignait dans l’acte de naissance des enfants concernés. C’était le cas également d’Evita, qui obtint toutefois en 1945 que son acte de naissance original fût détruit afin d’éliminer cette tache infamante. Une fois arrivés au pouvoir en Argentine, le mouvement péroniste en général et Eva Perón en particulier voulurent faire adopter des législations antidiscriminatoires avancées, propres à instaurer l’égalité entre hommes et femmes et entre tous les enfants, sans considération de la nature des relations entre leurs parents, projets qui furent fortement contrecarrés par l’opposition politique, par l’église catholique et par les forces armées. Finalement, en 1954, deux ans après la mort d’Eva Perón, le péronisme parvint à faire voter une loi portant suppression des désignations officielles les plus infamantes ‒ enfant adultérin, enfant sacrilège, máncer (enfant de femme publique), enfant naturel, etc. ‒, tout en maintenant toutefois la distinction entre enfant légitime et illégitime. Juan Perón lui-même, qu’Evita devait plus tard épouser, avait été enregistré à l'état civil au titre d’« enfant illégitime ».

### Années d’enfance à Los Toldos

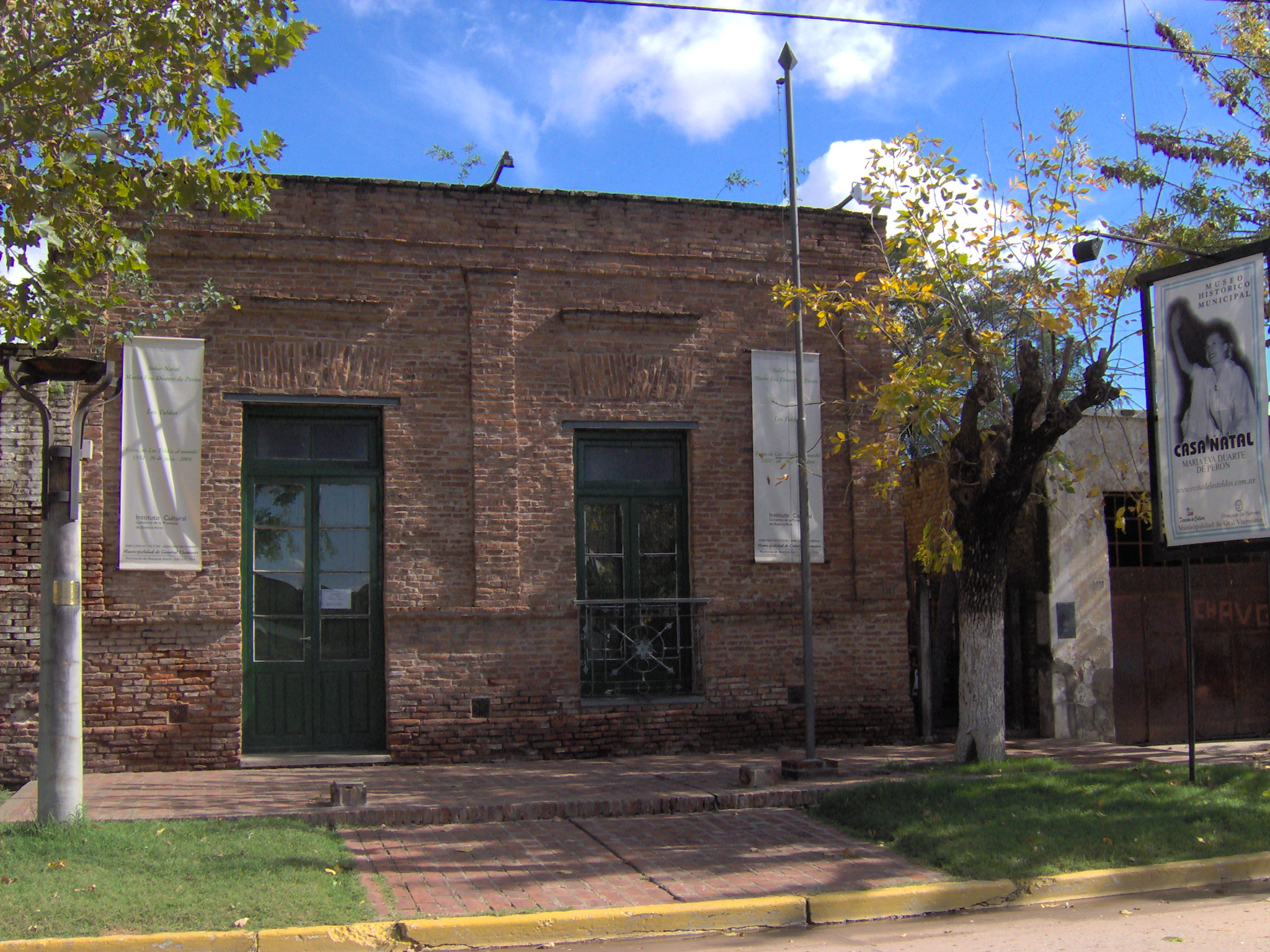
Maison d’Eva Duarte dans la localité de Los Toldos, où elle passa son enfance. La maison a été aménagée en un musée.

Le 8 janvier 1926, son père périt dans un accident d’automobile à Chivilcoy. Toute la famille d'Eva se rendit alors dans cette ville pour assister à la veillée funèbre, mais la famille légitime lui interdit l’entrée au milieu d’un grand esclandre. Grâce à la médiation d’un frère du père, homme politique lui aussi, qui était alors adjoint à la municipalité de Chivilcoy, la famille d’Eva put accompagner le cortège jusqu’au cimetière et assister à l’enterrement.
Pour Evita, âgée alors de six ans, l’incident eut une profonde signification émotionnelle et fut vécu comme un comble d’injustice, même si Eva n’avait eu que peu de contacts avec son père. Cette séquence d’événements occupe une place importante dans la comédie musicale Evita d’Andrew Lloyd Webber, ainsi que dans le film réalisé à partir de celle-ci.
Elle-même y fera allusion dans son ouvrage la Razón de mi vida :

« Pour expliquer ma vie d’aujourd’hui, c'est-à-dire ce que je fais, en accord avec ce que mon âme ressent, je dois aller chercher dans mes premières années, les premiers sentiments… J’ai trouvé dans mon cœur un sentiment fondamental, qui domine depuis lors, de manière totale, mon esprit et ma vie : ce sentiment est mon indignation face à l’injustice. Aussi loin que je me souvienne, chaque injustice me fait mal à l’âme comme si l’on y enfonçait un clou. De chaque âge je garde le souvenir de quelque injustice qui me souleva en me déchirant le cœur. »

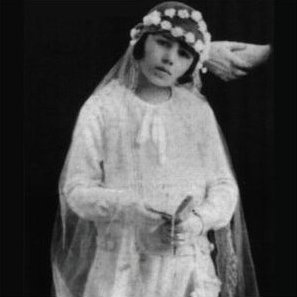
Première communion d’Eva, âgée de 7 ans (1926).

Après la mort de Juan Duarte, la famille d’Eva resta totalement sans ressources et Juana Ibarguren dut déménager avec ses enfants à Los Toldos, et emménager dans la maisonnette de deux pièces située Calle Francia no 1021, en bordure du village, où elle se mit à travailler comme couturière pour entretenir ses enfants,. Ceux-ci, toujours bien vêtus et jamais privés de nourriture, reçurent une éducation très stricte, en accord avec les sentiments d’orgueil de doña Juana, qui était d’autre part très religieuse et pratiquante, ne tolérait pas la moindre forme de relâchement et apprenait à ses enfants comment bien se tenir et à s’occuper d’eux-mêmes. Elle avait coutume de présenter leur pauvreté comme une iniquité qu’ils ne méritaient pas.
Los Toldos, de toldo, grande tente d’Indien, doit son nom au fait qu’il fut un campement mapuche, c'est-à-dire un village indigène. Plus exactement, la communauté mapuche de Coliqueo s’y était installée à la suite de la bataille de Pavón de 1861, par décision du légendaire lonco (chef indien) et colonel de l’armée argentine Ignacio Coliqueo (1786-1871), lequel était arrivé en Argentine depuis le sud du Chili. Entre 1905 et 1936, l’on se servit à Los Toldos d’un ensemble d’arguties légales pour écarter le peuple mapuche de la propriété terrienne. Peu à peu, les indigènes furent supplantés comme propriétaires par des fermiers non indigènes. Juan Duarte, le père d’Eva, fut l’un de ceux-là, ce qui explique pourquoi le domaine agricole où naquit Eva se trouvait précisément en face du campement (toldería) de Coliqueo.
Durant l’enfance d’Evita (1919-1930), Los Toldos était une petite localité rurale pampéenne vouée à l’activité agraire et d’élevage, plus spécifiquement à la culture des céréales et du maïs et à l'élevage de bêtes à cornes. La structure sociale était dominée par le fermier propriétaire (estanciero), détenteur de grandes étendues de terre, qui entretenait des rapports de type servile avec les ouvriers agricoles et avec ses métayers. Le type le plus courant de travailleur dans cette zone était le gaucho.
La mort du père avait fortement détérioré la situation économique de la famille. L’année suivante, Eva entra à l’école primaire, dont elle suivit les cours avec difficulté, devant redoubler une année en 1929, quand elle avait 10 ans. Ses sœurs ont relaté que, dès cette époque, Eva manifestait du goût pour la déclamation dramatique et faisait montre de talents de jongleuse. La forme de son visage lui valut le surnom de Chola (métisse d’Européen et d’Indien), par lequel tous à Los Toldos l’appelaient, de même que celui de Negrita (négrillonne), qu’elle devait garder toute sa vie,,.

### Adolescence à Junín

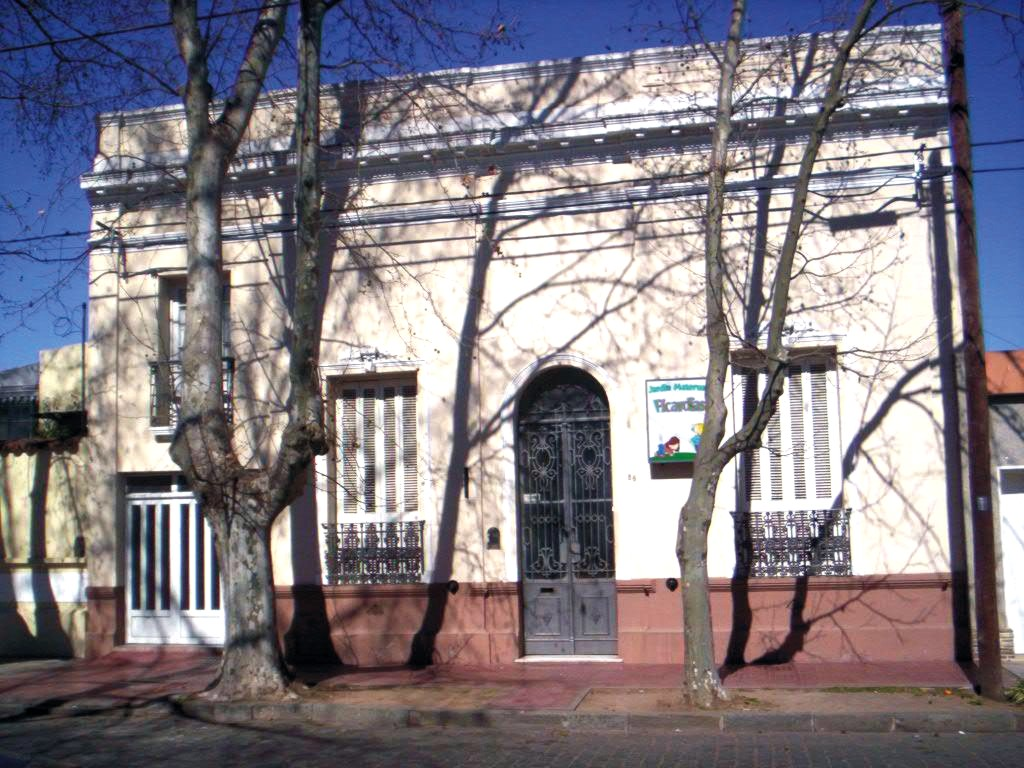
Maison au no 86 de la rue Roque Vázquez à Junín, où Eva habita au début des années 1930.

En 1930, alors qu’Eva avait 11 ans, Juana, sa mère, décida de déménager avec sa famille pour la ville de Junín. Le motif de ce déménagement était le changement d’affectation de la fille aînée Elisa, qui fut mutée de la poste de Los Toldos à celle de Junín, à une trentaine de km de distance. Là, la famille Duarte commença à connaître une certaine aisance grâce au travail de Juana et de ses enfants Elisa, Blanca et Juan. Erminda fut inscrite au Collège national (Colegio Nacional) et Evita à l’école no 1 Catalina Larralt de Estrugamou, dont elle devait sortir en 1934, à l’âge de 15 ans, dotée de son certificat d’études primaires complètes.
La première maison où ils emménagèrent, au no 86 de la Calle Roque Vázquez, subsiste toujours. À mesure que la situation économique de la famille s’améliorait grâce aux revenus des enfants devenus majeurs, surtout du frère Juan, vendeur pour le compte de l’entreprise d’articles de toilette Guereño, et bientôt de la sœur Blanca, qui réussit à son examen d’institutrice, les Duarte déménagèrent d’abord (en 1932) pour une maison plus grande au no 200 de la rue Lavalle, où Juana mit sur pied un établissement de restauration servant des petits déjeuners, puis changèrent encore de domicile (en 1933) pour le no 90 de la Calle Winter, et finalement (en 1934) pour le no 171 de la rue Arias. Il a été insinué qu’il y avait dans la maison de Juana Duarte, de la part de la mère et de ses filles, beaucoup de libertinage et de petites intimités pour la plus grande joie de la clientèle masculine ; cependant, les hôtes de l’établissement étaient tous des célibataires des plus respectables : José Álvarez Rodríguez, directeur du Collège national, son frère Justo, avocat, futur juge à la Cour suprême, qui devait épouser l’une des sœurs d’Eva, et le major Alfredo Arrieta, futur sénateur, qui commandait alors la division cantonnée dans la ville, et qui épousera lui aussi l’une des sœurs d’Eva. En 2006, la municipalité de Junín créa, dans la maison de la Calle Francia (actuelle Calle Eva Perón), le musée Casa Natal María Eva Duarte de Perón.
C’est à Junín que la vocation artistique d’Eva se fit jour. À l’école, où elle eut quelque difficulté à suivre, elle se distingua par une passion affirmée pour la déclamation et la comédie, et ne manquait de participer aux spectacles organisés à l’école, au Collège national ou au cinéma du village, et à des auditions radiophoniques.
Son amie et camarade de collège Délfida Noemí Ruíz de Gentile se souvient :

« Eva aimait réciter, moi, j’aimais chanter. À cette époque, don Primo Arini avait un magasin de disques et, comme il n’y avait pas de radio au village, il plaçait un haut-parleur devant la porte de son magasin. Une fois par semaine, de 19 à 20 heures, il invitait les valeurs locales à défiler chez lui pour animer l’émission La hora selecta. Eva récitait alors des poèmes. »

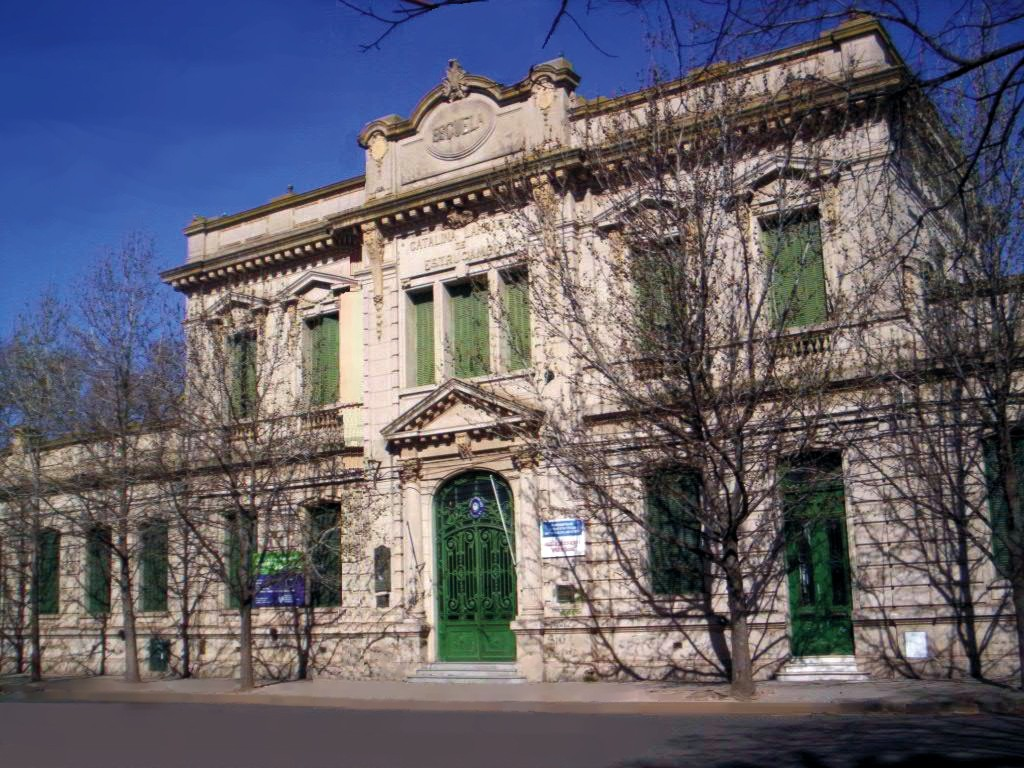
École no 1 Catalina Larralt de Estrugamou à Junín, où Eva acheva ses études primaires en 1934.

C’est à Junín aussi qu’elle participa pour la première fois à une œuvre théâtrale, montée par les élèves et intitulée Arriba estudiantes (Haut les étudiants). Elle jouera ensuite dans une autre petite œuvre de théâtre, Cortocircuito (Court-circuit), destinée à récolter des fonds pour une bibliothèque scolaire. À Junín, pour la première fois, Eva utilisa un microphone et écouta sa voix sortant de haut-parleurs.
À cette même époque, Eva manifesta également des prédispositions de meneuse, s’érigeant en chef de l’un des groupes de son année scolaire. Le 3 juillet 1933, jour du décès de l’ancien président Hipólito Yrigoyen, renversé trois années auparavant par un coup d’État, Eva vint à l’école portant une cocarde noire sur son cache-poussière.

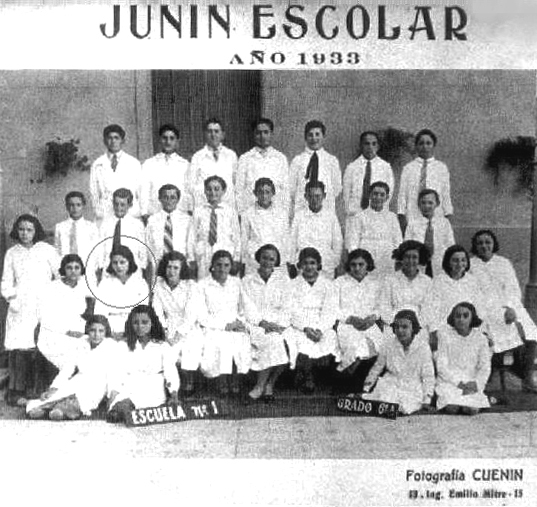
Photo de classe du « 5e degré » à Junín, dont fait partie Eva Duarte en 1933. Eva est assise à gauche.

À ce moment-là déjà, Eva rêvait de devenir actrice et d’émigrer à Buenos Aires. Sa maîtresse Palmira Repetti se souvient :

« Une toute jeune fille de 14 ans, inquiète, résolue, intelligente, que j’eus pour élève là-bas vers 1933. Elle n’aimait pas les mathématiques. Mais il n’y avait personne de meilleur qu’elle quand il s’agissait d’intervenir dans les fêtes du collège. Elle passait pour une excellente camarade. Elle était une grande rêveuse. Elle avait l’intuition artistique. Quand elle eut terminé l’école, elle vint me raconter ses projets. Elle me dit qu’elle voulait devenir actrice et qu’il lui faudrait quitter Junín. À cette époque-là, il n’était pas très commun qu’une gamine de province décidât de s’en aller conquérir la capitale. Néanmoins, je la pris très au sérieux, pensant que tout irait bien pour elle. Ma certitude me venait, sans nul doute, par contagion de son enthousiasme. Je compris avec les années que l’assurance d’Eva était naturelle. Elle émanait de chacun de ses actes. Je me souviens qu’elle avait un penchant pour la littérature et la déclamation. Elle s’échappait de ma classe chaque fois que l’occasion se présentait d’aller réciter devant les élèves des autres classes. Avec ses manières affables, elle entrait dans les bonnes grâces de ses maîtresses et obtenait la permission de jouer devant d’autres gosses. »

Selon l’historienne Lucía Gálvez, Evita et une de ses amies auraient subi en 1934 une agression sexuelle de la part de deux jeunes gens de la bonne société qui les avaient invitées à voyager à Mar del Plata dans leur voiture. Gálvez affirme qu’après être sortis de Junín, ils tentèrent de les violer, sans y parvenir, puis les abandonnèrent dévêtues à peu de distance de la ville. Un chauffeur routier les ramena à leurs domiciles. Il est probable que cet incident, si on l’admet comme véridique, aura eu une grande influence dans sa vie,.
Cette même année, avant même d’avoir achevé ses études primaires, Eva fit le voyage de Buenos Aires, mais, n’ayant pas trouvé de travail, dut s’en retourner. Elle termina alors ses études primaires, passa en famille les fêtes de fin d’année, puis, le 2 janvier 1935, Evita, âgée de 15 ans seulement, alla s’installer définitivement à Buenos Aires.
Dans un passage de la Razón de mi vida, Eva relate quels étaient à ce moment-là ses sentiments :

« Dans le lieu où je passai mon enfance, les pauvres étaient nombreux, plus nombreux que les riches, mais je m’efforçai de me convaincre qu’il devait y avoir d’autres endroits dans mon pays et dans le monde où les choses se passaient différemment, voire de façon inverse. Je me figurais par exemple que les grandes villes étaient des endroits merveilleux où ne se rencontrait que la richesse ; et tout ce que j’entendais les gens dire confirmait cette mienne croyance. Ils parlaient de la grande ville comme d’un paradis merveilleux où tout était beau et extraordinaire et même il me sembla comprendre, de tout ce qu’ils disaient, que les personnes étaient là-bas « plus des personnes » que celles de mon village. »

Le film Evita, ainsi que quelques biographies, soutiennent qu’Eva Duarte voyagea en train pour Buenos Aires en compagnie du célèbre chanteur de tango Agustín Magaldi, après que celui-ci eut effectué un tour de chant à Junín. Cependant, les biographes d’Eva, Marysa Navarro et Nicholas Fraser, ont souligné qu’il n’existe aucune indication de ce que Magaldi eût chanté à Junín en 1934, et sa sœur raconte qu’Eva partit à Buenos Aires accompagnée de sa mère, qui resta ensuite avec elle jusqu’à ce qu’elle eût trouvé une station de radio ayant un rôle à pourvoir pour une jeune adolescente. Elle logea alors chez des amis, tandis que sa mère rentrait courroucée à Junín.

### Arrivée à Buenos Aires et carrière de comédienne

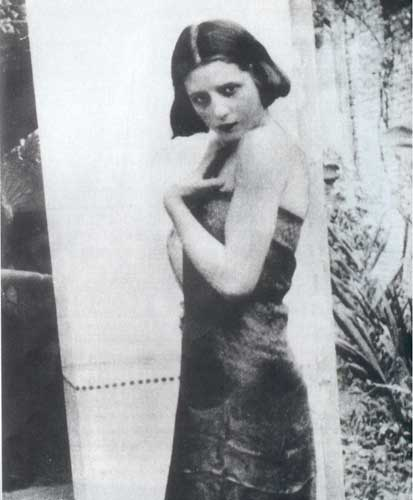
Eva Duarte à 15 ans, tout juste débarquée à Buenos Aires.

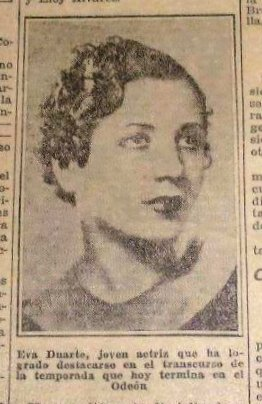
Première photographie de presse d’Eva Duarte, parue dans le journal La Capital de Rosario, le 26 juillet 1936.

Eva Duarte, âgée de 15 ans lorsqu’elle arriva à Buenos Aires le 3 janvier 1935, était alors encore une adolescente. Son voyage s’inscrivait dans la grande vague migratoire intérieure provoquée par la crise économique de 1929 et le processus d’industrialisation de l’Argentine. Ce puissant mouvement migratoire, fait marquant de l’histoire de l’Argentine, avait pour protagonistes les dénommées cabecitas negras (têtes noires), terme dépréciatif et raciste utilisé par les classes moyenne et supérieure de Buenos Aires pour désigner ces migrants non européens, différents de ceux qui avaient jusqu’alors déterminé l’immigration en Argentine. Cette grande migration intérieure des décennies 1930 et 1940 fournit la main-d’œuvre dont avait besoin le développement industriel du pays et qui devait à partir de 1943 former la base sociale du péronisme.
Peu après son arrivée, Eva Duarte décrocha un emploi d’actrice, pour un rôle secondaire, au sein de la troupe de théâtre d’Eva Franco, l’une des plus importantes de cette époque. Le 28 mars 1935, elle fit ses débuts professionnels dans la pièce La señora de los Pérez au Teatro Comedias. Le lendemain figurait dans le journal Crítica le premier commentaire public connu sur Evita :

« Eva Duarte, fort correcte dans ses brèves interventions,. »

Dans les années suivantes, Eva connaîtra un parcours de privations et d’humiliations, se logeant dans des pensions bon marché et jouant de façon intermittente de petits rôles pour diverses troupes théâtrales. Sa principale compagnie à Buenos Aires fut son frère Juan Duarte, Juancito (Jeannot), de cinq ans son aîné, l’homme de la famille, avec qui elle garda toujours des rapports étroits et qui avait comme elle, peu auparavant, migré vers la capitale.

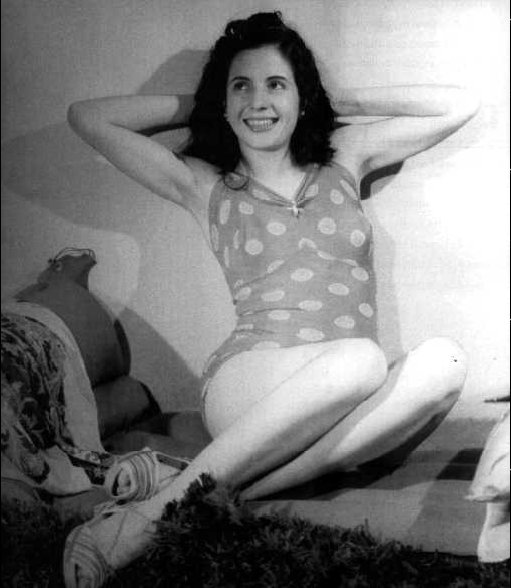
En 1939, photographie d’Annemarie Heinrich.

En 1936, alors qu’elle allait avoir dix-sept ans, elle signa un contrat avec la Compañía Argentina de Comedias Cómicas, dirigée par Pepita Muñoz, José Franco et Eloy Alvárez, en vue de participer à une tournée de quatre mois qui devait la conduire à Rosario, Mendoza et Córdoba. Les pièces qui figuraient au répertoire de la compagnie étaient de pur divertissement et prenaient pour sujet la vie bourgeoise avec ses malentendus et ses divers conflits et frictions. Une des pièces jouées, intitulée le Baiser mortel, adaptation libre d’une œuvre du dramaturge français Loïc Le Gouradiec, traitait du fléau des maladies vénériennes et était subsidiée par la Société prophylactique d’Argentine. Pendant cette tournée, Eva fut brièvement mentionnée dans une chronique du quotidien La Capital de Rosario du 29 mai 1936, laquelle commentait la première de la pièce Doña María del Buen Aire de Luis Bayón Herrera, comédie ayant pour sujet la première fondation de Buenos Aires :

« Oscar Soldatti, Jacinto Aicardi, Alberto Rella, Fina Bustamante et Eva Duarte ont donné une représentation réussie du spectacle. »

Le dimanche 26 juillet 1936, le même journal La Capital de Rosario publia la première photo publique connue d’Eva, assortie du titre suivant :

« Eva Duarte, jeune actrice qui a réussi à se distinguer au cours de la saison qui se termine aujourd’hui à l’Odeón. »

Dans ces premières années de sacrifices, Eva se lia d’une étroite amitié avec deux autres comédiennes, comme elle obscures encore, Anita Jordán et Josefina Bustamente, amitié qui dura tout le reste de sa vie. Les gens qui la connurent alors se la rappellent comme une demoiselle brunette, très maigre et frêle, qui rêvait de devenir une actrice importante, mais possédait aussi une grande force d’âme, beaucoup de gaieté, et le sens de l’amitié et de la justice.

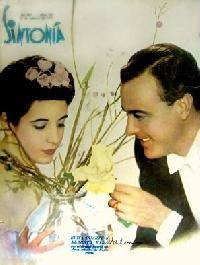
Première photo de couverture pour Eva, dans le magazine Sintonía du 25 octobre 1939, avec Alberto Vila.

Pierina Dealessi, actrice et importante productrice de théâtre, qui engagea Eva en 1937, se souvient :

« Je connus Eva Duarte en 1937. Elle se presenta timidement : elle voulait se consacrer au théâtre. Je vis une petite chose tellement délicate que je dis à José Gómez, représentant de la troupe dont j’étais la productrice, qu’il lui donnât un rôle dans la distribution. C’était une petite chose tellement éthérée, que je lui demandai : Ma petite dame, tu veux vraiment ? Sa réponse affirmative était dite d’une voix très basse, timidement. Nous jouions la pièce Una boîte rusa ; je lui fis faire un essai et elle me parut bonne. Dans ses premiers rôles, elle n’eut que quelques paroles à dire, mais elle ne fit jamais de remplacements. Sur la scène, qui figurait une boîte (cabaret), Eva devait apparaître avec d’autres filles, bien habillée. Sa figure était des plus chétives. La gamine s’entendait bien avec toutes. Elle prenait du mate avec ses camarades. Elle le préparait dans ma resserre. Elle habitait dans des pensions, était très pauvre, très humble. Elle arrivait de bonne heure au théâtre, bavardait avec tous, riait, goûtait des biscuits. Moi, la voyant si fluette, si faible, je lui disais : il faudra te soigner, manger beaucoup, bois beaucoup de mate, cela te fera beaucoup de bien ! Et je lui rajoutais du lait au mate,,. »

Les acteurs et actrices engagés pour de petits rôles pouvaient au maximum gagner cent pesos par mois, c'est-à-dire le salaire habituel d’un ouvrier d’usine. Peu à peu, Eva parvint à une certaine reconnaissance, d’abord en participant à des films, comme actrice de deuxième ligne, et ensuite en travaillant parallèlement comme mannequin, apparaissant sur la couverture de quelques revues de spectacle, mais c’est surtout en tant que récitante et actrice dans des dramatiques radiophoniques qu’elle réussit enfin à mener une véritable carrière. Elle obtint son premier rôle dans une dramatique en août 1937. La pièce, diffusée par Radio Belgrano, s’appelait Oro blanco (« Or blanc ») et avait pour cadre la vie quotidienne des travailleurs du coton dans le Chaco. Elle participa par ailleurs à un concours de beauté, sans succès, et figura comme présentatrice d’un concours de tango, où elle annonçait les participants et assurait les transitions entre les prestations des danseurs. Elle vécut six mois avec un acteur, qui disait vouloir l’épouser, mais qui l’abandonna brusquement.
L’éminent acteur Marcos Zucker, compagnon de travail d’Eva, alors que tous deux débutaient dans le métier, se souvient de ces années de la façon suivante :

« Je connus Eva Duarte en 1938, au Teatro Liceo, alors que nous travaillions sur la pièce La gruta de la Fortuna. La troupe était de Pierina Dealessi, et Gregorio Cicarelli, Ernesto Saracino et d’autres y jouaient. Elle avait le même âge que moi. C’était une fille désireuse de se distinguer, agréable, sympathique et très bonne amie avec tout le monde, en particulier avec moi, puisque par après, quand elle eut l’occasion de jouer dans une pièce radiophonique, Los jazmines del ochenta, elle m’appela pour que je travaille avec elle. Entre l’époque où je la connus au théâtre et le moment où elle faisait de la radio, une transformation s’était produite en elle. Ses angoisses s’étaient calmées, elle était plus sereine, moins tendue. À la radio, elle était une petite dame jeune, tête de compagnie. Ses émissions avaient beaucoup d’audience, marchaient fort bien. Elle commençait déjà à avoir du succès comme actrice. Contrairement à ce qui se dit par ici, nous autres galants n’avions, à l’intérieur du théâtre, que peu de fréquentation avec les filles. Néanmoins, j’étais très ami avec elle et je garde de fort bons souvenirs de cette période de nos vies. Nous étions tous deux dans la même vie, vu que nous débutions tous les deux et qu’il nous fallait nous faire remarquer, nous frayer un chemin. »

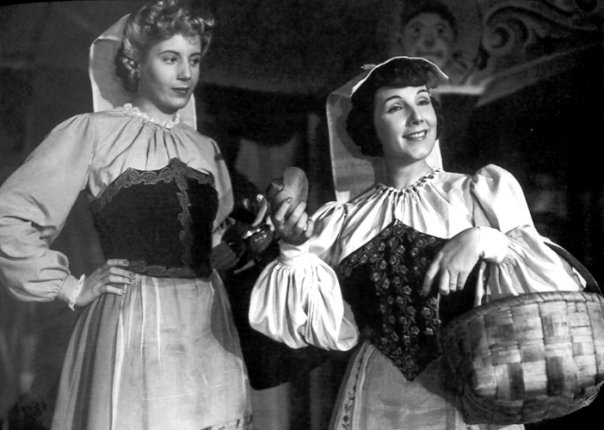
Evita (à gauche) et Libertad Lamarque dans La cabalgata del circo, 1945.

Fin 1938, à 19 ans, Eva réussit à figurer dans la liste des comédiens de la troupe Compañía de Teatro del Aire récemment fondée, et ce conjointement avec Pascual Pellicciotta, acteur qui comme elle avait travaillé pendant des années dans des seconds rôles. La première dramatique radiophonique que la troupe mit sur les ondes fut Los jazmines del ochenta, de Héctor Blomberg, pour le compte de Radio Mitre, diffusée du lundi au vendredi. C’est vers cette époque qu’elle commença à acquérir de la notoriété, non en vendant ses charmes comme il a été murmuré, mais en consentant à jouer le jeu du vedettariat, battant notamment les antichambres de Sintonía, revue de cinéma qu’elle avait lue avec avidité quand elle était adolescente, et où elle obtenait que son nom fût cité, ou qu’un reportage ou une photo d’elle parût dans ses colonnes. Peu avant, en mars de cette même année, l'Asociación Argentina de Actores avait donné suite favorable à sa demande d’adhésion et Eva put prendre réception l’année suivante de sa carte d'affiliée.
Dans le même temps, elle commença à apparaître plus assidument au cinéma, dans des films tels que ¡Segundos afuera! (1937), El más infeliz del pueblo, avec Luis Sandrini, la Carga de los valientes et Una novia en apuros en 1941.
En 1941, la troupe mit sur ondes la pièce radiophonique Los amores de Schubert, de Alejandro Casona, pour Radio Prieto.
En 1942, elle sortit définitivement de la précarité économique grâce au contrat qu’elle signa avec la troupe Compañía Candilejas, placée sous l’égide de l’entreprise de savonnerie Jabón Radical où travaillait son frère Juan, laquelle troupe diffuserait tous les matins un cycle de dramatiques pour Radio El Mundo, la principale radio du pays. Cette même année, Eva fut engagée pour cinq ans à réaliser quotidiennement, en soirée, une série radiophonique dramatico-historique appelée Grandes mujeres de todos los tiempos (Grandes Femmes de tous les temps), évocations dramatiques de la vie de femmes illustres, dans laquelle elle joua notamment Élisabeth Ire d'Angleterre, Sarah Bernhardt et Alexandra Fedorovna, dernière tsarine de Russie. Cette série d’émissions, diffusée par Radio Belgrano, récolta un grand succès. Le scénariste de ces émissions, le juriste et historien Francisco José Muñoz Azpiri, était celui qui devait, quelques années plus tard, écrire pour Eva Perón ses premiers discours politiques. Radio Belgrano était alors dirigé par Jaime Yankelevich, qui jouera un rôle déterminant dans la création de la télévision argentine.
Entre théâtre radiophonique et cinéma, Eva sut finalement se faire une situation économique stable et confortable. En 1943, au terme de deux ans de travail au sein de sa propre compagnie d’acteurs, elle gagnait de cinq à six mille pesos par mois, ce qui faisait d’elle l’une des actrices radio les mieux payées du moment. Elle put donc, en 1942, laisser enfin derrière elle les pensions et faire l’acquisition d’un appartement, situé au no 1567 de la rue Posadas, en face des studios de Radio Belgrano, dans le quartier exclusif de Recoleta, appartement dans lequel, trois ans plus tard, elle se mettra en ménage avec Juan Domingo Perón. Selon un témoignage, Eva mettait un point d’honneur, en tant qu’actrice exerçant une fonction dirigeante, à ne pas être aperçue dans les mêmes cafés que monsieur Tout le monde, déclarant notamment un jour : « je propose que nous allions à la Confitería au coin de la rue pour prendre le thé, là où les gens ordinaires ne viennent pas ».
Le 3 août 1943, Eva se lança également dans l’activité syndicale, et fut l’une des fondatrices de l’Association radiophonique argentine (ARA, Asociación Radial Argentina), premier syndicat des travailleurs de la radio.

### Le péronisme

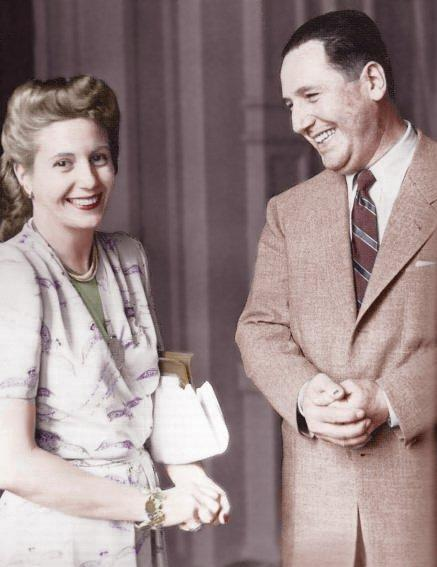
Eva Duarte et Juan Perón se rencontrèrent en 1944 et se marièrent le 22 octobre 1945.

Eva fit la rencontre de Juan Perón dans les premiers jours de 1944, alors que l’Argentine traversait une période cruciale de transformation économique, sociale et politique.

#### Situation politique et sociale en 1944
Au point de vue économique, le pays avait au cours des années précédentes totalement changé sa structure productive par suite d’un fort développement de son industrie. En 1943, la production industrielle avait pour la première fois dépassé la production agricole.
Socialement, l’Argentine connaissait alors une vaste migration intérieure, de la campagne vers les villes, impulsée par le développement industriel. Ce mouvement entraîna un vaste processus d’urbanisation et un notable changement dans la composition de la population des grandes villes, en particulier de Buenos Aires, consécutif à l’irruption d’un nouveau type de travailleurs non européens, appelés dédaigneusement cabecitas negras (têtes noires) par les classes moyennes et supérieure, pour avoir la chevelure, le teint et les yeux en moyenne plus sombres que la plupart des immigrés venant directement d’Europe. La grande migration intérieure se caractérisait aussi par la présence d’un grand nombre de femmes désireuses de faire leur entrée sur le marché du travail salarié qu’avait fait naître l’industrialisation.
Sur le plan politique, l’Argentine vivait une crise profonde touchant les partis politiques traditionnels, lesquels avaient validé un système corrompu ouvertement basé sur la fraude électorale et le clientélisme. Cette période de l’histoire argentine, connue sous l’appellation de Décennie infâme, qui va de 1930 à 1943, vit gouverner une alliance conservatrice nommée la Concordancia. La corruption du pouvoir conservateur en place entraîna le 4 juin 1943 le déclenchement d’un coup d’État militaire, lequel ouvrit une période confuse de réorganisation et de repositionnement des forces politiques. Le lieutenant-colonel Juan Domingo Perón, 47 ans, fera partie de la troisième configuration du nouveau gouvernement mis en place après le coup d’État militaire.
En 1943, peu après le début du gouvernement militaire, un groupe de syndicalistes majoritairement socialistes et syndicalistes-revolutionnaires, menés par le dirigeant syndical socialiste Ángel Borlenghi, prit l’initiative d’établir des contacts avec de jeunes officiers réceptifs aux revendications des travailleurs. Du côté militaire, les colonels Juan Perón et Domingo Mercante prirent la tête du groupe militaire qui décida de conclure une alliance avec les syndicats afin de mettre en œuvre le programme historique porté par le syndicalisme argentin depuis 1890.
Cette alliance militaro-syndicale dirigée par Perón et Borlenghi sut réaliser de grandes avancées sociales (conventions collectives, statut du travailleur agricole, pension de retraite, etc.), s’assurant ainsi un fort appui populaire qui lui permit de s’emparer de positions importantes au sein du gouvernement. Ce fut précisément Perón qui occupa le premier une fonction gouvernementale, lorsqu’il fut désigné à la tête de l’insignifiant département du Travail. Il obtint peu après que ledit département fût élevé au haut rang de secrétariat d’État.
Parallèlement au progrès des droits sociaux et des droits du travail obtenus par le groupe syndicalo-militaire mené par Perón et Borlenghi, et au croissant appui populaire dont bénéficiait celui-ci, commença également à s’organiser une opposition dirigée par le patronat, des militaires et des groupements étudiants traditionnels, avec le soutien ouvert de l’ambassade des États-Unis, et qui jouissait d’un appui grandissant dans les classes moyennes et supérieure. Cet affrontement sera initialement connu sous le nom de les espadrilles contre les livres.

#### Rencontre avec Juan Domingo Perón

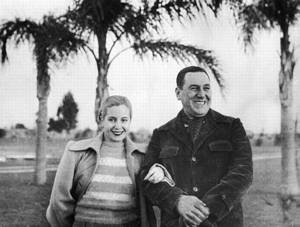
Evita et Perón en 1950.

Eva, âgée de 24 ans, fit la connaissance de Juan Perón, veuf depuis 1938, le 22 janvier 1944, lors d’un événement organisé dans le stade Luna Park à Buenos Aires par le secrétariat au Travail et à la Prévoyance, lors duquel les actrices qui avaient collecté la plus grande quantité de fonds en faveur des victimes du tremblement de terre de San Juan de 1944 allaient se voir décerner une décoration. Les actrices en haut de ce classement se trouvaient être Niní Marshall, future opposante au péronisme, et Libertad Lamarque,.
Au Luna Park ce jour-là, plusieurs célébrités de la société argentine de l’époque se trouvaient réunies, dont en particulier le présentateur Roberto Galán, qui officiait comme présentateur de l’événement. À un moment donné au cours de la soirée, Evita s’approcha de lui pour lui demander : « Galancito, s’il vous plaît, annoncez-moi, car je veux déclamer une poésie », et c’est alors qu’il l’emmena auprès de Perón et les présenta l’un à l’autre. Perón évoquera cette rencontre comme suit :

« Eva est entrée dans ma vie comme le destin. Ce par quoi j’ai fait la rencontre de ma femme, c’est un tragique tremblement de terre qui avait secoué la province de San Juan, dans la cordillère [des Andes], et qui avait détruit presque entièrement la ville. À cette époque-là, j’étais ministre du Travail et des Affaires sociales. La tragédie de San Juan était une calamité nationale [...]. Pour secourir la population, j’ai mobilisé le pays entier ; j’ai lancé un appel aux hommes et aux femmes pour que tous tendent la main à ces pauvres gens de cette lointiane province [...]. Parmi tous ceux qui sont passés par mon bureau ces jours-là, il y avait une jeune dame d’aspect fragile, mais à la voix résolue, avec les cheveux blonds et longs qui lui retombaient dans le dos, les yeux allumés comme par la fièvre. Elle a dit s’appeler Eva Duarte, être une actrice de théâtre et de radio et vouloir à tout prix apporter son concours à l’œuvre de secours pour la malheureuse population de San Juan. »

En février, Perón et Eva vivaient déjà ensemble, et Perón déménagea vers un appartement de la calle Posadas contigu à celui d’Eva.
Lorsque ces fonds pour San Juan eurent été recueillis, Juan Perón demanda à Eva de venir travailler au secrétariat au Travail. Il voulait y attirer quelqu’un capable d’élaborer une politique du travail à l’intention des femmes et souhaitait que ce fût une femme qui prît la direction de ce mouvement. Il estimait qu’Eva, par ses qualités de dévouement et d’initiative, présentait le profil idoine pour remplir cette tâche. En effet, Perón lui-même reconnut quelque temps après, devant le journaliste Tomás Eloy Martínez, qu’Eva avait été « la plus active » dans le groupe d’artistes, et qu’elle avait attiré immédiatement son attention.
Peu après, en février 1944, Juan Perón et Eva s’étaient mis en ménage dans l’appartement d'Eva rue Posadas. Bientôt, Perón, alors encore colonel, satisfaisant la requête de sa compagne, demanda au secrétaire à la radiodiffusion, Miguel Federico Villegas, alors capitaine, de lui trouver un rôle dans quelque pièce radiophonique.
Entre-temps, Eva poursuivit sa carrière artistique. Au sein du nouveau gouvernement, le major Alberto Farías, patriote inflexible d’origine provinciale, fut chargé de la « communication », sa mission consistant à épurer les émissions et messages publicitaires d’éléments indésirables. Toute émission de radio devait être soumise pour approbation au ministère des Postes et Télécommunications dix jours à l’avance. Néanmoins, grâce à la protection du colonel Anibal Imbert, chargé de l’attribution des temps d’antenne, Eva Perón put mener à bien, en septembre 1943, son projet d’une série d’émissions intitulée Héroïnes de l’histoire (retraçant en réalité la vie de maîtresses célèbres), dont les textes étaient rédigés, une fois encore, par Muñoz Azpiri. Elle signa avec Radio Belgrano un nouveau contrat, à hauteur de 35000 pesos, qui était, selon ses propres dires, le contrat le plus important de toute l’histoire de la radiodiffusion
Cette même année, elle fut élue présidente de son syndicat, l’Asociación Radial Argentina (ARA). Peu après, elle ajouta à sa programmation sur Radio Belgrano un ensemble de
trois nouvelles émissions radio quotidiennes : Hacia un futuro mejor, à 10h.30, où elle annonçait les conquêtes sociales et du travail obtenues par le secrétariat au Travail ; la dramatique Tempestad, à 18h.00 ; et Reina de reyes, à 20h.30. Elle participa également, plus tard dans la soirée, à des émissions plus politiques, où les idées de Perón étaient explicitement exposées, dans la perspective d’éventuelles élections, et en direction des couches de la population dont il escomptait qu’elles le soutiendraient, qui n’avaient jamais été ciblées par la propagande politique et qui ne lisaient pas la presse. Peu férue de politique, Eva ne discutait pas alors de sujets politiques, se contentant d’absorber ce que savait et pensait Juan Perón et se muant en sa plus grande et plus ardente partisane.
Elle joua aussi dans trois films, La cabalgata del circo, avec Hugo del Carril et Libertad Lamarque, Amanece sobre las ruinas (Aurore sur les ruines, fin 1944), film de nature propagandiste qui prenait pour décor le tremblement de terre de San Juan, et La pródiga, qui ne sortit pas en salle à l’époque de sa réalisation. Ce dernier film, dont l’action se situe dans l’Espagne du XIXe siècle et relate la liaison entre une femme mûre et belle encore et un jeune ingénieur occupé à construire un barrage. La femme était appelée la prodigue en raison de sa grande et insouciante libéralité, qui la portait à dépenser sa fortune pour venir en aide aux villageois pauvres. Le tournage se faisait lorsqu’Eva Perón pouvait se libérer de ses autres obligations et se prolongea par conséquent durant de longs mois. Elle affectionnait ce film, qui fut son dernier, à cause de l’esprit d’abnégation et de la souffrance morale, assez stéréotypée, qui y étaient dépeints, quoique sa personne s’accordât difficilement au rôle d’une femme plus âgée. De plus, son jeu manquait de puissance dramatique, sa voix était monotone, ses gestes figés, et son visage restait peu expressif. Du reste, elle confia un jour à son confesseur, le jésuite Hernán Benítez, que ses performances étaient « mauvaises au cinéma, médiocres au théâtre, et passables à la radio ».

#### L’année 1945

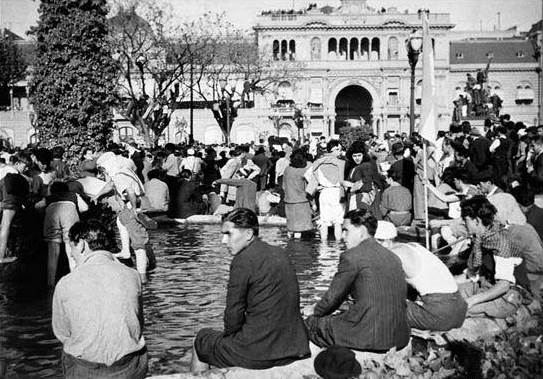
La célèbre « foto de las patas », gens pataugeant dans l’eau de la fontaine de la place de Mai le 17 octobre 1945.

L’année 1945 fut une année charnière pour l’histoire argentine. La confrontation entre les différentes fractions sociales s’exacerba, l’opposition entre espadrilles (alpargatas) et livres (libros) se cristallisant dans une opposition entre péronisme et antipéronisme.
Dans la nuit du 8 octobre eut lieu le coup d’État, hâtif et mal organisé, du général Eduardo Ávalos, qui exigea sur-le-champ, et obtint le lendemain, la démission de Perón. L’élément déclencheur du putsch fut une affaire de nomination à une haute fonction de l’État, qui avait échappé à certain secteur de l’armée, sur un arrière-plan d’opposition à la politique sociale de Juan Perón, à quoi s’ajoutait l’irritation provoquée par la vie privée de celui-ci, spécifiquement sa vie commune hors mariage avec Eva Duarte, femme d’extraction et d’antécédents obscurs. Pendant une semaine, les groupes antipéronistes eurent certes la maîtrise du pays, mais ne se décidèrent pas à prendre effectivement le pouvoir. Perón et Eva restèrent ensemble, se rendant chez diverses personnes, parmi lesquelles Elisa Duarte, la deuxième sœur d’Eva. Peu avant le coup d’État, Juan Perón reçut la visite du général Ávalos, qui lui conseillait en vain de céder aux desiderata des militaires ; pendant cette vive discussion, Eva prononça, s’adressant à Juan Perón, les paroles suivantes : « ce qu’il faut que tu fasses, c’est tout laisser tomber, partir à la retraite et prendre du repos… Qu’ils se débrouillent tout seuls ». Le 9 octobre, Juan Perón signa sa lettre de démission pour les trois fonctions gouvernementales qu’il occupait, en plus d’une demande de mise à disponibilité. Le même jour, l’on fit part à Eva Duarte qu’il avait été mis fin à son contrat avec radio Belgrano.
Le 13 octobre, Perón fut assigné à résidence dans l’appartement de la calle Posadas, puis emmené en détention sur la canonnière Independencia, laquelle mit ensuite le cap sur l’île Martín García, dans le Río de la Plata.
Ce même jour, Perón écrivit une lettre à son ami le colonel Domingo Mercante, dans laquelle il évoque Eva Duarte, la désignant par Evita :

« Je te recommande fortement Evita, car la pauvrette est à bout de nerfs et je me fais du souci pour sa santé. Dès qu’on m’aura donné mon congé, je me marie et je m’en vais au diable. »

Le 14 octobre, de Martín García, Perón écrivit à Eva une lettre dans laquelle il lui confia entre autres :

« … Aujourd’hui, j’ai écrit à Farrell pour lui demander d’accélérer ma requête de congé. Dès que je serai sorti d’ici, nous nous marierons et partirons vivre tranquilles dans quelque endroit… Que m’as-tu dit de Farrell et d’Ávalos ? Deux perfides envers leur ami. Ainsi va la vie… Je te charge de dire à Mercante qu’il parle à Farrell, pour faire en sorte qu’ils me laissent tranquille, et nous autres deux partons vers le Chubut… Je tâcherai d’aller à Buenos Aires par n’importe quel moyen, tu peux donc attendre sans inquiétude et veiller à ta santé. Si le congé est accordé, nous nous marierons le jour suivant et s’il n’est pas accordé, j’arrangerai les choses autrement, mais nous mettrons fin à cette situation d’insécurité où tu te trouves en ce moment… Avec ce que j’ai fait, j’ai une justification devant l’Histoire et je sais que le temps me donnera raison. Je commencerai à écrire un livre sur ceci et le publierai dès que possible, et nous verrons alors qui a raison… »

Il semblait à ce moment que Perón se fût définitivement éloigné de toute activité politique et que, si les choses se passaient selon sa volonté, il se fût retiré avec Eva pour s’en aller vivre en Patagonie. Toutefois, à partir du 15 octobre, les syndicats se mirent à se mobiliser pour exiger la remise en liberté de Perón, jusqu’à déclencher la grande manifestation du 17 octobre, laquelle aboutit à la libération de Perón et permit à l’alliance militaro-syndicale de recouvrer tous les postes qu’elle détenait auparavant dans le gouvernement, ouvrant ainsi la voie à la victoire à l'élection présidentielle.

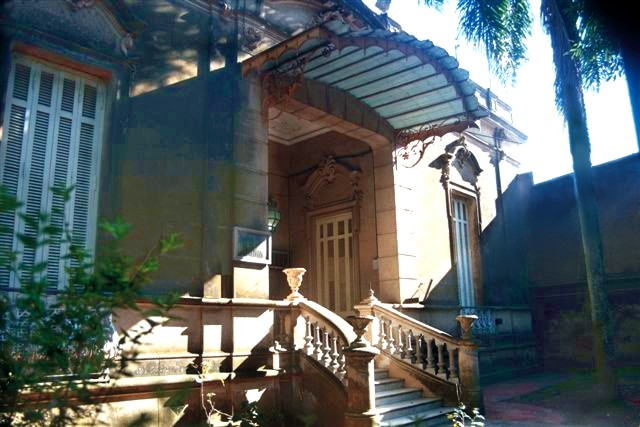
L’étude de notaire Ordiales à Junín, qui fut chargée de dresser l’acte de mariage civil entre Eva Duarte et Juan Domingo Perón en 1945. L’édifice héberge à l’heure actuelle le siège du conseil de prud'hommes. La maison de la famille Duarte se trouvait en face.

Le récit traditionnel a voulu attribuer à Eva Perón un rôle décisif dans la mobilisation des travailleurs qui occupèrent la place de Mai le 17 octobre, mais les historiens s’accordent aujourd’hui à dire que son action ‒ si tant est même qu’il y en eût une ‒ lors de ces journées fut en réalité très limitée. Tout au plus a-t-elle pu participer à quelques réunions syndicales, sans grande incidence sur le cours des événements. À ce moment-là en effet, Eva Duarte manquait encore d’identité politique, de contacts dans les syndicats et d’un appui solide dans le cercle intime de Juan Perón. Les témoignages historiques abondent qui indiquent que le mouvement qui libéra Perón fut déclenché directement par les syndicats dans tout le pays, en particulier par la CGT. Le journaliste Héctor Daniel Vargas a révélé que le 17 octobre 1945, Eva Duarte se trouvait à Junín, sans doute au domicile de sa mère, et en veut pour preuve un mandat signé par elle dans cette ville le même jour. Il semblerait cependant qu’elle ait pu ensuite se rendre à Buenos Aires et s’y trouver le même soir encore. Mais haïe autant que Perón lui-même, ne se trouvant plus sous la protection de la police, décriée désormais ouvertement par la presse, chassée de Radio Belgrano malgré dix ans de service, elle était seule et apeurée, ne songeant qu’à libérer Juan Perón et craignant pour la vie de celui-ci. Le 15 octobre, elle se retrouva malencontreusement au milieu d’une manifestation anti-péroniste, fut brutalisée et eut le visage tellement tuméfié qu’elle put rentrer chez elle sans plus être reconnue. Le plus vraisemblable est que, ayant échoué à faire libérer Juan Perón par l’entremise d’un juge, elle ait choisi de se tenir coite pour ne pas compromettre les chances d’une libération.
Le moyen conventionnel d’être libéré de prison consistait à solliciter un habeas corpus auprès d’un juge fédéral : dans la plupart des cas, pourvu qu’il n’y eût pas encore d’inculpation, le juge pouvait ordonner la mise en liberté, à la condition que l’intéressé eût préalablement manifesté, par voie d’un télégramme envoyé au ministère des Affaires intérieures, son intention de quitter le pays dans les 24 heures. La procédure était simple et avait du reste été utilisée par maint opposant anti-péroniste dans les deux années précédentes. Eva Duarte se rendit donc à l’office de l’avocat Juan Atilio Bramuglia, qui la fit jeter à la porte. Eva gardera de cet incident une rancune tenace à l’endroit de Bramuglia.
Juan Perón cependant put bientôt quitter l’île Martín García en feignant, avec la complicité du médecin militaire et sien ami le capitaine Miguel Ángel Mazza, une pleurésie, ce qui nécessitait une hospitalisation, c'est-à-dire son transfert (tenu secret) à l’hôpital militaire de Buenos Aires. Entre-temps, des grèves spontanées avaient commencé à éclater, aussi bien dans la banlieue de la capitale que dans les provinces. Les ouvriers redoutaient que les acquis sociaux de ces deux dernières années, dont ils étaient redevables à Juan Perón, ne fussent anéantis. Le 15 octobre, la CGT décida, après de longs débats, de proclamer la grève générale pour le 18 octobre.
Par l’entremise du Dr Mazza, Eva put visiter Juan Perón à l’hôpital ; celui-ci lui enjoignit de rester calme et de ne rien entreprendre de dangereux — raison supplémentaire d’admettre qu’Eva Perón ne joua aucun rôle déterminant dans les événements du 18 octobre.
Quelques jours plus tard, le 22 octobre 1945, Juan Perón épousa Eva à Junín, ainsi qu’il l’avait annoncé dans ses lettres. L’événement eut lieu dans l’intimité, à l’étude de notaire Ordiales, laquelle était hébergée dans une villa, qui existe encore, sise à l’angle des rues Arias et Quintana, dans le centre de la ville,. Le secrétaire utilisé pour dresser l’acte de mariage civil est actuellement exposé au Musée historique de Junín. Les témoins étaient le frère d’Eva, Juan Duarte, et Domingo Mercante, ami de Juan Perón et péroniste de la première heure. À cause d’une tentative d’attentat contre Juan Perón, il fallut surseoir au mariage religieux ; celui-ci fut célébré le dix décembre, lors d’une cérémonie privée, suivie d’une réunion familiale restreinte, en l’église Saint-François-d’Assise de La Plata, choisie sur recommandation d’un frère franciscain de leurs amis et en raison d’une prédilection d’Eva pour l’ordre des Frères mineurs. Domingo Mercante et Juana Ibarguren, la mère d’Eva, y figuraient comme témoins. Perón était déjà à ce moment-là candidat à la présidence de la République argentine, pays catholique où il était impensable qu’un homme politique vécût avec une femme sans être marié religieusement avec elle.
Parallèlement, Eva s’appliqua à faire disparaître discrètement les traces de sa carrière d’actrice, demandant notamment aux stations de radio de lui renvoyer ses photos publicitaires et empêchant la diffusion de son dernier film La pródiga.

### Parcours politique
Eva Perón exerçant le pouvoir d’une manière qui apparaissait très personnelle et sur un mode affectif, il en a été abusivement déduit que son action n’était déterminée que par ses propres opinions et par les caractéristiques psychologiques de sa personnalité ; en réalité, elle œuvrait toujours dans le cadre politique et idéologique défini par Juan Perón.
Lors d’un rassemblement le 17 octobre 1951, Juan Perón lui-même, évoquant brièvement le rôle politique d’Evita au sein du péronisme, y distingua trois volets : sa relation avec les syndicats, sa fondation caritative, et son action auprès des femmes argentines.
- Entretenant d’excellents contacts avec les dirigeants syndicaux, elle permit au péronisme de renforcer son emprise sur le monde ouvrier. Celui-ci en effet, témoin la persistance des grèves, n’était pas inconditionnellement acquis au régime ;

- Par sa fondation caritative (au demeurant plutôt inutile, ses fonctions ayant pu être remplies par des institutions publiques idoines), elle avait mis en place, entre le dirigeant Juan Perón et le peuple, une interface propre à donner du péronisme un visage charnel, généreux, humain, ce dont une bureaucratie impersonnelle aurait été incapable. De même, elle usait dans ses discours d’un langage émotionnel et direct, au contraire du caractère plus abstrait du discours politique de Juan Perón. Eva figurait ainsi comme trait d’union entre le pouvoir péroniste et les descamisados — « parlant à Juan Perón au nom du peuple, et au peuple au nom de Juan Perón ». Sa fondation caritative, située en plein cœur de Buenos Aires, est aujourd'hui un musée qui retrace sa vie et son parcours.
- Eva Perón choisit de se faire appeler « Evita » dans son rôle politique en faveur des descamisados. « Eva » était son nom « officiel » en tant que Première dame, au cours des représentations publiques avec Juan Perón. [réf. nécessaire]

- La création du Parti péroniste féminin lui permit de mobiliser une majorité du nouvel électorat féminin en faveur de Juan Perón.

On peut y ajouter son rôle de prêtresse des grands rituels du régime péroniste et d’orchestrateur du culte de la personnalité de Juan Perón. Il n’était guère d’événement susceptible d’attirer l’attention du public (inauguration d’une piscine ou d’une usine, remises de médaille etc.) où Evita ne fût présente ; toute occasion de ce type était prétexte à la tenue d’un de ces rituels coutumiers du régime, qui s’accompagnaient immanquablement de force embrassades de bambins et de marques d’amour pour les descamisados et la patrie. Les deux principaux de ces rituels étaient la journée du premier mai et la célébration du 17 octobre, dans le cérémonial desquels Eva Perón occupait sa propre place.
Enfin, plus incidemment, elle s’attacha, par sa tournée européenne, à corriger la mauvaise image du péronisme à l’étranger.

#### Campagne électorale de 1946

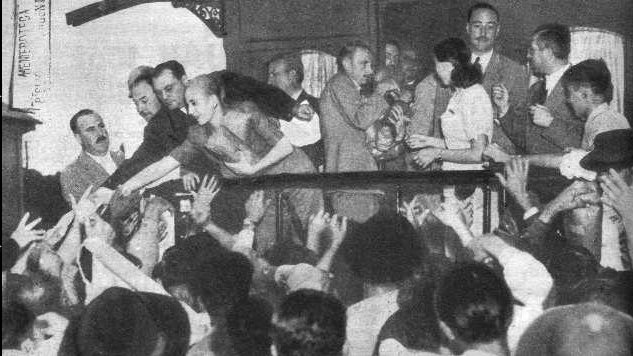
Evita saluant à partir d'un train lors de la campagne en vue des élections de 1946.

Eva commença sa carrière politique en accompagnant, en qualité d’épouse, Juan Perón dans sa campagne électorale en vue de l'élection présidentielle du 24 février 1946. Leur tournée électorale les conduisit à Junín, Rosario, Mendoza et Córdoba. Juan Perón et sa suite portaient des vêtements ordinaires, orné de badges du nouveau mouvement, afin de prolétariser la vie politique argentine. Eva, sans jamais prononcer elle-même de discours, se tenait auprès de Juan Perón lorsque celui-ci faisait, d’une voix de plus en plus rauque, ses allocutions sur les réformes agraires qu’il projetait comme moyen de briser la puissance de l’oligarchie.
La participation d’Eva dans la campagne de Juan Perón représente une nouveauté dans l’histoire politique de l’Argentine. À cette époque en effet, les femmes étaient (excepté dans la province de San Juan) privées de droits politiques et les apparitions publiques des épouses de candidats à la présidentielle était très restreintes et ne devaient en principe présenter aucun caractère politique. Depuis le début du siècle, des groupes de féministes, parmi lesquelles s’étaient illustrées des personnalités telles que Alicia Moreau de Justo, Julieta Lanteri et Elvira Rawson de Dellepiane, avaient revendiqué en vain que les droits politiques fussent étendus aux femmes. En général, la culture machiste dominante considérait même comme un manque de féminité le fait pour une femme d’exprimer une opinion politique.
Perón fut le premier chef d’État argentin à mettre la question féminine à l’ordre du jour, dès avant qu’Evita n’entre en politique. Depuis de longues années déjà, les féministes et suffragettes argentines exigeaient le droit de vote pour les femmes, mais aussi longtemps que les conservateurs étaient au pouvoir, se voir accorder un tel droit était impensable. Cependant, Perón commença en 1943 à se préocccuper de la question, puis, lorsque Perón et Evita eurent ouvert ensemble la voie à la participation politique des femmes, les avancées sur ce plan seront considérables. Dans la décennie 1950, aucun pays au monde n’avait autant de femmes au parlement que l’Argentine.
Eva fut la première épouse d’un candidat argentin à la présidence à marquer sa présence durant sa campagne et à l’accompagner lors de ses tournées électorales. Selon Pablo Vázquez, Perón proposait dès 1943 d’accorder le droit de vote aux femmes, mais l’Assemblée nationale des femmes (en esp. Asamblea Nacional de Mujeres), présidée par Victoria Ocampo, s’alliant de fait aux milieux conservateurs, s’opposa en 1945 à ce qu’une dictature octroyât le suffrage aux femmes ‒ fidèle à la formule : « Suffrage féminin, mais adopté par un Congrès élu à la suite d’un scrutin honnête » ‒ et le projet n’aboutit pas.
Le 8 février 1946, peu avant la fin de la campagne, le Centro Universitario Argentino, la Cruzada de la Mujer Argentina (Croisade de la femme argentine) et la Secretaría General Estudiantil organisèrent une réunion publique dans le stade Luna Park à Buenos Aires pour manifester le soutien des femmes à la candidature de Perón. Puisque Perón lui-même ne fut pas en état d’y assister lui-même, étant épuisé par la campagne, il fut annoncé que María Eva Duarte de Perón prendrait la parole à sa place — c’eût été la première fois qu’Evita aurait parlé lors d’un rassemblement politique. Cependant, l’occasion ne se réalisa pas, parce que le public réclama à haute voix la présence de Perón lui-même et empêcha Eva de prononcer son discours.
Eva ne put donc guère, durant cette première campagne électorale, sortir de son strict rôle d’épouse du candidat Perón. Toutefois, il était apparu clairement dès cet instant que son intention était de jouer un rôle politique autonome, nonobstant que les activités politiques fussent alors interdites aux femmes. La conception qu’elle-même se faisait de son rôle au sein du péronisme s’exprimera dans un discours prononcé par elle quelques années plus tard, le 1er mai 1949 :

« Je veux terminer avec une phrase qui est très à moi, et que je dis chaque fois à tous les descamisados de ma patrie, mais je ne veux pas que ce ne soit qu’une phrase de plus, mais que vous y voyiez le sentiment d’une femme au service des humbles et au service de tous ceux qui souffrent : “Je préfère être Evita, plutôt que d’être l’épouse du président, si cet Evita est dit pour apaiser quelque douleur en quelque foyer de ma patrie”. »

#### Débuts militants
Le 24 février 1946 eurent lieu les élections, qui virent le triomphe de l’alliance Perón-Quijano, avec 54 % des voix. Entre la date de son élection et celle de son investiture le 4 juin 1946, Juan Perón prit un certain nombre de décisions, parmi lesquelles la nomination du frère d’Eva, Juan Duarte, comme son secrétaire privé. Cette nomination de Juan Duarte, qui n’avait aucune expérience politique et de qui des rumeurs disaient qu’il s’était enrichi sur le marché noir en 1945, n’eût jamais eu lieu sans l’intervention d’Eva, et permit à celle-ci d’exercer une certaine influence en décidant, par le biais de son frère, qui devait rencontrer son mari. Quelques concertations politiques eurent lieu dans la résidence secondaire des Perón à San Vicente, où le couple du reste frappait ses interlocuteurs par la simplicité de sa vie privée et le sans-façon de ses contacts, Eva notamment se souciant peu de l’étiquette vestimentaire. Lors de la cérémonie d’investiture, Eva portait une robe de soie qui laissait dénudée une épaule du côté où se tenait le cardinal, ce qui provoqua un scandale dans les cercles dirigeants.
Au début, le travail politique d’Eva consista (outre une fonction purement représentative) à visiter des entreprises en compagnie de son mari, puis seule, et bientôt elle eut à sa disposition un bureau particulier, d’abord au ministère des Télécommunications, et ensuite dans le bâtiment du ministère du Travail, édifice auquel sa personne restera indissociable par la suite aux yeux de l’opinion populaire. Elle y recevait des gens du peuple venus lui solliciter certaines faveurs, comme l’admission à l’hôpital d’un enfant malade, ou l’octroi d’un logement à une famille, ou une aide financière. Elle se faisait assister par des personnes qui avaient auparavant travaillé au ministère avec Perón, en particulier Isabel Ernst, qui avait d’excellents contacts avec le monde syndical et prenait part à toutes les réunions avec des syndicalistes. Elle aidait les ouvriers à fonder des syndicats dans les entreprises où il n’y en avait pas encore, ou à en créer de nouveaux, d’obédience péroniste, là où seuls existaient des syndicats non agréés par le pouvoir, communistes ou autres, ou encore, en cas d’élections syndicales, apportait son soutien aux péronistes face aux anti-péronistes.
Juan Perón, en accordant ces libertés à sa femme, poursuivait des buts politiques précis. Les grèves ouvrières continuaient, et Eva devait, par son ascendant sur le peuple et les syndicats, aider Juan Perón à accroître son emprise sur le mouvement ouvrier. En outre, en couvrant son mari d’éloges spontanés et sincères, elle prenait à sa charge tout un pan de la propagande péroniste, que validaient ses origines populaires.
En réaction aux critiques de l’opposition sur le rôle politique exact d’Eva Perón, le gouvernement publia en décembre 1946 une déclaration indiquant qu’elle n’avait pas de secrétaire, mais un collaborateur ; que, sans faire partie à proprement parler du gouvernement, elle livrait une contribution active à la politique sociale de celui-ci en assumant le rôle d’émissaire du gouvernement auprès des descamisados.
Pour l’oligarchie toutefois, son action s’expliquait par une volonté d’imiter ceux qui se trouvaient au-dessus d’elle dans la hiérarchie sociale, et par un désir de vengeance contre ceux qu’elle avait essayé d’égaler sans y parvenir. Son ressort résiderait tout entier dans la chaîne de causalité blessure d’amour propre suivi de vengeance, et d’envie suivie de rancœur.

#### Émancipation des femmes

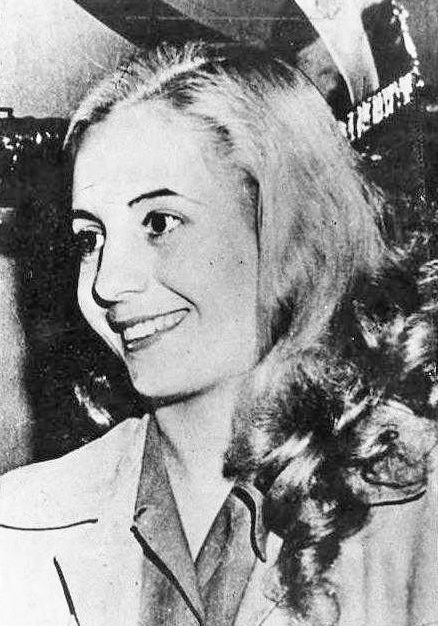
Eva Perón vers le milieu des années 1940.

Les historiens argentins sont unanimes à reconnaître le rôle décisif joué par Evita dans le processus d’acceptation de l’égalité entre hommes et femmes au regard des droits politiques et civils en Argentine. Lors de sa tournée européenne, elle usa, pour exprimer son point de vue sur cette question, de la formule suivante : « Le présent siècle ne passera pas dans l’histoire sous le nom de siècle de la désintégration atomique, mais avec un autre nom beaucoup plus significatif : siècle du féminisme victorieux. »
Elle prononça plusieurs discours en faveur du droit de vote des femmes et dans son journal, Democracia, parut une série d’articles exhortant les péronistes masculins à abandonner leurs préjugés contre les femmes. Pourtant elle ne s’intéressait que modérément aux aspects théoriques du féminisme et il était rare que dans ses allocutions elle abordât des questions concernant exclusivement les femmes, et même s’exprimait avec dédain sur le féminisme militant, dépeignant les féministes comme des femmes méprisables incapables de réaliser leur féminité. Néanmoins, beaucoup de femmes argentines, au départ indifférentes à ces questions, sont entrées en politique à cause d’Eva Perón.

##### Droit de vote des femmes

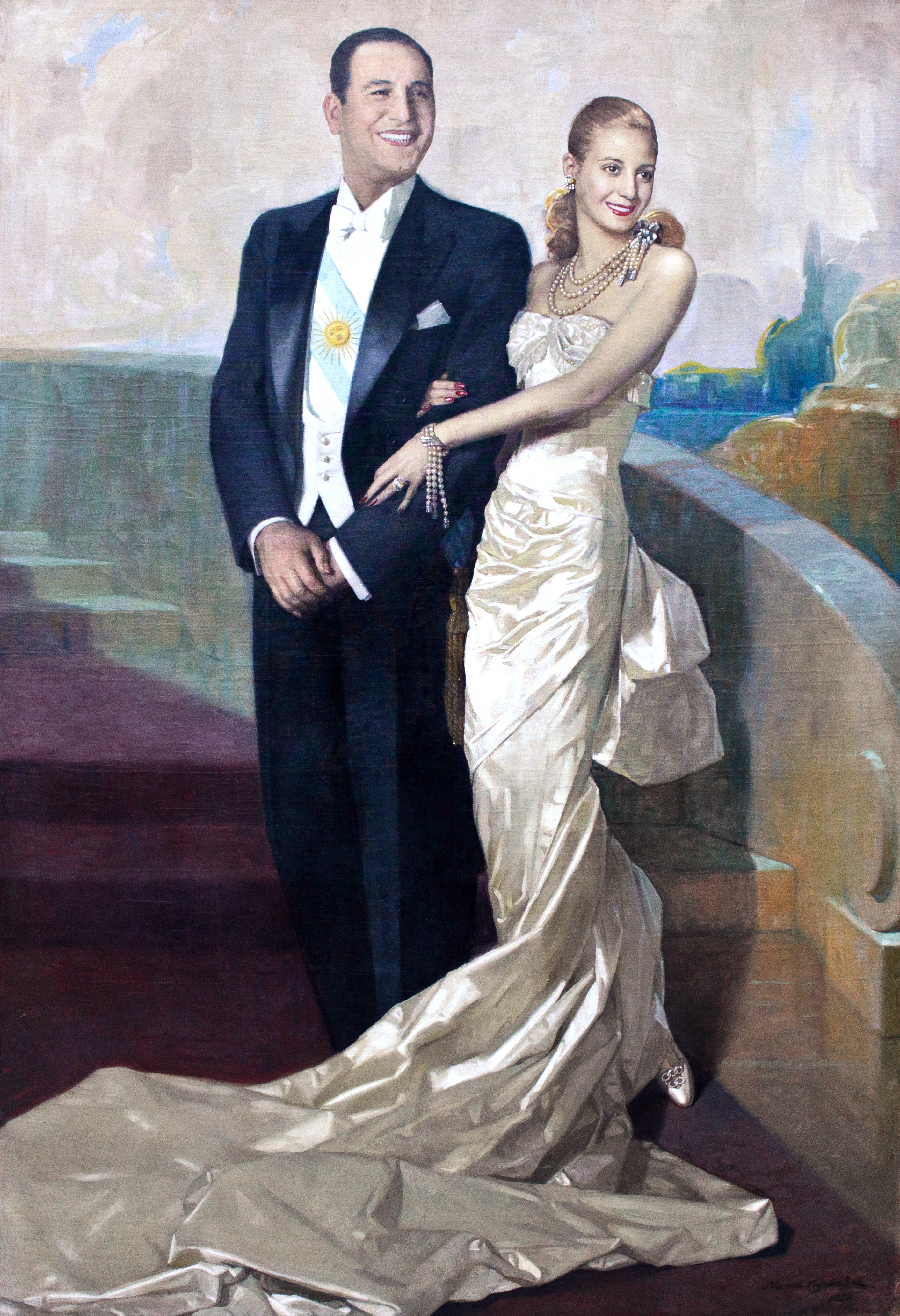
Portrait officiel de Juan Domingo Perón aux côtés de son épouse Eva, par Numa Ayrinhac. Ce tableau, aujourd’hui exposé au musée du Bicentenaire à Buenos Aires, est le seul portrait officiel d’un président argentin en compagnie de la première dame.

Pendant la campagne pour les élections de 1946, la coalition péroniste avait inscrit la reconnaissance du suffrage féminin dans son programme électoral. Auparavant déjà, Perón avait, en sa qualité de vice-président, tenté de faire adopter une loi instaurant le vote des femmes, mais les résistances au sein des forces armées dans le gouvernement, comme celles de l’opposition, qui alléguait des arrière-pensées électoralistes, avaient fait échouer le projet. Au lendemain du scrutin de 1946, et à mesure que grandissait son influence dans le mouvement péroniste, Evita commença à faire ouvertement campagne en faveur du droit de vote des femmes, à travers des réunions publiques et des allocutions radiophoniques. Plus tard, Evita allait mettre sur pied le Parti péroniste féminin, groupement de femmes dirigeantes, doté d’un réseau de sections locales, chose qui n’existait nulle part ailleurs au monde. Elle manifesta que les femmes non seulement devaient voter, mais encore qu’elles devaient voter pour des femmes ; de fait, il y aura bientôt en Argentine des femmes députées et des sénatrices, dont le nombre devait aller croissant au fil des élections suivantes, de sorte que l’Argentine apparaissait alors comme fort en avance.
Le 27 février 1946, trois jours après les élections, Evita, âgée de 26 ans, prononça son premier discours politique lors d’une réunion publique convoquée pour remercier les femmes argentines de leur soutien à la candidature de Perón. À cette occasion, Evita exigea l’égalité de droits entre hommes et femmes, et en particulier le suffrage des femmes :

« La femme argentine a surmonté la période des tutelles civiles. La femme doit affermir son action, la femme doit voter. La femme, ressort moral de son foyer, doit tenir sa place dans le complexe engrenage social du peuple. C’est ce qu’exige une nécessité nouvelle de s’organiser en groupes plus étendus et plus conformes à notre temps. C’est en somme ce qu’exige la transformation du concept même de femme, à présent que le nombre de ses devoirs s’est accru de manière sacrificielle, sans que dans le même temps elle ait réclamé le moindre de ses droits,. »

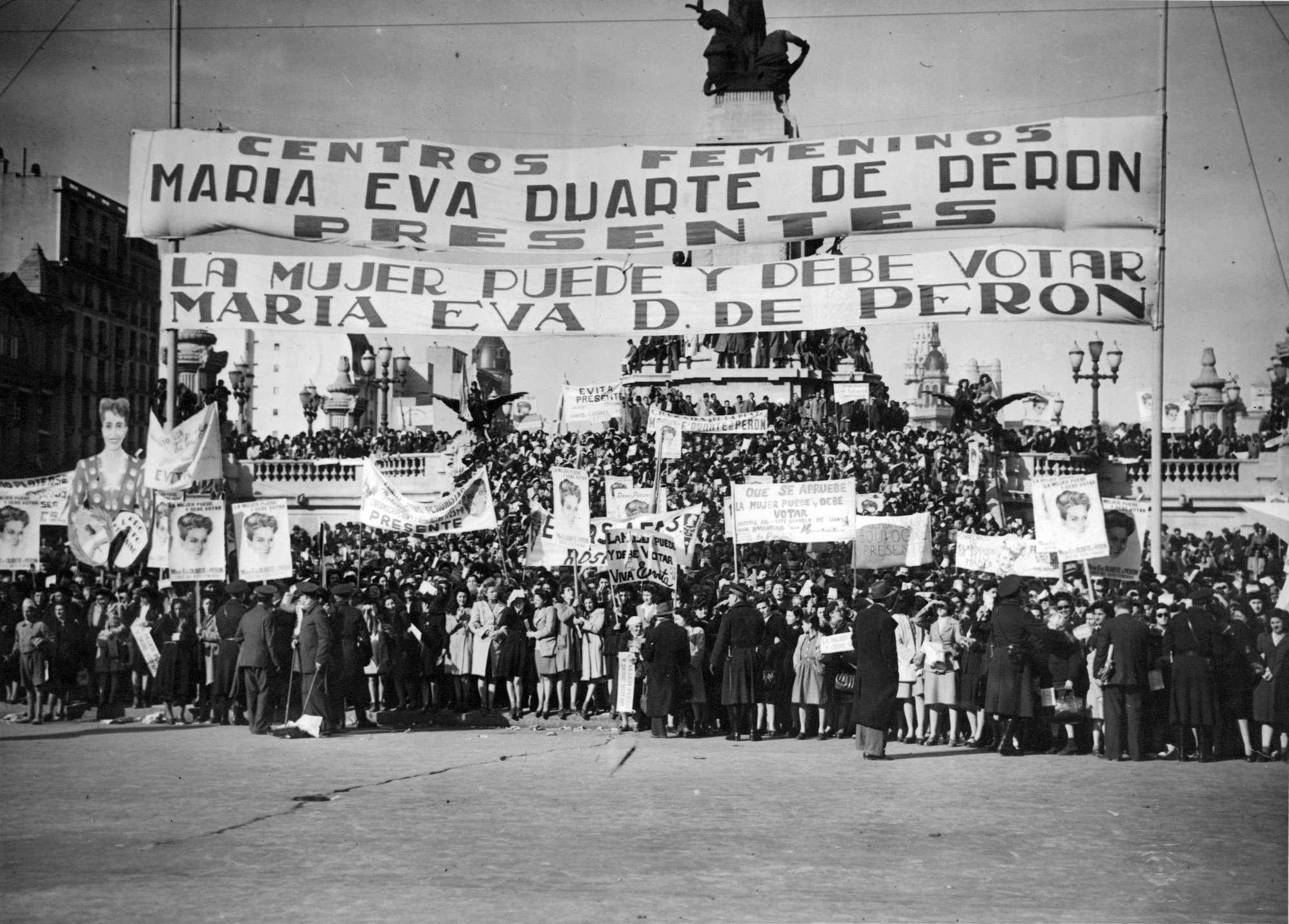
Manifestation de femmes devant le Congrès national en faveur de la loi accordant le droit de vote aux femmes, 1948.

Le projet de loi prévoyant le droit de vote pour les femmes fut présenté aussitôt après l’entrée en fonction du nouveau gouvernement constitutionnel, le 1er mai 1946. Les préjugés conservateurs cependant firent obstacle à l’adoption de la loi, non seulement dans les partis d’opposition, mais aussi au sein des partis soutenant le péronisme. Sans désemparer, Evita fit pression sur les parlementaires pour qu’ils approuvassent la loi, jusqu’à finir par susciter leurs protestations par son immixtion.
Bien qu’il s’agît d’un texte très bref, en seulement trois articles, qui ne pouvait pas en pratique donner lieu à discussion, le sénat ne donna le 21 août 1946 qu’une sanction partielle du projet, et il fallut attendre plus d’un an encore pour que la chambre des députés adoptât, le 9 septembre 1947, la loi 13.010 portant égalité de droits politiques entre hommes et femmes et instituant le suffrage universel en Argentine. La loi 13.010 fut finalement approuvée à l’unanimité.
À la suite de l’adoption cette loi, Evita fit sur la chaîne nationale la déclaration suivante :

« Femmes de ma patrie, je viens de recevoir des mains du gouvernement de la nation la loi consacrant nos droits civiques, et je la reçois devant vous avec la certitude que je le fais au nom et en représentation de toutes les femmes argentines, sentant avec jubilation mes mains trembler au contact de cette consécration qui proclame la victoire. Ici, mes sœurs, se trouve résumée, dans la typographie serrée d’articles peu nombreux, une longue histoire de luttes, contrariétés et espérances, ce pourquoi cette loi est lourde de crispations d’indignation, d’ombres de péripéties hostiles, mais aussi du réveil joyeux d’aurores triomphales, et de ce présent triomphe, qui traduit la victoire de la femme sur les incompréhensions, les refus, et les intérêts établis des castes répudiées par notre réveil national (…),. »

##### Le Parti péroniste féminin
En 1949, Eva Perón voulut renforcer encore l’influence politique des femmes en fondant, le 26 juillet au Théâtre national Cervantes de Buenos Aires, le Parti péroniste féminin (Partido Peronista Femenino, PPF), dont elle serait elle-même présidente. Dans le discours qu’elle prononça lors du congrès fondateur, elle fustigea avec véhémence l’injustice faite aux femmes qui travaillent, mais insista dans le même temps sur le précepte d’une fidélité totale et inconditionnelle à Juan Perón : notre mouvement, dit-elle, est théoriquement et idéologiquement inspiré des paroles de Perón ; être péroniste signifie, pour une femme, être fidèle et avoir une foi aveugle en Perón. Le PPF, qui était sans lien avec son pendant masculin, permit de faire surgir toute une génération de femmes loyales au péronisme. En 1952, le parti comptait 500 000 membres et 3 600 bureaux, et amena sur le nom de Juan Perón plus de 63 % des suffrages féminins aux élections de 1951.
Le PPF était organisé autour d’unités féminines de base créées dans les quartiers et les villages et au sein des syndicats, canalisant ainsi l’activité militante directe des femmes. Les femmes affiliées au Parti péroniste féminin y participaient par le biais de deux types d’unités de base :
- Unités de base syndicales, si elles étaient des salariées ;
- Unités de base ordinaires, si elles étaient des femmes au foyer, employées de maison ou ouvrières agricoles[110].

Si dans le Parti péroniste féminin n’existait aucune distinction ni hiérarchie entre ses membres, il était exigé de ses affiliées qu’elles fussent de bonnes péronistes, c'est-à-dire des fanatiques, entièrement dévouées au parti, pour qui le parti passait avant toute chose, y compris leur famille et leur carrière. Evita se montra une excellente organisatrice, qui ne se lassait pas d’encourager « ses femmes » et de les pousser à aller toujours plus loin.
Le 11 novembre 1951 eurent lieu des élections générales. Evita vota à l’hôpital, où elle avait été admise en raison du stade avancé du cancer qui devait mettre fin à sa vie l’année suivante. Pour la première fois, des parlementaires féminines allaient être élues : 23 députées nationales, 6 sénatrices nationales, et si l’on comptabilise également les membres des assemblées législatives provinciales, les femmes totalisaient 109 élues.

##### Égalité juridique dans le mariage etpatria potestas
L’égalité politique entre hommes et femmes fut complétée, sous l’impulsion d’Eva Perón, par la patria potestas partagée, c’est-à-dire l’égalité juridique des conjoints, garantie désormais par l’article 37 (II.1) de la constitution argentine de 1949, lequel article ne fut cependant jamais ensuite transposé en règlements. Sur proposition d’Eva Perón, le même texte constitutionnel garantissait également les droits des enfants et des personnes âgées,. Le pouvoir issu du coup d’État militaire de 1955 abrogea ladite constitution, et avec elle la garantie d’égalité juridique entre hommes et femmes au sein du mariage et au regard de la patria potestas, ce qui fit prévaloir à nouveau l’ancienne préséance civile de l’homme sur la femme. La réforme constitutionnelle de 1957 ne rétablit pas davantage cette garantie constitutionnelle, et la femme argentine demeura ainsi discriminée pour le code civil, jusqu’à ce que la loi de patria potestas partagée (en esp. Ley de patria potestad compartida) fût sanctionnée sous le gouvernement de Raúl Alfonsín, en 1985.
Evita proposa aussi de reconnaître, sous la forme d’une rétribution qu’il conviendrait de préciser, la valeur économique du travail d’entretien du foyer et d’éducation des enfants, travail accompli principalement par les femmes.

#### Relation avec les travailleurs et les syndicats

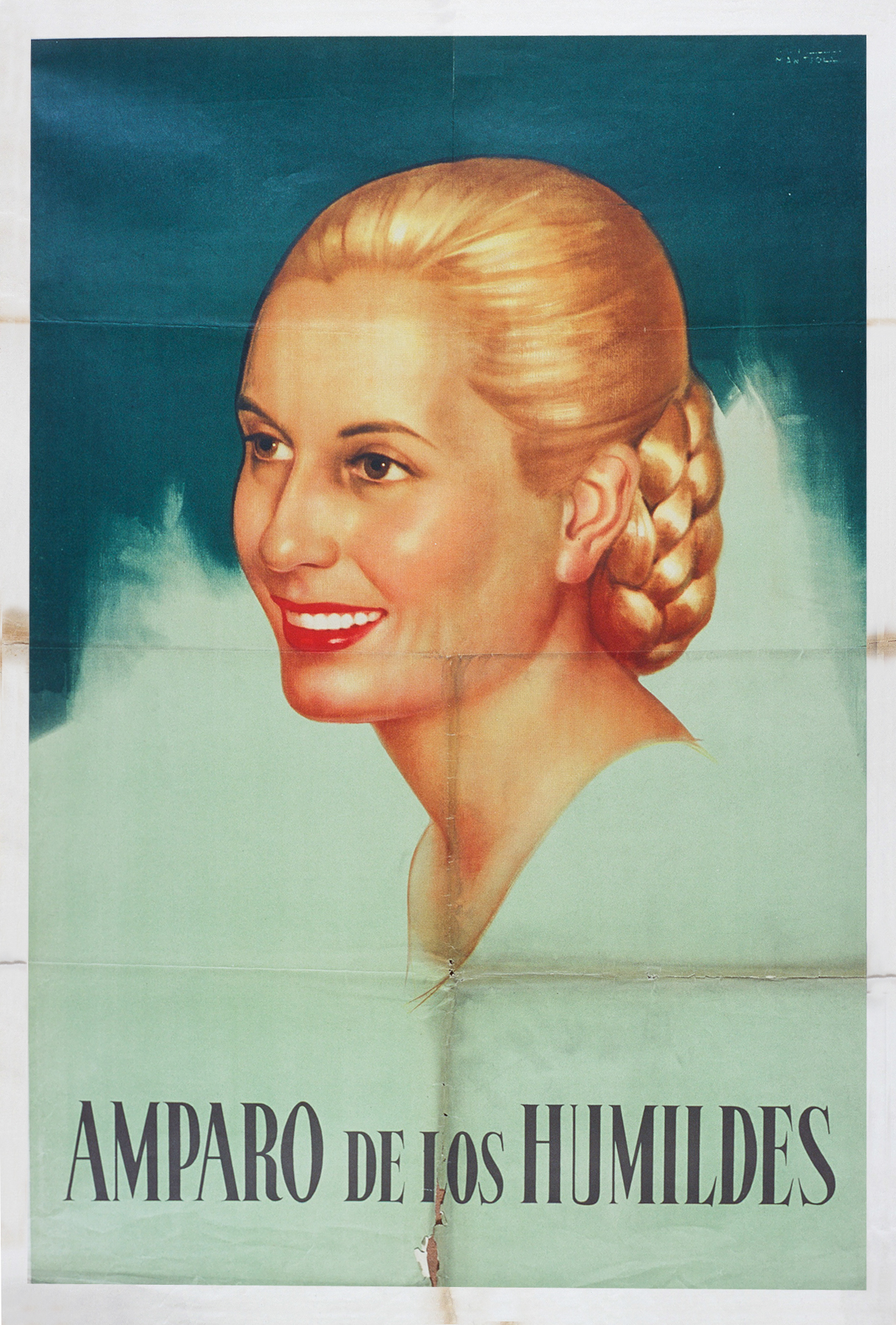
Amparo de los humildes (refuge des humbles), affiche de propagande officielle autour de la figure d’Eva Perón.

Eva Perón entretint des rapports forts, étroits et complexes, et très symptomatiques de sa personnalité, avec les travailleurs et avec les syndicats en particulier.
En 1947, Perón ordonna que fussent dissous les trois partis qui l’appuyaient, le Partido Laborista (Parti travailliste), le Parti indépendant (réunissant des conservateurs) et l’Unión Cívica Radical Junta Renovadora (littér. Union civique radicale Comité rénovateur, fondée en 1945 par scission de l’UCR), pour créer le Parti justicialiste. De cette manière, si les syndicats perdaient ainsi de leur autonomie au sein du péronisme, celui-ci en contrepartie se construisit en s’appuyant désormais sur le syndicalisme comme « colonne vertébrale », ce qui en pratique se traduira par la transformation subséquente du Parti justicialiste en un parti quasi-travailliste.
Dans cet assemblage de pouvoirs et d’intérêts hétérogènes et souvent en conflit qui confluaient dans le péronisme, conçu comme un mouvement englobant une multiplicité de classes et de secteurs, Eva Perón joua un rôle de lien direct et privilégié entre Juan Perón et les syndicats, ce qui permit à ces derniers de consolider leur position de pouvoir, quoique partagée.
C’est pour cette raison que le mouvement syndical encouragea en 1951 la candidature d’Eva Perón à la vice-présidence, candidature à laquelle s’opposèrent fortement, y compris dans le Parti péroniste lui-même, les secteurs désireux d’éviter une influence accrue des organisations syndicales.
Evita avait une vision résolument combative des droits sociaux et du travail et pensait que l’« oligarchie », le « capitalisme déshumanisé » et l’« impérialisme » s’appliqueraient, y compris en usant de violence, à en obtenir l’annulation. En conséquence, Eva impulsa, aux côtés des dirigeants syndicaux, la formation de milices ouvrières et, peu avant de mourir, fit l’acquisition d’armes de guerre qu’elle mit aux mains de la CGT,.
Ces rapports étroits entre Eva Perón et le syndicalisme trouvèrent, à la mort de celle-ci, leur expression ultime et ostensible en ce que son corps embaumé fut déposé à titre permanent au siège de la CGT à Buenos Aires.

#### Le journalDemocracia
Durant la campagne électorale, la presse avait, de façon générale, été peu favorable à Juan Perón. Début 1947, Eva Perón acquit Democracia, quotidien alors peu important et de qualité moyenne, mais qui avait été le seul à soutenir la candidature de Juan Perón lors de l’élection présidentielle de 1946. Eva ne disposant pas de fonds propres, il fut fait appel à la banque centrale (nationalisée) pour obtenir un prêt. À partir du milieu de 1948, le journal publia hebdomadairement, en première page, un article écrit par Eva Perón et traitant de questions politiques d’actualité, encore que ces contributions se soient faites plus rares après 1949. Les titres de ces articles, dont voici un échantillon, reflètent explicitement les préoccupations sociales et politiques de son autrice : « Pourquoi je suis péroniste », « Aide sociale, oui ; aumône non », « Signification sociale du “sans-chemise” », « Oublier les enfants, c’est renoncer à l’avenir », « le Devoir actuel de la femme argentine », « Vers l’émancipation totale des sans-chemise des campagnes », « Mes conversations avec le général Perón », « Signification nationale du 17 octobre », « la Femme argentine soutient la réforme [constitutionnelle] », « le Peuple veut des solutions argentines aux problèmes argentins ».
Pour le reste, Eva ne joua qu’un rôle mineur dans les destinées du journal et laissa libre carrière à l’équipe rédactionnelle. Cependant, à l’occasion, elle y laissait typiquement son empreinte, comme le relèvent N. Fraser et M. Navarro :

« Le journal présentait, au format tabloïd, et avec force photographies, un compte rendu très partial des continuelles cérémonies du régime péroniste. Les discours de Perón s’y trouvaient toujours reproduits en bonne place, et lorsqu’Eva Perón faisait une série d’émissions de radio, dans lesquelles elle expliquait aux femmes de ménage comment faire face à l’inflation, ces émissions trouvaient aussi bon accueil dans les colonnes de Democracia. Une des lubies d’Evita dut même se muer en règle rédactionnelle. Cela concernait la personne de Juan Atilio Bramuglia, à présent ministre des Affaires étrangères, et auparavant l’homme qui avait refusé à Evita d’arranger en faveur de Juan Perón un acte d’habeas corpus. Bramuglia n’était jamais mentionné par son nom dans le journal. S’il y avait lieu de se référer à lui, on se bornait à citer sa fonction. Les photos où il figurait étaient retouchées, soit en l’effaçant quand il se tenait à l’extrémité d’un groupe, soit en floutant son visage quand il se trouvait être au milieu. »

En revanche, il y avait pléthore de photos d’Evita, en particulier de ses toilettes lors des soirées de gala au théâtre Colón de Buenos Aires, galas qui donnaient lieu à des éditions spéciales nocturnes tirant jusqu’à 400 000 exemplaires. Le tirage des éditions ordinaires passa de 6 000 à 20 000, puis à 40 000.

#### Tournée européenne

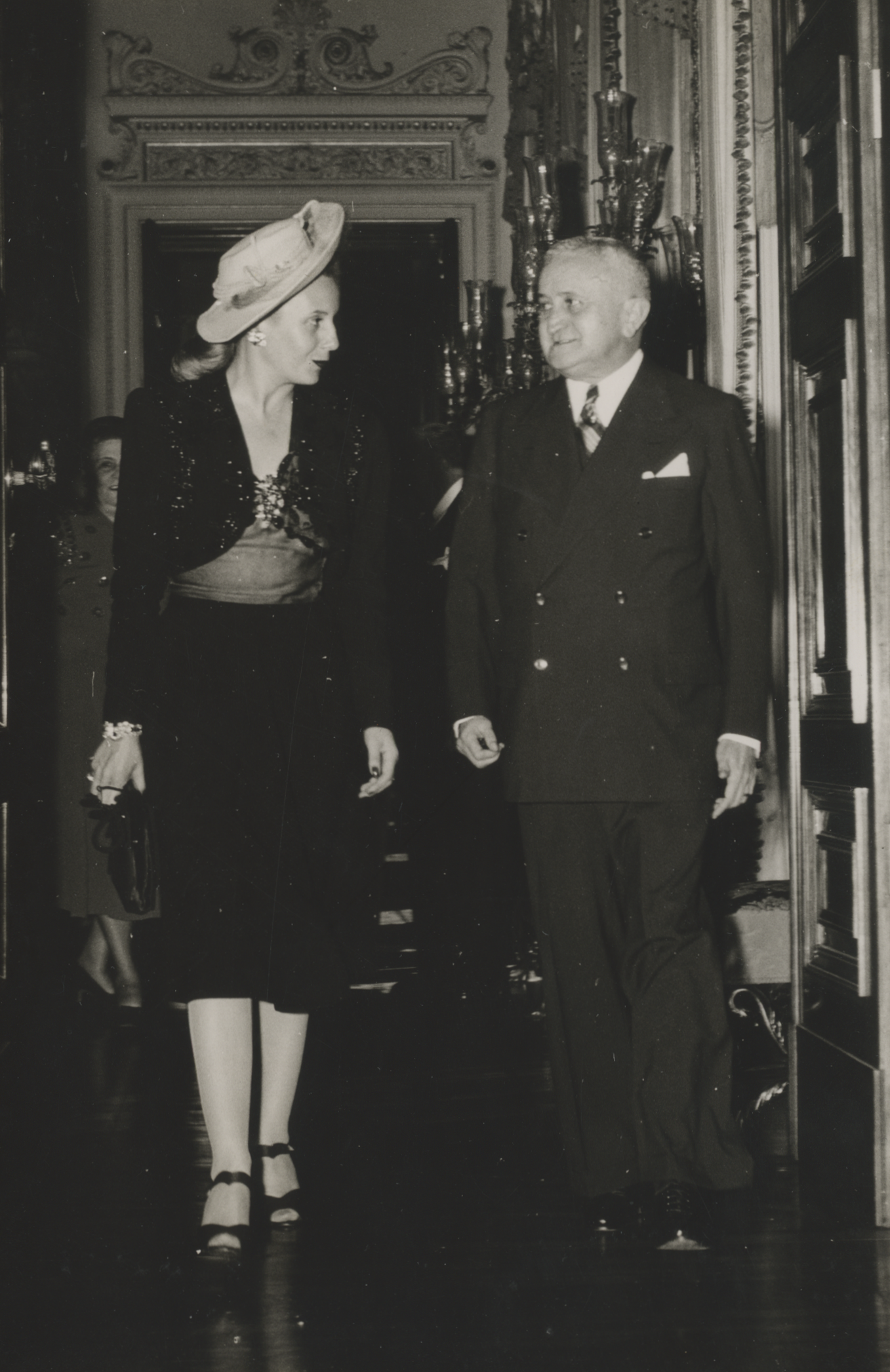
Eva Perón et le président brésilien Dutra en visite au Brésil, en 1947.

En 1947, Juan Perón, Evita et d’autres dirigeants péronistes conçurent l’idée d’une tournée internationale pour Evita, laquelle tournée, inédite à cette époque pour une femme, aurait pour effet de la mettre politiquement au premier plan,. D’autre part, l’objectif était de sortir, par une offensive de charme, l’Argentine de son isolement d’après-guerre et de battre en brèche le soupçon de proximité avec le fascisme qui collait au péronisme, même s’il y avait quelque contresens à ce qu’un gouvernement démocratique aimant à se définir comme populaire, anti-impérialiste et « anti-oligarchique » consente à collaborer activement avec un régime ne présentant aucune de ces caractéristiques et sur lequel pesait l’accusation de sympathie avec l’Axe.
Pour le gouvernement espagnol, l’objectif prioritaire était double : d’une part sa propre légitimation et la réinsertion de l’Espagne dans la communauté internationale, d’autre part la fourniture urgente de denrées alimentaires pour une population démunie, appauvrie, voire affamée. En outre, l’Argentine apparaissait comme une passerelle d’accès au monde hispano-américain et pourrait servir de point d’appui pour étendre la coopération aux autres républiques d’Amérique hispanique. Du reste, celle-ci était trop distante pour que l’Espagne puisse y exercer une influence politique et contrarier efficacement et matériellement l’action impérialiste des deux grands blocs, mais, songeait-on en Espagne, des plateformes communes pourraient être édifiées par l’intermédiaire de la culture,. Franco nourrissait peut-être le dessein d’exploiter ce rapprochement en vue d’exercer une pression idéologique contre les États-Unis, dans le but d’accélérer la réhabilitation de l’Espagne franquiste.
De son côté, Juan Perón, qui aspirait à faire de l’Argentine une puissance hégémonique du continent sud-américain et à assurer pour son pays une position privilégiée sur la scène mondiale, escomptait trouver en l’Espagne l’élément de légitimation idéologique extérieure, apte à servir son ambition de figure de proue du mouvement panaméricain et à renforcer son image de marque par des accords conclus avec des pays européens. Sur le plan intérieur, Perón s’efforçait de mettre en œuvre une politique de réformes tendant à libérer l’Argentine de sa dépendance séculaire par le moyen d’un développement autocentré, s’appuyant sur une croissance industrielle rapide, afin de constituer un État capitaliste indépendant économiquement, politiquement et militairement, et de faire pièce à la croissante suprématie continentale des États-Unis,, en convoquant l’idéal de l’hispanité et la supposée autorité morale de l’Espagne. Réaliste ou non, la stratégie hispano-argentine pouvait tabler sur un fort sentiment anti-nord-américain chez les peuples du continent,. En ce sens, et en dépit de la disparité d’objectifs des deux gouvernements, il y avait bien une convergence d’intérêts, qui allait bientôt prendre corps sous les espèces du protocole Franco-Perón de 1948,.
Le fait déclencheur du voyage était une invitation à visiter l’Espagne lancée par Franco à l’adresse de Juan Perón, mais à laquelle celui-ci hésitait à donner suite, d’une part pour des motifs de politique intérieure, et d’autre part sans doute aussi par la réticence de Perón à apparaître aux côtés de Franco dans la presse internationale. Il fut donc convenu qu’Eva irait seule et que son périple, afin de le dissocier de l’invitation de Franco, ne se limiterait pas à la seule Espagne. Le voyage fut présenté par le gouvernement argentin dans des termes très généraux : elle apporterait un « message de paix » à l’Europe ou jetterait un « arc-en-ciel de beauté » entre l’ancien et le nouveau continent.

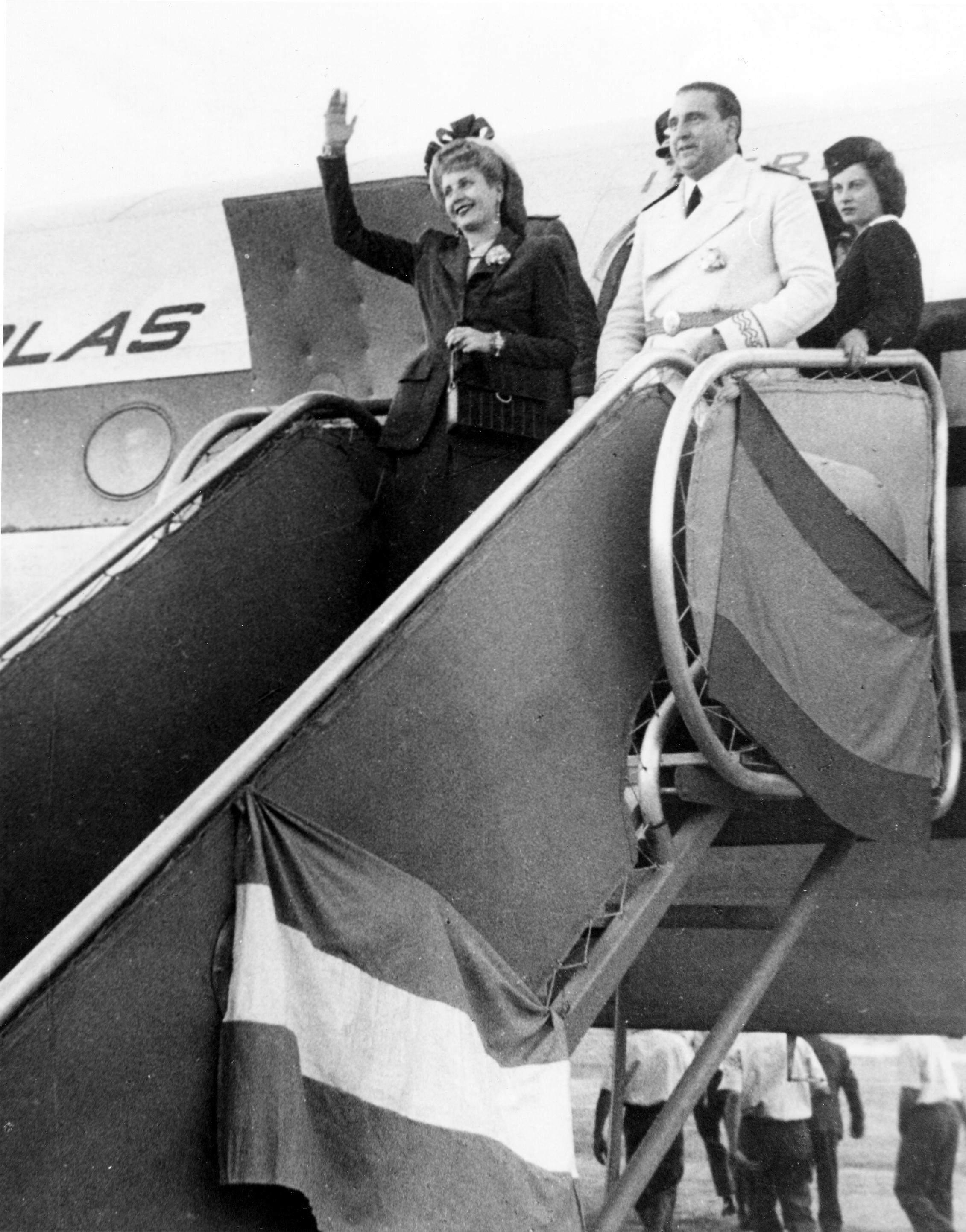
Evita à sa descente d’avion à Madrid, où elle est reçue par vingt-et-un coups de canon et par une foule composée d’ouvriers espagnols.

La tournée européenne d’Eva Perón se prolongea sur 64 jours, entre son départ le 6 juin et son retour le 23 août 1947, et lui permit de visiter l’Espagne (pendant 18 jours), l’Italie et le Vatican (20 jours), le Portugal (3 jours), la France (12 jours), la Suisse (6 jours), le Brésil (3 jours) et l’Uruguay (2 jours). Son but officiel était de remplir un rôle d’ambassadrice de bonne volonté et de se renseigner sur les systèmes d’aide sociale mis en place en Europe, avec le propos de se rendre capable, à son retour en Argentine, d’instaurer un nouveau système d’œuvres sociales. Dans sa suite voyageaient aussi son frère Juan Duarte, en qualité de membre du secrétariat de Perón, le coiffeur Julio Alcaraz, qui allait créer pour elle les coiffures Pompadour les plus recherchées, deux journalistes appointés par le gouvernement, Muñoz Azpiri et un photographe de Democracia, et le père jésuite Hernán Benítez, ami du couple Perón, qui devança Eva à Rome et lui servit de conseiller, et qui, la tournée achevée, allait jouer un rôle dans la mise sur pied de la Fondation Eva Perón.
Evita baptisa sa tournée du nom de Tournée arc-en-ciel (en esp. Gira Arco Iris), cette appellation trouvant son origine dans une déclaration que fit candidement Evita, peu après son arrivée en Europe, et qui visait à démentir certaine version sur l’objectif de son voyage, version insinuant qu’il s’agirait d’ériger un axe belliciste reliant Buenos Aires et Madrid,, :

« Je ne suis pas venue pour former un axe Buenos Aires-Madrid, mais seulement comme un arc-en-ciel entre nos deux pays. »

L’Espagne, alors dirigée par le dictateur Francisco Franco, fut la première escale de son voyage. Elle fit halte à Villa Cisneros, Madrid (où elle fut acclamée par une foule de trois millions de Madrilènes), Tolède, Ségovie, en Galice, à Séville, Grenade, Saragosse et Barcelone. Pendant son séjour de 15 jours en Espagne, elle fut honorée par des feux d’artifice, des banquets, des pièces de théâtre et des danses folkloriques. Dans toutes les villes, il y eut des foules considérables et des manifestations d’intense affection ; beaucoup d’Espagnols avaient des proches parents émigrés en Argentine, qui y avaient réussi, de sorte que le pays bénéficiait d’une bonne image en Espagne,.
Cet accueil enthousiaste avait certes été préparé, par une allocution du maire, par la fermeture des commerces, et même — dans le cas de certains événements, tels que le rassemblement sur la Plaza de Oriente ou la rencontre avec les étudiants dans la Cité universitaire de Madrid — par la suspension des cours dans les écoles. Une autre démonstration significative des honneurs rendus à Eva Perón est l’accueil qui lui fut fait par l’Église espagnole. En plusieurs occasions, elle pénétra dans la basilique ou dans la cathédrale de telle ville sous un dais, privilège pourtant strictement réservé au pape ou, en ces années-là, au général Franco ; ce fut le cas notamment dans la basilique d’Escurial, dans la basilique du Pilier de Saragosse et dans la cathédrale de Barcelone. Elle prenait place ensuite près du maître-autel, c’est-à-dire dans la partie haute de l’église, sur le côté de l’évangile, en un lieu bien visible et signalé. Parfois aussi l’évêque sortait pour l’accueillir devant le portail de l’église en lui offrant personnellement l’eau bénite,.
Chose inusitée, à son arrivée en Espagne, elle fut logée dans le palais du Pardo, résidence de la famille Franco, tandis qu’ailleurs en Espagne, elle fut hébergée dans les meilleurs hôtels ou dans des demeures de prestige. Le lendemain de son arrivée apothéotique à Madrid eut lieu sur la Plaza de Oriente un rassemblement populaire d’un demi-million de personnes, réunies pour acclamer Eva Perón lors de la cérémonie d’attribution de la grand-croix d'Isabelle la Catholique. En réponse à une allocution de Franco, où celui-ci avait fait l’éloge des idéaux du péronisme, Evita prononça un hommage assez emphatique à Isabelle de Castille, pour enchaîner avec un discours improvisé de propagande péroniste, affirmant que l’Argentine avait su choisir entre simulacre de démocratie et démocratie véritable, que les grandes idées y portaient des noms simples, comme alimentation meilleure, logement meilleur, vie meilleure.

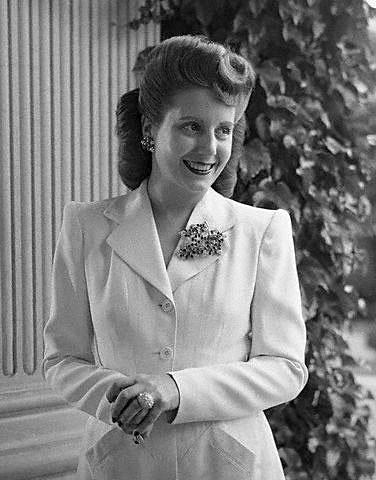
Evita en tenue très formelle.

Pendant son périple à travers la Castille, elle eut pour compagne de voyage Carmen Polo, l’épouse du chef de l’État, qui ne la quitta dans aucune des étapes. En sa compagnie, Eva Perón visita Avila, notamment la cathédrale, le monastère Saint-Thomas et l’église Sainte-Thérèse, puis se dirigea vers le château de La Mota, lieu emblématique dans le parcours d’Isabelle la Catholique et cœur battant de la Section féminine de la Phalange, château dans la cour duquel il lui fut rendu, en style médiéval, le salut de la forteresse, et où, après le dîner offert par Pilar Primo de Rivera, cheffe de la Section féminine, elle assista à un festival de chœurs et de danses. Le 13 juin, elle visita Tolède, où vinrent l’accueillir Enrique Pla y Deniel, cardinal primat d’Espagne, le général Moscardó et les autorités locales. Dans la cathédrale de Saint-Jacques-de-Compostelle, elle se prosterna devant la statue de l’apôtre, à qui elle implora de la force pour le Caudillo d’Espagne, pour le président argentin et pour ses collaborateurs au gouvernement « afin qu’il continue à les conduire sur les droites voies de la justice sociale chrétienne et de la paix et de la prospérité », .
Tout au long des quatorze jours de son voyage, Eva Perón prononça, à la radio ou en direct devant des publics très divers, une série d’allocutions et de discours, qui se caractérisaient par un langage affectif, émaillé de mots à caractère intime ou personnel. Très souvent, l’oratrice se mettait en avant elle-même comme exemple ou référence, ce qui, en la plaçant au centre du discours, opérait un rapprochement entre elle et son auditoire, quel qu’en ait été la taille. Dans le premier des huit longs discours d’Eva Perón en Espagne, qui était diffusé sur la radio nationale et où elle s’adressa de façon très directe à l’ensemble des Espagnols, elle s’employa à faire figure de porteuse d’un message profond, à portée humanitaire et sans arrière-pensée politique, où elle s’érigeait en « messagère de la paix », adjurant notamment le Saint-Père de donner corps à ses désirs de paix sur tout « le vieux continent », compte tenu des bénéfices matériels et spirituels qu’apporterait la paix. Se faisant la porte-parole de son mari, de sa patrie et des sans-chemise, elle déclara que l’Argentine se sentait redevable à la mère-patrie :

« Sachez, vous autres Espagnols, que nous, les dignes descendants de la terre hispanique, nous nous sommes engagés à vous rendre quelque jour au centuple tout le bien que vous nous avez fait, en arborant la nouvelle bannière d’une humanité triomphante par le travail et la paix. »

Dans son deuxième discours, prononcé à l’intention de Franco au palais royal de Madrid, après qu’elle eut reçu la croix d’Isabelle la Catholique, elle déclara que les efforts d’Isabelle pour accroître la richesse matérielle et spirituelle de son peuple constitueront pour elle-même un modèle à suivre, et, identifiant Isabelle, parangon de justice, de travail et de générosité, à l’Espagne, elle dit voir en cette grand-croix le « symbole de l’identité de buts et d’intentions » existant entre l’Argentine et l’Espagne ; elle déclara que la meilleure façon de marquer sa gratitude pour cette récompense est de dédier au Caudillo et à l’Espagne la dure lutte engagée par le peuple argentin pour satisfaire ses revendications au moyen de la justice et du travail,.
Dans son allocution sur la Plaza de Oriente, dirigée à tous les Espagnols, elle signale que son mari a défendu l’Espagne en des moments difficiles pour ce pays, mais elle refuse de considérer ce soutien comme héroïque, attendu que cette attitude de Perón résultait de la gratitude et de la loyauté. Elle présenta ensuite les ouvriers et paysans argentins comme étant heureux de s’être engagés sur la voie empruntée par eux et fiers d’appartenir au « lignage hispanique ». Elle revint une nouvelle fois sur la politique sociale, humanitaire et chrétienne du régime péroniste, pour tracer ensuite un parallèle entre les deux chefs d’État, Perón et Franco, capables tous deux de s’émouvoir des manifestations de reconnaissance et des acclamations de leur peuple. Elle réitéra son désir de pouvoir « inaugurer une paix véritable avec tous les peuples du monde », une paix « fondée sur le respect de la souveraineté de chacun […], enracinée dans un nouvel ordre de justice sociale, où le travailleur trouve, en plus du pain et du repos qui lui est dû, la liberté, à laquelle la personne humaine ne pourra jamais renoncer ».
Dans le discours qu’elle adressa aux travailleurs espagnols à l’occasion d’un rassemblement au collège Virgen de la Paloma à Madrid, elle commença par affirmer que pouvoir se réunir avec les travailleurs espagnols avait été son plus ardent souhait, avant d’insister encore sur son rôle de dépositaire d’un message de « tous nos chers sans-chemise » et de « l’accolade vigoureuse de notre général Perón, qui par cette étreinte veut dire au peuple d’Espagne que l’Argentine, la fille de prédilection de l’Espagne, est aux côtés du peuple espagnol », rappelant encore la priorité accordée par Perón à une politique de justice sociale. Elle s'évertua à justifier sa présence (« peut-être qu’à vous autres, une femme ne vous a jamais adressé la parole ») par son extraction populaire et par sa bonne connaissance, acquise de sa propre expérience, des vicissitudes que traversent et vivent les travailleurs.
Le 15 juin, avant son départ pour Grenade, Eva Perón adressa, sur les ondes de Radio Nacional, un message aux « femmes d’Espagne », qui fut diffusé également en Argentine et dont l’exorde étonna l’auditoire, Eva Perón y affirmant en effet que le XXe siècle ne passerait pas à l’Histoire comme le « siècle des deux guerres mondiales », ni comme celui de la « désintégration atomique », mais sous l’intitulé « beaucoup plus significatif de siècle du féminisme victorieux ». Selon elle, une fonction spécifique incombe aux seules femmes, à savoir le soin du foyer et la défense de la famille, qui constituent à ses yeux l’axe structurant d’une société, encore que cette fonction qui fait de la femme la gardienne et la défenderesse des valeurs morales de la société doive pouvoir se concilier avec sa présence dans la vie publique, où précisément œuvrer pour la paix doit être sa mission la plus insigne. Elle proclama qu’elle n’était pas venue en Espagne pour « former un axe Buenos Aires-Madrid », en précisant plus loin : « femmes d’Espagne, je ne suis pas venu pour former des axes, mais pour tendre un arc-en-ciel de paix avec tous les peuples, ainsi que cela s’accorde avec l’esprit de la femme ». Si son féminisme peut donc apparaître de portée assez restreinte, il n’en demeure pas moins qu’à cette époque, cela passait pour révolutionnaire qu’une femme voyage seule pour assumer la représentation réelle de son gouvernement dans plusieurs pays, tout en adoptant quelques comportements libres, voire provocants, tant sur la forme que sur le fond, qui se reflétaient p. ex. dans sa tenue vestimentaire, avec des échancrures inusuelles dans l’Espagne puritaine du premier franquisme, ou dans sa demande de grâce pour Juana Doña, femme républicaine condamnée à la peine de mort. En effet, durant son séjour en Espagne, elle reçut une lettre du jeune fils de la militante communiste Juana Doña, la priant d’intercéder auprès de Franco en faveur de sa mère, qui venait donc d’être condamnée à mort quelques jours auparavant ; Eva Perón accéda à cette requête et sut obtenir de Franco une commutation de la peine à 30 années d’emprisonnement,.
Enfin, à Barcelone, depuis le Palais national de Montjuïc, c’est à l’ensemble des ouvriers espagnols qu’elle déclara vouloir s’adresser ; à un certain moment, émue, — tout en serrant la main d’un travailleur, en tant que celui-ci représentait, dit-elle, des milliers d’ouvriers espagnols —, elle affirma prononcer son allocution au nom du président Perón, sur le travail duquel à la tête du gouvernement argentin elle vint à s’appesantir de nouveau.
Cependant, il existe aussi des dizaines de témoignages attestant le désappointement d’Eva Perón devant la manière dont en Espagne on traitait les ouvriers et les humbles,, ainsi que face au manque de démocratie et à l’existence de prisonniers politiques. À l’étape de l’Escurial, elle s’étonna de voir des dizaines de logements vacants, et demanda ingénument : « Pourquoi n’en profitez-vous pas pour en faire une colonie ou un orphelinat ? », et conseilla à Franco de les transformer en un grand asile confortable pour enfants devenus orphelins par suite de la guerre civile. Dans les jours suivants, elle importuna le Generalísimo en le priant de libérer les prisonniers politiques et flétrissait dans ses discours « les luttes fratricides ». En Galice, elle déclara devant un grand nombre de personnes qui l’acclamaient : « En Argentine, nous travaillons à ce qu’il y ait moins de riches et moins de pauvres. Faites la même chose vous aussi ». Elle eut avec l’épouse de Franco, Carmen Polo, des contacts tendus, en raison du parti-pris de celle-ci de ne lui montrer que le Madrid historique des Habsbourgs et des Bourbons, au lieu des hôpitaux publics et des quartiers ouvriers,. De retour en Argentine, elle s’exprima à ce dernier propos de la manière suivante :

« La femme de Franco n’aimait pas les ouvriers, et chaque fois qu’elle le pouvait, elle les taxait de rouges, parce qu’ils avaient participé à la guerre civile. Je pus me retenir une paire de fois jusqu’à ce que je n’y tins plus, et je lui dis que son mari n’était pas un gouvernant par le vote du peuple, mais par l’imposition d’une victoire. »

Néanmoins, Franco fut satisfait de cette visite, et put l’année suivante conclure avec l’Argentine l’accord commercial qu’il avait en vue.

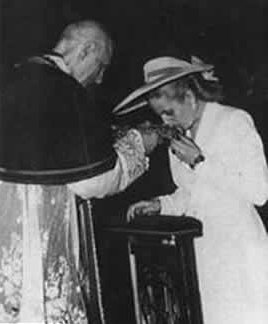
Rencontre avec un prélat à Rome.

Le voyage se poursuivit en Italie, où elle déjeuna avec le ministre des Affaires étrangères Alcide De Gasperi, visita des garderies d’enfants,, mais fut aussi bruyamment critiquée par les communistes, qui assimilaient le péronisme au fascisme et voulaient compromettre la réalisation de ce qui était aussi l’un des enjeux de ce voyage : obtenir des prêts et une hausse du quota d’immigrants italiens en Argentine ; des manifestations de communistes sous sa fenêtre entraînèrent l’arrestation de 27 personnes.
Au Vatican, elle fut reçue par le pape Pie XII, qui eut avec elle une entrevue en tête à tête de 30 minutes, à l’issue de laquelle il lui remit le rosaire d’or et la médaille pontificale qu’elle allait tenir dans les mains à l’instant de mourir. De ce dont s’entretinrent le pape et Eva, il n’est resté aucun témoignage direct, à l’exception d’un bref commentaire ultérieur de Juan Perón à propos de ce que sa femme lui avait raconté. Le journal La Razón de Buenos Aires couvrit ainsi l’événement :

« Le pape l’invita alors à prendre place près de son bureau-secrétaire et commença l’audience. Officiellement, il n’a pas été communiqué la moindre parole de la conversation qu’eurent le Souverain Pontife et madame Perón ; cependant un membre de la maison papale indiqua que Pie XII fit part à madame Perón de sa gratitude personnelle pour l’aide accordée par l’Argentine aux pays européens épuisés par la guerre et pour la collaboration qu’a voulu apporter l’Argentine à l’œuvre de secours de la commission pontificale. Au bout de 27 minutes, le Souverain Pontife appuya sur un petit bouton blanc de son secrétaire. Une clochette tinta dans l’antichambre et l’audience arriva à sa fin. Pie XII fit don à madame Perón d’un rosaire avec une médaille d’or commémorative de son pontificat. »

Après avoir visité le Portugal, où des multitudes vinrent l’acclamer, et où elle rendit visite au prétendant au trône d’Espagne en exil, Don Juan de Borbón, elle se dirigea vers la France, où elle fut affectée par la publication dans l’hebdomadaire France Dimanche d’une photo publicitaire pour une marque de savon, prise quelques années auparavant, sur laquelle elle apparaissait avec une jambe dénudée, position peu conforme aux normes morales de l’époque. Elle fut accueillie par le ministre des Affaires étrangères Georges Bidault et eut un entretien avec le président de l’Assemblée nationale, le socialiste Édouard Herriot, entre autres personnalités politiques. Le programme prévoyait que sa présence en France coïncidât avec la signature d’un traité d’échanges entre la France et l’Argentine, ce qui eut lieu effectivement au quai d’Orsay. Eva se vit ensuite décerner la médaille de la Légion d’honneur des mains de Georges Bidault.
Elle logea au Ritz et fut promenée dans Paris à bord d’une voiture qui avait appartenu à Charles de Gaulle et avait été utilisée par Winston Churchill lors de ses visites à Paris. Le père Hernán Benítez la conduisit à la cathédrale Notre-Dame de Paris pour s’y entretenir avec le nonce apostolique à Paris, monseigneur Angelo Giuseppe Roncalli, futur pape Jean XXIII, qui lui fit la recommandation suivante :

« Si vous vous proposez réellement de faire cela, je vous recommande deux choses : que vous vous interdisiez totalement toute paperasserie bureaucratique, et que vous vous consacriez sans restriction à votre tâche. »

Benítez déclara que Roncalli fut impressionné par la figure d’Evita inclinant la tête devant l’autel à la Vierge Marie tandis que retentissait l’hymne national argentin : « L’impératrice Eugénie de Montijo est revenue ! », se serait exclamé le prélat, selon Benítez.
Intéressée par la création de mode française, Eva organisa un défilé de mode privé dans son hôtel, mais, sur conseil de Hernán Benítez, qui craignait que cela ne fût jugé une inacceptable frivolité, elle préféra l’annuler en dernière minute, décision considérée par beaucoup comme une indélicatesse. Mais elle fit prendre note de ses mensurations chez Christian Dior et Marcel Rochas, qui seront chargés ensuite de confectionner nombre de ses robes. Pour clore son séjour en France, une réception fut donnée en son honneur au Cercle d’Amérique latine, où tout le corps diplomatique de l’Amérique latine lui présenta ses hommages et où elle attira les regards par une toilette extravagante, comprenant notamment une robe de soirée moulante, décolletée et terminée par une traîne en forme de queue de poisson.
La tournée se poursuivit par la Suisse, où elle s’entretint avec des dirigeants politiques et visita un atelier d’horlogerie. Il y eut à propos de son passage par ce pays nombre de spéculations tendant à l’associer à des faits de corruption (l’opposition allant jusqu’à affirmer que le but réel du voyage était de permettre à Evita et à son frère Juan de déposer des sommes d’argent sur un compte bancaire), toutefois les historiens n’ont trouvé aucune preuve pour les étayer. Au Royaume-Uni, où les travaillistes étaient au gouvernement, les débats sur l’opportunité d’une visite d’Eva Perón furent les plus vifs, mais finalement, la famille royale anglaise (qui avait d’ailleurs toujours insisté sur le caractère seulement officieux d’une éventuelle visite) se trouvant alors en Écosse, elle renonça, sans doute par blessure d’amour propre,, à visiter la Grande-Bretagne, mais fit encore escale au Brésil, où elle siégea à la Conférence interaméricaine pour le maintien de la paix et de la sécurité continentale (qui se tenait à Rio de Janeiro le 20 août 1947 et allait se conclure par la signature du traité interaméricain d'assistance réciproque), puis en Uruguay, avant de rentrer en Argentine.
Si Eva Perón elle-même se montra satisfaite de sa prestation, l’opposition fut très critique, en particulier sur le chapitre des considérables frais de la tournée, et deux journaux furent interdits à la parution par le gouvernement pour des articles irrévérencieux sur Eva Perón. Au regard du but que le gouvernement s’était assigné, à savoir de rendre le régime péroniste acceptable aux yeux du monde, la tournée était un succès mitigé. L’image véhiculée par Eva Perón ne réussit guère à impressionner les sphères progressistes en Europe, et la presse ne lui était favorable que dans la mesure où l’on prenait soin de distinguer entre la personne d’Evita et le régime politique, avec tous ses côtés moins reluisants, dont elle était la représentante.
Dans la suite, Eva Perón devint de plus en plus Evita, c'est-à-dire une femme se vouant avant tout à son œuvre politique et sociale. Cela se traduisit entre autres par l’adoption d’une apparence plus sobre, par l’abandon de ses coiffures Pompadour et de ses robes voyantes.

#### La fondation Eva Perón et l’aide sociale

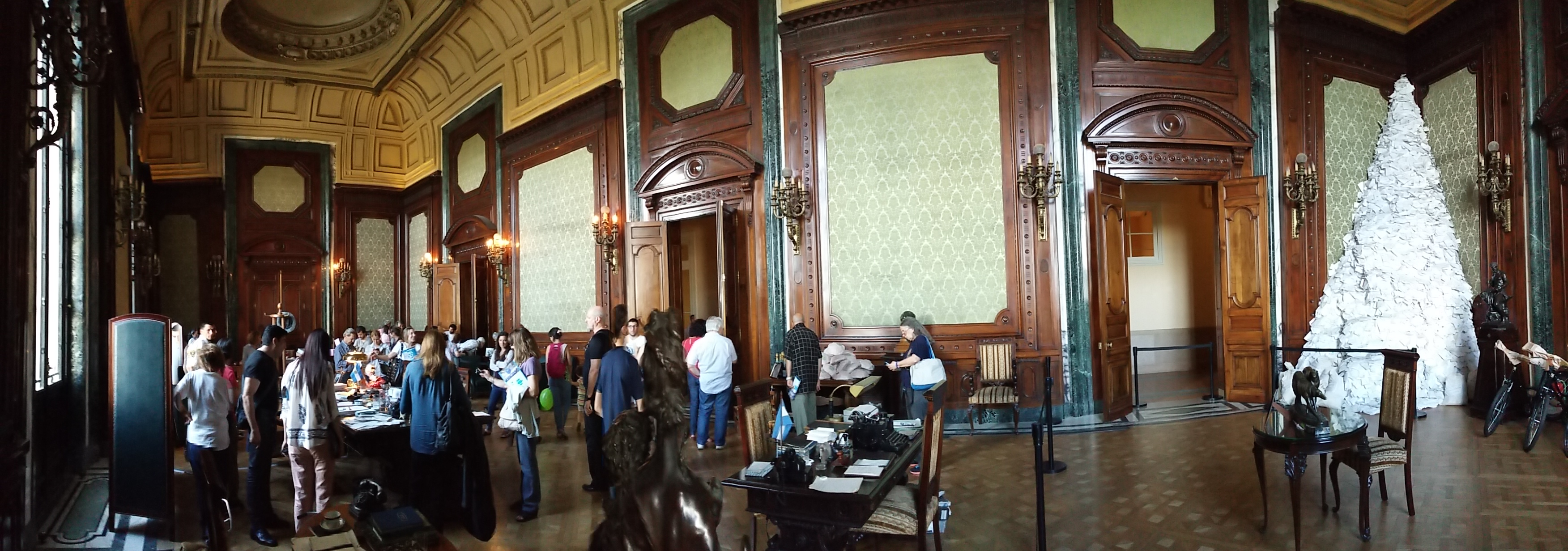
Siège de la Fondation Eva Perón dans le bâtiment de l’Office central des postes et télécommunications à Buenos Aires. Les locaux ont été réaménagés en musée au sein du Centre culturel Néstor-Kirchner.

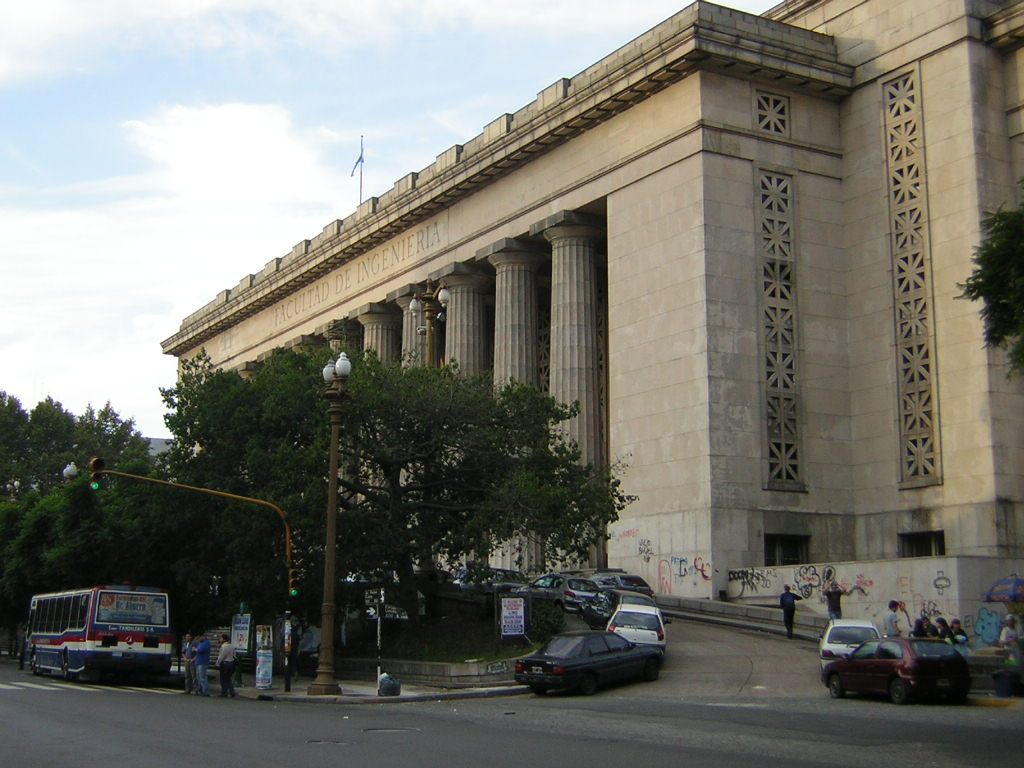
Bâtiment érigé spécialement pour la Fondation Eva Perón, au no 850 de l’avenue Paseo Colón, abritant aujourd’hui l’école d’ingénieurs de l’université de Buenos Aires (UBA).

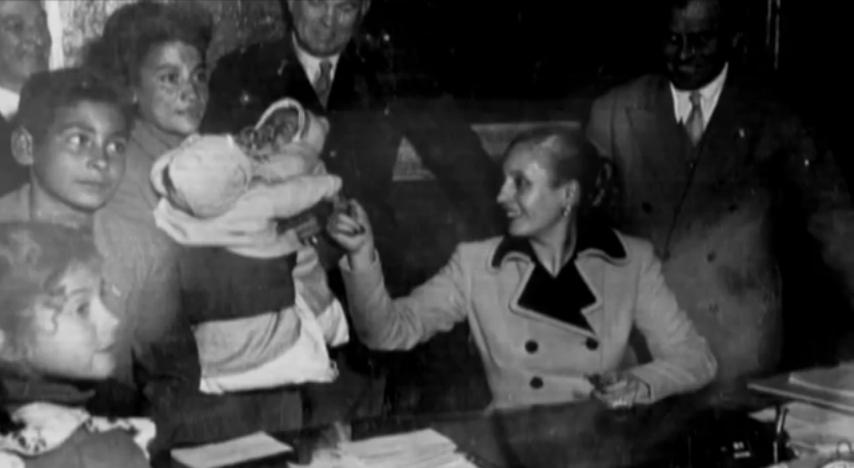
Eva Perón travaillait personnellement dans sa fondation, notamment en accueillant des gens et des familles en quête d’aide sociale.

Ce par quoi Eva Perón se singularisa plus particulièrement sous le gouvernement péroniste étaient ses activités de bienfaisance, destinées à soulager la pauvreté ou toute autre forme de détresse sociale. En Argentine, cette activité était traditionnellement confiée à la Sociedad de Beneficencia, association semi-publique déjà fort ancienne créée par Bernardino Rivadavia au début du XIXe siècle et dirigée par un groupe choisi de femmes de la haute société. Les fonds de la société ne provenaient plus de ces dames elles-mêmes ou des relations d’affaires de leurs maris, mais de l’État, soit indirectement, par voie d’impôt prélevé sur la loterie, soit directement, par l’octroi de subsides. Dès la décennie 1930, il apparut que la Sociedad de Beneficencia en tant qu’organisation et la bienfaisance en tant qu’activité étaient devenues obsolètes et inadaptées à la société industrielle urbaine. À partir de 1943, l’on commença à réorganiser la Sociedad de Beneficencia, laquelle fit l’objet à cet effet, le 6 septembre 1946, d’une intervention fédérale ; depuis lors, le pouvoir péroniste prit en mains le service d’assistance et d’aide sociales en lui donnant un fort contenu populaire. Une partie de cette mission fut accomplie à travers le plan de santé publique mis en œuvre avec succès par le ministre de la Santé Ramón Carrillo ; une autre partie le fut au moyen de nouvelles institutions de sécurité sociale, telles que le système général de pensions de retraite ; et une troisième partie enfin fut développée par la Direction nationale d’aide sociale, créée en septembre 1948, qui allait avec le temps s’ériger en ministère sous différentes dénominations. C’est dans ce contexte que surgit la Fondation Eva Perón, chargée d’organiser institutionnellement l’action sociale qu’Eva menait alors au sein du secrétariat au Travail et à la Prévoyance (STYP) et que la presse nommait sa « Croisade d’aide sociale », et de gérer les dons syndicaux qui avaient commencé à se multiplier.
Lors de sa tournée européenne, elle avait visité nombre d’institutions d’aide sociale, mais il s’agissait principalement d’organisations religieuses, gérées par les classes possédantes. Cela lui permit, dira-t-elle plus tard, de savoir ce qu’elle devait surtout éviter de faire, ces institutions étant « réglées par des normes fixées par les riches. Et lorsque les riches pensent aux pauvres, ils ont des idées misérables ». Sitôt rentrée en Argentine, elle organisa une Croisade d’aide sociale María Eva Duarte de Perón visant à la prise en charge des personnes âgées et des femmes démunies au moyen de subsides et de foyers temporaires. Le 8 juillet 1948 fut créée la Fondation Eva Perón, présidée par Evita, légalement agréée par Juan Perón et le ministre des Finances, laquelle fondation accomplit une œuvre sociale considérable, dont bénéficieront quasiment tous les enfants, personnes âgées, mères célibataires, femmes comme unique soutien de famille, etc. appartenant aux couches les plus défavorisées de la population.
Aux termes de ses statuts, la fondation poursuivait les objectifs suivants :
- Offrir une assistance financière ou mettre à la disposition des moyens en nature et accorder des bourses d’études à qui le sollicite et qui, selon le jugement de la fondatrice, le mérite ;
- Construire des logements au bénéfice de familles nécessiteuses ;
- Créer des écoles, des hôpitaux, des asiles et d’autres institutions propres à servir au mieux les buts de la fondation ;
- Construire des institutions de bien-être social de tous types, lesquelles pourront ultérieurement être transférées, à titre gracieux ou non, aux autorités locales, provinciales ou nationales ;
- Contribuer par tous moyens ou coopérer à des activités tendant à satisfaire le besoin fondamental d’une vie meilleure pour les classes défavorisées.

Selon ces mêmes statuts, « l’organisation était et resterait aux mains de la fondatrice, qui exercerait cette responsabilité pour une durée indéterminée et détiendrait tous les pouvoirs à elle accordés par l’État et la constitution. ». La fondation, qui avait un personnel fixe de plus de 16 000 personnes (dont 850 infirmières, qui en représentaient l'un des principaux emblèmes), pouvait planifier et accomplir ses propres activités, et imposer ses priorités au gouvernement. Tout ce qui fut jamais mis sur pied par la fondation, le fut à l’instigation d’Eva Perón et sous sa supervision. Une partie de son financement provenait des syndicats ; les dons, d’abord spontanés et erratiques, furent, au bout d’un an de fonctionnement de la fondation, formalisés, en ce sens p.ex. que lorsqu’un syndicat avait obtenu une hausse de salaire, le montant de cette augmentation était retenu pendant les deux premières semaines, en guise de don à la fondation,.
Face à l’affluence de milliers de demandeurs, une procédure de sélection finit par être instituée. Les demandeurs étaient exhortés à d’abord faire part à Evita de leurs besoins par écrit, après quoi ils recevaient une invitation à une entrevue, avec lieu et date. Evita réservait ses après-midi à ses activités d’aide directe, et restait invariablement aimable et courtoise envers les sollicitants, à qui elle apparaissait, en dépit de sa position et des bijoux qu’elle portait sur une tenue par ailleurs stricte et sobre, comme une des leurs. On lui trouvait des allures de sainte, et son rôle, pourtant laïc, était transfiguré par l’atmosphère religieuse qui entourait ses activités caritatives et en particulier par ses gestes : elle n’hésitait pas à embrasser ses pauvres et semblait vouloir sacrifier sa vie pour eux. Le fonctionnement de la Fondation restait néanmoins pragmatique, et moulé sur les besoins individuels des uns et des autres, mieux que n’aurait pu le faire une organisation bureaucratique.

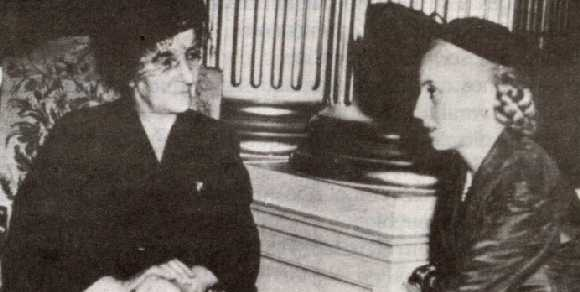
En 1951, Golda Meir en visite en Argentine pour remercier la Fondation Eva Perón de l’appui apporté à Israël.

La Fondation déploya ainsi un large éventail d’activités sociales, depuis la construction d’hôpitaux, de refuges, d’écoles, de colonies de vacances, jusqu’à l’attribution de bourses d’étude et d’aides au logement et à l’émancipation de la femme à divers égards. La Fondation organisait chaque année les célèbres Jeux Evita (Juegos Infantiles Evita, pour enfants) et Jeux Juan Perón (Juegos Juveniles Juan Perón, pour jeunes gens), auxquels prenaient part des centaines de milliers d’enfants et de jeunes issus de milieux modestes, et qui, en même temps qu’ils encourageaient la pratique du sport, permirent également de procéder à des contrôles médicaux massifs. La Fondation distribuait en outre, à la fin de chaque année, du cidre et du pain d’épices en grande quantité aux familles les plus démunies, action fort critiquée alors par les opposants.
Evita eut aussi le souci d’améliorer les soins de santé en Argentine. La médecine publique était peu satisfaisante : infrastructure hospitalière vétuste, personnel infirmier mal formé, etc. Eva Perón fit en sorte que les formations d’infirmière, qui avaient dépendu pour partie de la sus-évoquée Sociedad de Beneficiencia et venaient de passer sous la tutelle de l’État, fussent regroupées en un cycle nouveau de formation de quatre ans. Des jeunes filles de tout le pays pouvaient en suivre les cours, frais entièrement couverts par la Fondation. La discipline y était quasi militaire ; les bijoux étaient proscrits, et les étudiantes quittaient l’établissement à la fin de leur cursus avec une conscience mystique de leur fonction et de leur importance sous l’effet d’Evita. Celle-ci voulait que les diplômées devinssent « ses soldats », qu’elles fussent en mesure de remplacer les médecins et de conduire une jeep. Elles participaient aux parades militaires, revêtues d’uniformes bleu ciel, ornés du profil et des initiales d’Evita.
Elle s’efforça d’autre part de hisser le niveau de la médecine gratuite jusqu’aux plus hautes normes internationales, notamment en faisant ériger douze hôpitaux publics excellemment équipés et dotés de personnel médical compétent et bien rémunéré. Les matériels et les médicaments étaient fournis gratuitement par la Fondation. Un train médical fut organisé, qui parcourut tout le pays et examina la population gratuitement, administra des vaccins, etc..

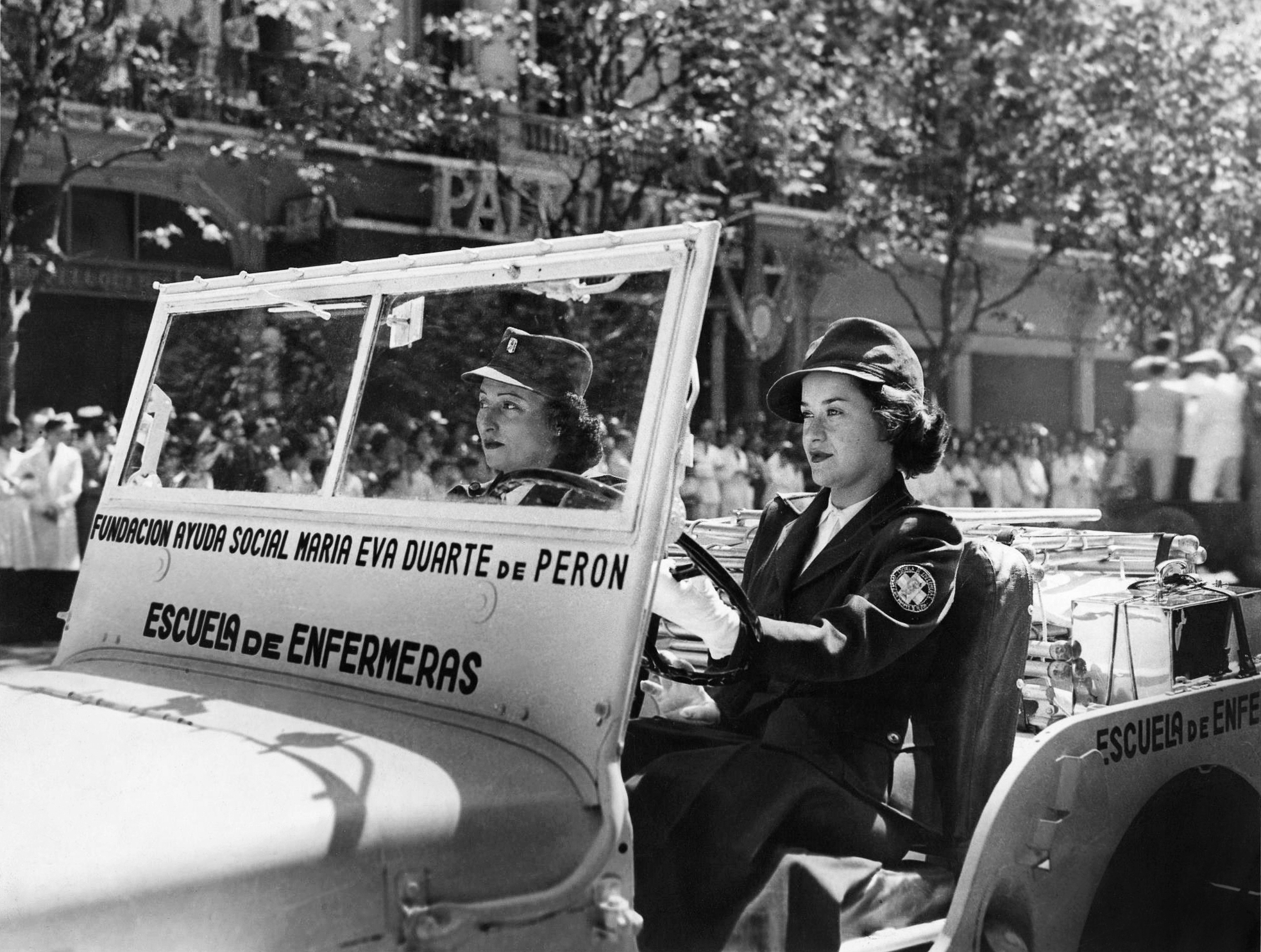
Infirmières-soldates formées à la nouvelle école d'infirmières d'Eva Perón.

Parmi les réalisations de la Fondation qui ont subsisté à ce jour, l’on peut citer le complexe résidentiel Ciudad Evita (es), cité-jardin située dans le partido de La Matanza, dans le Grand Buenos Aires ; un grand nombre d’hôpitaux, qui portent toujours le nom d’Eva Perón ou d’Evita ; le parc à thèmes República de los Niños à Gonnet, près de la ville de La Plata (province de Buenos Aires), etc.
La Fondation apporta également des assistances solidaires à divers pays comme les États-Unis et Israël. En 1951, Golda Meir, alors ministre israélienne du Travail et l’une des rares femmes dans le monde ayant atteint une position politique de haut niveau en démocratie, se déplaça en Argentine pour s’entretenir avec Eva Perón et la remercier de ses dons à Israël dans les premiers moments d’existence de cet État.
La sollicitude spéciale d’Eva Perón pour les personnes âgées la porta à rédiger et à proclamer le 28 août 1948 le dénommé Décalogue du troisième âge (Decálogo de la Ancianidad), un ensemble de droits des personnes âgées, droits qui furent inscrits dans la Constitution argentine de 1949. Ces 10 Droits du troisième âge étaient : assistance, logement, alimentation, habillement, soins de santé physiques, soins de santé psychiques, divertissement, travail, tranquillité, et respect. La Fondation mit sur pied et finança un régime de retraite, avant que l’État ne prît en charge ce service. La Constitution de 1949 fut abrogée en 1956 par un décret militaire, les droits du troisième âge cessant alors définitivement d’avoir force constitutionnelle.
La Fondation Eva Perón se trouvait hébergée dans un grand édifice spécialement construit à cette fin et sis au no 850 de l’avenue Paseo Colón à Buenos Aires, à un îlot de distance du syndicat CGT. Lorsqu’eut lieu le coup d’État militaire de septembre 1955, par lequel le président Perón fut renversé, le bâtiment subit plusieurs assauts, lors desquels les grandes statues créées par le sculpteur italien Leone Tommasi et couronnant la façade, furent détruites. Le bâtiment échut ensuite à l’université de Buenos Aires (UBA), et à l’heure actuelle, l’édifice abrite la faculté polytechnique de cet établissement. Une fois installée la dictature de Lonardi, Marta Ezcurra de l’Action catholique argentine se mit en devoir de placer chaque institut de la Fondation sous tutelle immédiate des nouvelles autorités, convoqua à cette fin les membres des « Commandos civils », ordonna que tous les enfants recueillis par la Fondation soient délogés, donna l’ordre de détruire tous les flacons des Banques de sang des hôpitaux de la Fondation au motif qu’ils contenaient du sang « péroniste », et ordonna de prendre d’assaut militairement l’École d’infirmières, avant d’en décider la fermeture définitive. Elle fit confisquer l’ensemble du mobilier des hôpitaux, des foyers pour enfants, des foyers scolaires et des foyers d’accueil (dits de transit), sous prétexte que cet ameublement était trop luxueux, et ordonna d’expédier les meubles au domicile des membres des Commandos civils,. Un cas extrême est le sort réservé à la Clínica de Recuperación Infantil Termas de Reyes (Centre de convalescence pour enfants) de Jujuy, d’où les enfants furent expulsés pour permettre d’y aménagér un casino de luxe. Plus tard, un comité d’enquête national fut mis sur pied par les nouvelles autorités militaires, et le 4 juillet 1956, bien qu’aucun abus n’eût pu être mis au jour, le gouvernement émit un décret disposant que toutes les possessions de la fondation devaient aller au trésor public, en alléguant que « la fondation avait été utilisée à des fins de corruption politique et de collusion, lesquelles constituent le déni d’une conception saine de la justice sociale et sont typiques des régimes totalitaires ».

#### Candidature à la vice-présidence

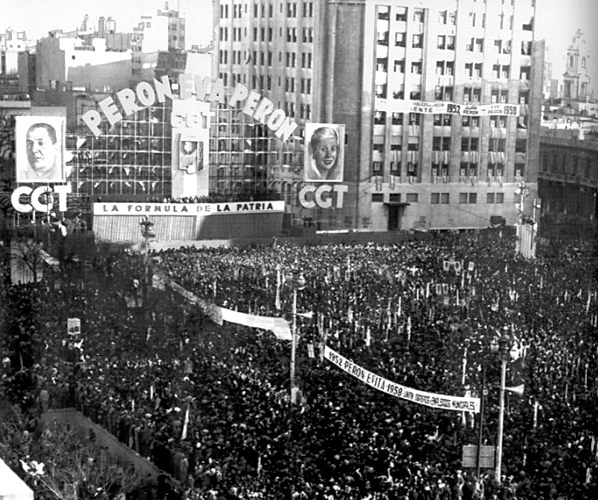
Deux millions de personnes assistèrent à la réunion de présentation de la formule Perón-Eva Perón.

Aux élections générales de 1951, les femmes furent pour la première fois admises non seulement à voter, mais aussi à se présenter à titre de candidates. En raison de la grande popularité d’Evita, le syndicat CGT proposa sa candidature à la vice-présidence de la Nation, aux côtés de Juan Perón, proposition qui, outre qu’elle impliquait à porter une femme au pouvoir exécutif, tendait aussi à conforter la position du monde syndical dans le gouvernement péroniste. Ce coup d’audace déclencha une âpre lutte interne au sein du péronisme et donna lieu à d’importantes manœuvres des différents groupes de pouvoir, par lesquelles les secteurs les plus conservateurs entendaient faire fortement pression pour empêcher cette candidature. En même temps que se déroulaient ces luttes d’influence se développait en Eva Perón un cancer de l’utérus, cancer qui allait mettre un terme à sa vie en moins d’un an.
C’est dans ce contexte que se tint, le 22 août 1951, le Cabildo ouvert du Justicialisme, convoqué par la CGT. La réunion, qui rassembla des centaines de milliers de travailleurs à l’angle de la rue Moreno et de l’avenue du Neuf-Juillet, fut un événement historique hors du commun. Au cours de ce rassemblement, les syndicats, appuyés par la foule, prièrent Evita d’accepter la candidature à la vice-présidence. Juan Perón et Evita — cette dernière non sans s’être fait prier pour la foule, et feignant la modestie et la réserve avant de monter sur le podium —, prirent tour à tour la parole pour faire observer que les postes n’étaient pas si importants et qu’Evita tenait déjà une place supérieure dans la considération de la population. À mesure que les paroles de Juan Perón et d’Evita mettaient en évidence les fortes résistances que suscitait au sein du parti péroniste la candidature d’Eva Perón, la multitude commença à exiger d’elle qu’elle acceptât cette candidature sur-le-champ. À un moment donné, une voix s’éleva dans la foule interpellant Juan Perón :

« Laissez parler la camarade Evita ! »

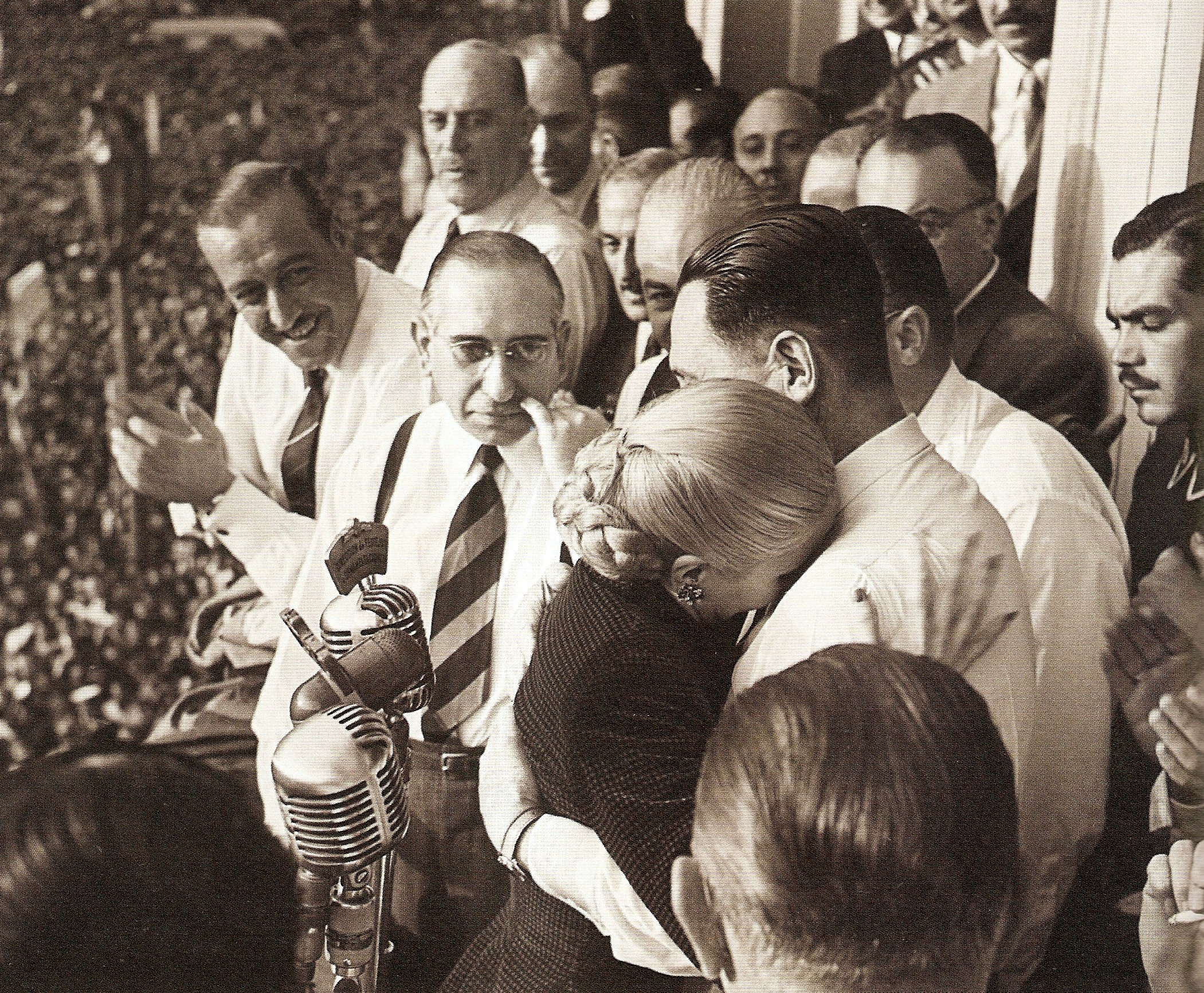
Eva en pleurs serrant Juan Perón dans ses bras lors d’un rassemblement le 17 octobre 1951. Sur la photo on aperçoit également le ministre de l’Intérieur Ángel Borlenghi, le président de la Chambre des députés et futur président de la Nation Héctor J. Cámpora, et, tout à droite, le frère d’Evita, Juan Duarte.

C’est alors que se noua entre la foule et Evita un véritable dialogue, totalement inhabituel lors de grands rassemblements de foule :
Transcription du dialogue entre Evita et la multitude présente au Cabildo ouvert du 22 août 1951 (en présence du secrétaire général de la CGT José Espejo)
- Evita (s’adressant à la foule et à Juan Perón) : Aujourd’hui, mon général, lors de ce Cabildo ouvert du Justicialisme, le peuple a dit qu’il voulait savoir de quoi il s’agit. Ici, il sait déjà de quoi il s’agit et il veut que le général Perón continue de diriger les destinées de la patrie.

- Peuple : Avec Evita ! Evita avec Perón !

- Evita : Moi, je ferai toujours ce que veut le peuple. Mais je vous dis que, de la même manière qu’il y a cinq ans j’ai dit que je préférais être Evita, plutôt que la femme du président, si cet Evita-là était dit pour soulager quelque douleur de ma patrie, maintenant je dis que je préfère rester Evita. La patrie est sauvée parce qu’elle est gouvernée par le général Perón.

- Peuple : Qu’elle réponde ! Qu’elle réponde !

- José Espejo : Madame, le peuple vous prie d’accepter votre poste.

- Evita : Je demande à la Confédération générale du Travail et à vous, au nom de l’affection que nous professons les uns pour les autres, de m’accorder, pour une décision d’une telle portée dans la vie de l’humble femme que voici, au moins quatre jours.

- Peuple : Non, non, mettons-nous en grève ! Déclenchons la grève générale !

- Evita : Camarades, camarades… je ne renonce pas à mon poste de combat. Je renonce aux honneurs. (Pleure). Je ferai, finalement, ce que décide le peuple. (Applaudissements et vivats). Croyez-vous que si le poste de vice-présidente avait été une vraie charge et que si j’avais, moi, été une solution, je n’aurais pas d’ores et déjà répondu oui ?

- Peuple : Une réponse ! Une réponse !

- Evita : Camarades, au nom de l’affection qui nous unit, je vous demande s.v.p. que vous ne me fassiez pas faire ce que je ne veux pas faire. Je vous le demande, à vous, comme amie, comme camarade. Je vous demande de vous disperser. (La foule ne se retire pas). Camarades, quand Evita vous a-t-elle trompés ? Quand Evita n’a-t-elle pas fait ce que vous désirez ? Je vous demande une seule chose, attendez jusqu’à demain.

- José Espejo : La camarade Evita nous demande deux heures d’attente. Nous allons rester ici. Nous ne bougerons pas avant qu’elle ne nous ait donné la réponse favorable.

- Evita : Ceci me prend au dépourvu. Jamais dans mon cœur d’humble femme argentine je n’ai pensé que je pouvais accepter ce poste… Donnez-moi le temps pour annoncer ma décision au pays à la radio.

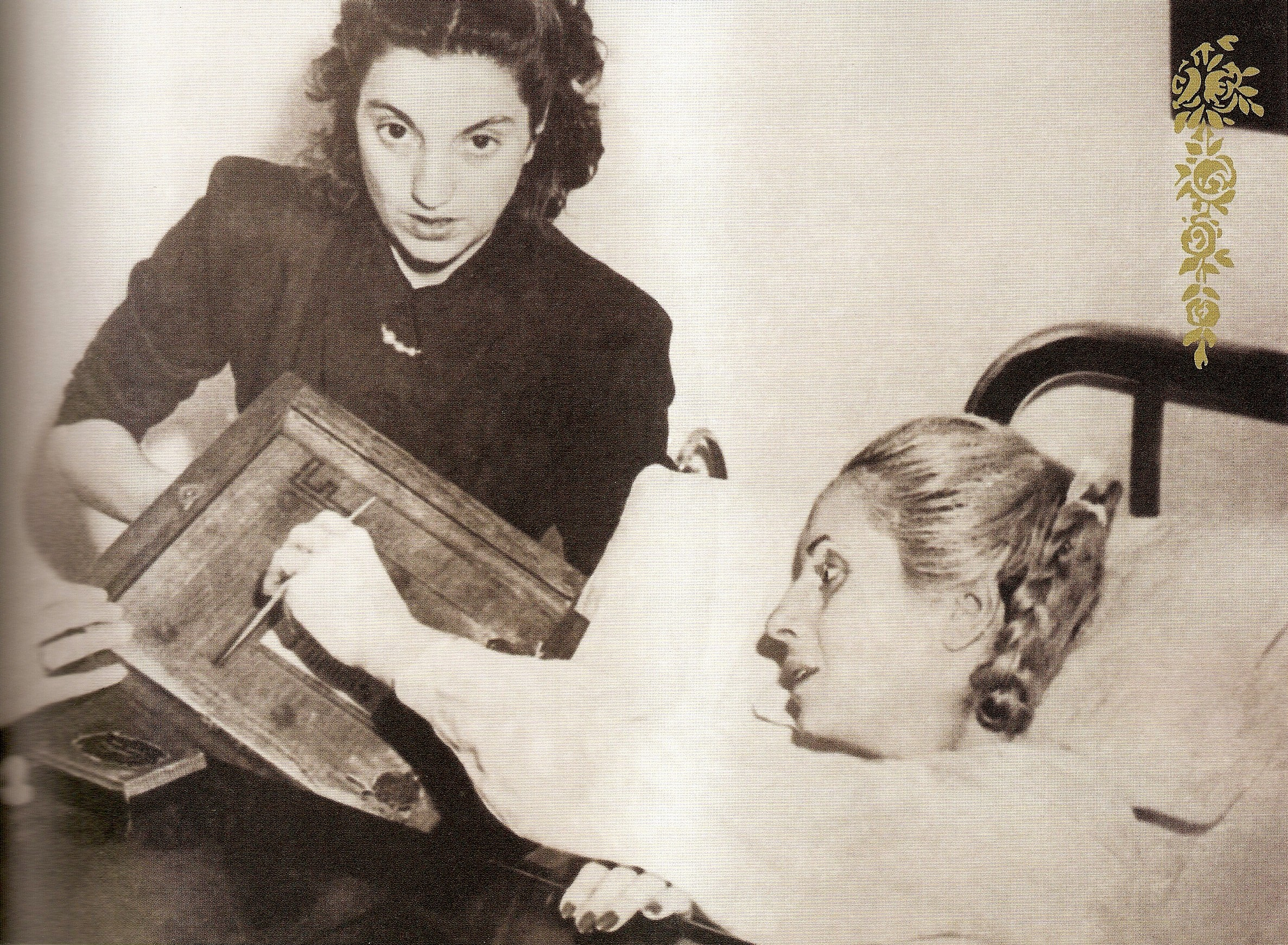
Evita émettant son vote à l’hôpital en 1951. C’était la première fois que les femmes votaient lors d’un scrutin national en Argentine. À cet effet, Evita reçut le carnet d’électeur

La foule interpréta ces paroles comme l’engagement d’Eva Perón d’accepter la candidature et se dispersa. Pourtant, neuf jours plus tard, Eva parla à la radio pour faire part de sa décision de renoncer à la candidature, mais non sans rassurer en même temps son auditoire sur sa motivation : « je renonce aux honneurs, non à la lutte. Mon poste de bataille est le travail ». Les sympathisants péronistes ont appelé Jour du Renoncement (Día del Renunciamiento) la date de cette annonce radiophonique.
Si c’est indéniablement l’état de santé détérioré d’Eva Perón qui sera finalement le facteur déterminant dans l’échec de sa candidature à la vice-présidence, il apparaît néanmoins que la proposition de la CGT mit au grand jour les luttes internes au sein du mouvement péroniste et dans la société argentine tout entière face à l’éventualité qu’une femme appuyée par les syndicats pût être élue vice-présidente, voire, le cas échéant, devenir présidente de la Nation. Il apparaît certain, nonobstant ses dénégations, qu’Eva Perón convoitait ce poste. La position de Juan Perón lui-même reste sujette à spéculation, mais il est probable qu’il ait décidé qu’elle ne pouvait pas être vice-présidente. Quoi qu’il en soit, l’ampleur du soutien populaire à Evita et la réaction de la foule lors du Cabildo ouvert les surprirent l’un et l’autre,.
Quelques semaines plus tard, le 28 septembre 1951, certains secteurs des forces armées, emmenés par le général Benjamín Menéndez, tentèrent un coup d’État, qui avorta en raison de la réaction énergique du gouvernement et de la prompte mobilisation de la CGT, qui décréta la grève générale. Le lendemain, sans en référer au gouvernement ou à Juan Perón, Evita convoqua trois membres du comité exécutif de la CGT, ainsi qu’Atilio Renzi et le commandant général des forces armées restées loyales, Humberto Sosa Molina, et passa commande de 5 000 mitraillettes et 1 500 mitrailleuses, qui seraient financées par sa fondation, entreposées dans un arsenal du gouvernement et mises à la disposition de la CGT dès qu’éclaterait une nouvelle rébellion militaire,.
Le 17 octobre, Evita, informée entre-temps de son état de santé, prit la parole à l’occasion de la cérémonie de commémoration du Jour de la Loyauté, sur la place de Mai, et pria le peuple, « pour le cas où je ne pourrais pas y être à cause de ma santé », de « prendre soin de Perón », ajoutant : « Je sais que vous reprendrez mon nom et que vous le porterez comme drapeau vers la victoire ». À ce moment, elle éclata en sanglots et se serra dans les bras de Perón, scène enregistrée sur une photographie devenue historique. Certains considèrent le discours prononcé par Evita ce jour-là comme l’un de ses testaments politiques.
Aux élections du 11 novembre 1951, Evita était alitée, ayant été opérée six jours auparavant, et dut voter dans son lit d’hôpital.

### Maladie

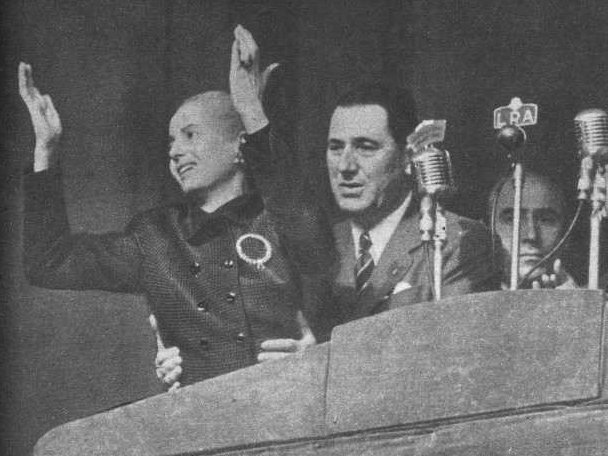
Juan Perón soutenant Evita lors du rassemblement du 1 mai 1952. On reconnaît à droite, un peu en retrait, le secrétaire à la Presse Raúl Apold.

Le cancer du col utérin qu’avait contracté Eva Perón se manifesta pour la première fois le 9 janvier 1950 par son évanouissement lors de la réunion fondatrice du Syndicat des taxis. Admise à l’hôpital, elle y subit une appendicectomie. À cette occasion, le chirurgien Oscar Ivanissevich (pour lors aussi ministre de l’Éducation) constata un cancer du col de l’utérus et proposa ensuite à Eva Perón, sans lui communiquer ouvertement le diagnostic, de pratiquer une hystérectomie, ce qu’elle refusa avec véhémence,,. En dépit d’un traitement radiothérapeutique de 1 000 volts, elle eut une récidive trois mois plus tard. Le 24 septembre, Juan Perón fut mis au fait de l’état de santé de sa femme et sut à quoi s’en tenir, attendu que sa première épouse Aurelia avait succombé à la même maladie au terme de longues souffrances.
Début 1951, elle eut un nouveau malaise dans le bâtiment de la Fondation Eva Perón, ce qui l’incita à transférer son office à la résidence présidentielle, sise alors rues Austria et Libertador, où se trouve aujourd’hui la Bibliothèque nationale d'Argentine. Les médias commençaient maintenant à évoquer son état de santé, et 92 messes furent célébrées dans toute l’Argentine pour demander son rétablissement. Les syndicats de leur côté imaginèrent des manifestations plus laïques, telle que ce cortège de plus de mille camions organisé par les chauffeurs de poids lourds à Palermo le 18 octobre.
Le 15 octobre, elle fit paraître son livre La razón de mi vida (trad. fr. La Raison de ma vie), rédigé avec l’aide du journaliste espagnol Manuel Penella de Silva entre autres, avec un premier tirage de 300 000 exemplaires, dont 150 000 furent vendus dès le premier jour de parution. L’ouvrage deviendra après sa mort, par décret du Congrès, livre de lecture obligatoire dans les écoles argentines.
La progression de son cancer l’affaiblissait de plus en plus, la contraignant au repos. Ce nonobstant, elle continua de participer aux rassemblements publics. L’un des plus importants de cette phase finale de sa vie eut lieu le 17 octobre de cette même année 1951. Le discours que prononça Evita ce jour-là a été considéré comme son testament politique ; elle y fera neuf fois allusion à sa propre mort.
Le 6 novembre 1951, alors que son cancer était déjà très avancé, elle fut opérée par le célèbre médecin oncologue américain George T. Pack, venu à Buenos Aires dans le plus grand secret, à l’hôpital d’Avellaneda (l’actuel Hospital Interzonal General de Agudos Presidente Perón), construit par la Fondation Eva Perón,,. C’est là aussi que, six jours plus tard, depuis son lit d’hôpital, avec l’accord de la commission électorale et l’assentiment des partis d’opposition, elle émit son vote pour les élections générales, à l’issue desquelles Juan Perón fut réélu avec une avance sur son adversaire largement plus importante que lors de l’édition précédente, grâce à l’apport des voix féminines mobilisées par Evita. La salle d’hôpital a entre-temps été aménagée en musée,.
Dans la période de convalescence qui suivit, il sembla qu’elle pût reprendre ses activités. Selon le père Benítez, « personne ne lui avait jamais dit de quoi elle était atteinte, mais elle se rendait compte qu’elle allait fort mal. Elle souffrait des mêmes douleurs lancinantes, de la même absence d’appétit, et avait les mêmes effroyables cauchemars et accès de désespoir ». Ses interventions publiques devinrent plus agressives envers l’oligarchie, s’émaillaient de menaces apocalyptiques et d’allusions messianiques à une vie après la mort.

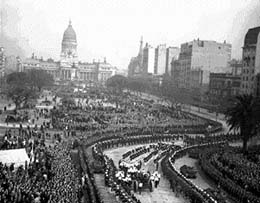
Funérailles d’Eva Perón le 9 août 1952.

À cette même époque, Eva Perón commença de rédiger son dernier livre, connu sous le titre de Mi mensaje, qu’elle dicta au président du syndicat des enseignants, Juan Jiménez Domínguez, et réussit à achever peu de jours avant de mourir. Il s’agit du texte le plus ardent et le plus émouvant d’Evita, dont il fut donné lecture d’un extrait après sa mort, le 17 octobre 1952, lors du rassemblement sur la place de Mai, et qui fut égaré par la suite, pour être retrouvé en 1987. Ses sœurs, affirmant alors qu’il s’agissait d’un texte apocryphe, saisirent le tribunal, lequel rendit son jugement en 2006 en déclarant le texte authentique. Les fragments suivants de Mi Mensaje donnent une idée de la nature de sa pensée dans les derniers jours de sa vie :

« Je me rebelle indignée, avec tout le venin de ma haine, ou avec tout le feu de mon amour — je ne sais encore — contre le privilège que constituent encore les hautes sphères des forces armées et du clergé.

Perón et notre peuple ont été frappés par le malheur de l’impérialisme capitaliste. Je l’ai vu de près à travers ses misères et ses crimes. Il se dit défenseur de la justice, tout en étendant les griffes de sa rapacité sur les biens de tous les peuples soumis à sa toute-puissance… Mais plus abominables encore que les impérialistes sont les oligarchies nationales qui se soumettent à eux en vendant ou parfois en offrant, pour quelques pièces de monnaie ou pour des sourires, le bonheur de leurs peuples. »

Elle subit plusieurs cures de radiothérapie (un appareil de rayonnement avait été installé dans sa chambre), et une théorie controversée s’est fait jour affirmant qu’aurait été pratiquée sur elle, à Buenos Aires, peu avant sa mort, en mai ou en juin 1952, une lobotomie préfrontale, visant à combattre la douleur, l’anxiété et l’agitation consécutives au cancer métastasé dont elle souffrait, et que c’est le neurochirurgien James L. Poppen qui aurait été chargé de cette intervention, conjointement avec le neurochirurgien hongrois George Udvarhelyi. En juin 1952, elle ne pesait plus que 38 kilos ; le 18 juillet, elle tomba une première fois dans le coma.

### Mort et funérailles
Eva Perón s’éteignit à l’âge de 33 ans, le 26 juillet 1952, à 20 h 25, selon le certificat de décès. Certaines publications soutiennent qu’elle mourut deux minutes plus tôt, à 20 h 23. À 21 h 36, le présentateur de radio Jorge Furnot lut sur la chaîne de radiodiffusion :

« Le secrétariat à l’information de la Présidence de la Nation remplit le très pénible devoir d’informer le peuple de la République qu’à 20 heures 25 s’est éteinte madame Eva Perón, Chef spirituel de la Nation. La dépouille de madame Eva Perón sera transportée demain au ministère du Travail et de la Prévoyance, où sera aménagée la chapelle ardente… »

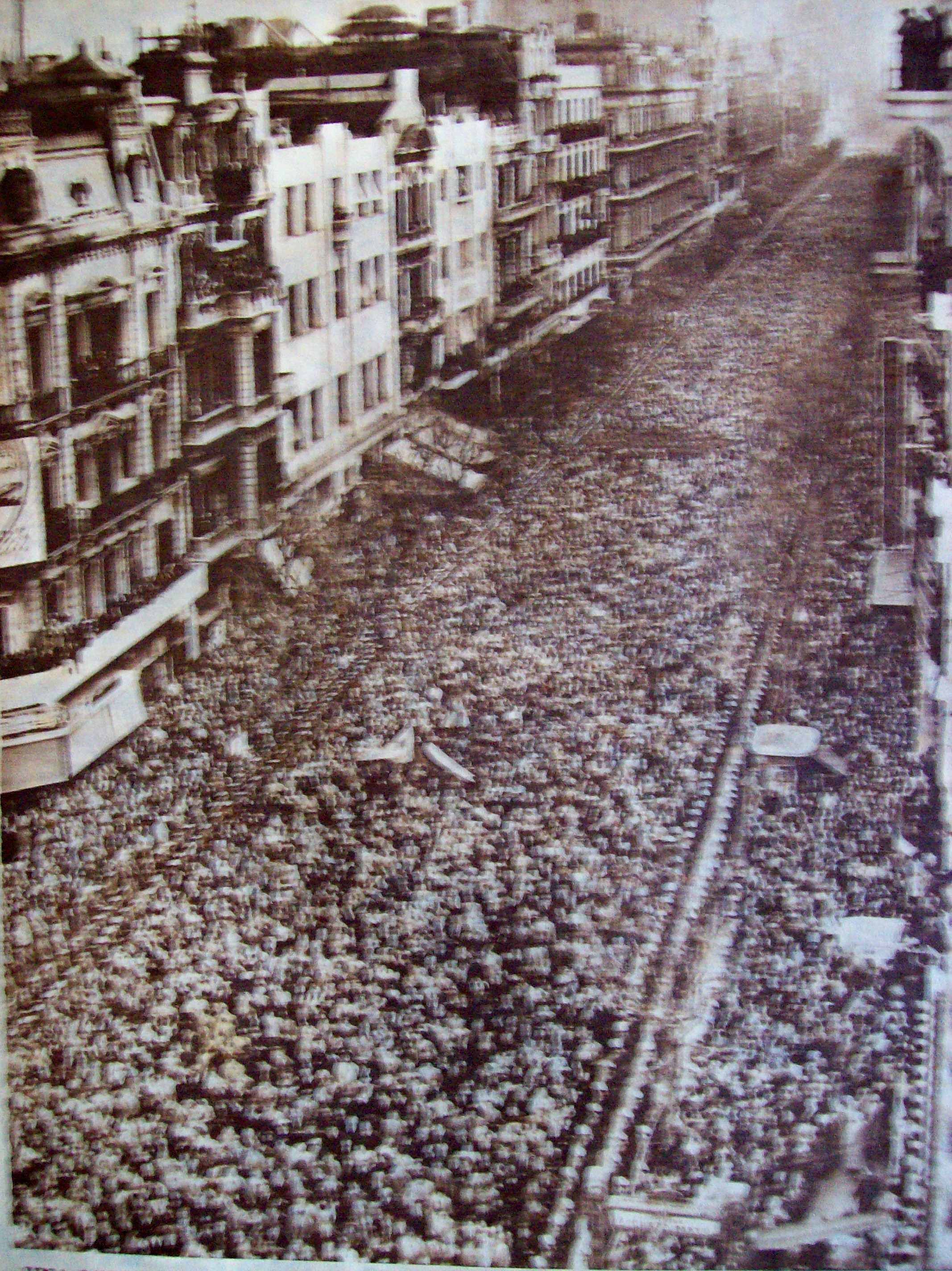
Autre vue du cortège funèbre d’Evita Perón.

Après sa mort, la CGT proclama une cessation de travail de trois jours, tandis que le gouvernement décréta un deuil national de 30 jours. Le jour même du décès, son corps — qui allait ultérieurement être embaumé par les soins du Dr Pedro Ara — quitta le palais présidentiel pour le ministère au Travail et à la Prévoyance, où une chapelle ardente fut aménagée dans laquelle il resta exposé au public pendant treize jours,.
Le 9 août, le corps fut transféré à l’édifice du Congrès de la Nation, pour y recevoir les honneurs officiels, d'où il repartit au siège de la CGT, à bord d’un carrosse de la centrale ouvrière, que remorquaient des travailleurs en tenue de travail. Le cortège fut escorté, malgré le temps pluvieux, par plus de deux millions de personnes et, à son passage par les rues de Buenos Aires, fut reçu par une pluie d’œillets, d’orchidées, de chrysanthèmes, de giroflées et de roses, lancées des balcons proches. Trois millions d’Argentins, soit 65 000 par jour, allaient faire la queue pendant 15 heures en moyenne pour lui rendre un dernier hommage. La cérémonie de funérailles y eut lieu le 10 août. Le corps allait y rester en attendant la construction du mausolée. (voir ci-dessous monument au sans-chemise).
Les cérémonies funèbres se prolongèrent pendant seize jours.
Le gouvernement chargea Edward Cronjager, opérateur de la 20th Century Fox, qui avait déjà filmé les obsèques du maréchal Foch, de produire aussi les images des funérailles d’Evita, images qui permirent ensuite de réaliser le documentaire Y la Argentina detuvo su corazón. Le gouvernement disposa également que les radios rappellent quotidiennement l’heure de la mort d’Evita, en déplaçant l’heure de début du journal parlé de 20 h 30 à 20 h 25 et en répétant chaque fois la phrase « il est 20 heures 25, heure à laquelle Eva Perón passa à l’immortalité ».
Conformément à ses dernières volontés, rédigées d’une main incertaine, sa fondation devait devenir une partie intégrante de la CGT, et celle-ci serait chargée d’en gérer les possessions, au bénéfice des affiliés des syndicats. Cependant, avec la mort d’Evita, la Fondation se retrouvait soudain privée de son cœur battant et de son ressort, et les fonds baissaient. Sans Evita, le péronisme avait perdu de sa puissance rhétorique, et le lien émotionnel entre Perón, Evita et les sans-chemise s’était sensiblement affaibli.
Entre-temps, le gouvernement ordonna d’entamer les travaux de construction du Monumento al Descamisado (monument au Sans-Chemise), dont les plans avaient été dessinés à partir d’une idée d’Eva Perón et qui, après révision du projet, était destiné à devenir son tombeau définitif.
Lors du coup d’État du 23 septembre 1955, dit Révolution libératrice, qui renversa Juan Perón, plusieurs œuvres d’art liées à Eva Perón furent détruites pour motifs idéologiques. Il s’agit en particulier des grandes sculptures qui ornaient le frontispice de la Fondation Eva Perón et avaient été créées par l’artiste italien Leone Tommasi, du Monumento al Descamisado,, et aussi du portrait d’Eva Perón (huile sur toile) exécuté en 1950 par Numa Ayrinhac,. Sous le gouvernement dictatorial d’Aramburu-Rojas qui suivit ledit putsch, une campagne de dépéronisation fut mise en marche, consistant notamment en la promulgation, le 5 mars 1956, d’un décret portant interdiction de mentionner le nom d’Evita, en la liquidation de la Fondation Eva Perón, en la démolition du palais Unzué, qui avait fait office de résidence présidentielle, et en l’enlèvement, par un commando de l’armée, de la dépouille d’Eva Perón, qui n’allait être retrouvée que 14 ans plus tard. Dans toutes les provinces, les noms de Perón et d’Evita disparurent des rues, des bâtiments et des édifices publics, tandis que les livres qui parlaient d’eux étaient jetés au feu et leurs statues déboulonnées. Être surpris en possesion d’une photo d’Evita ou de Perón était passible d’une peine de plusieurs mois d’emprisonnement.

## Enlèvement du cadavre d’Evita

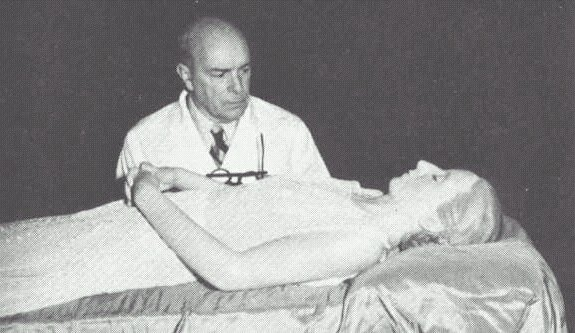
Le corps d'Eva Perón fut embaumé par le Dr Pedro Ara.

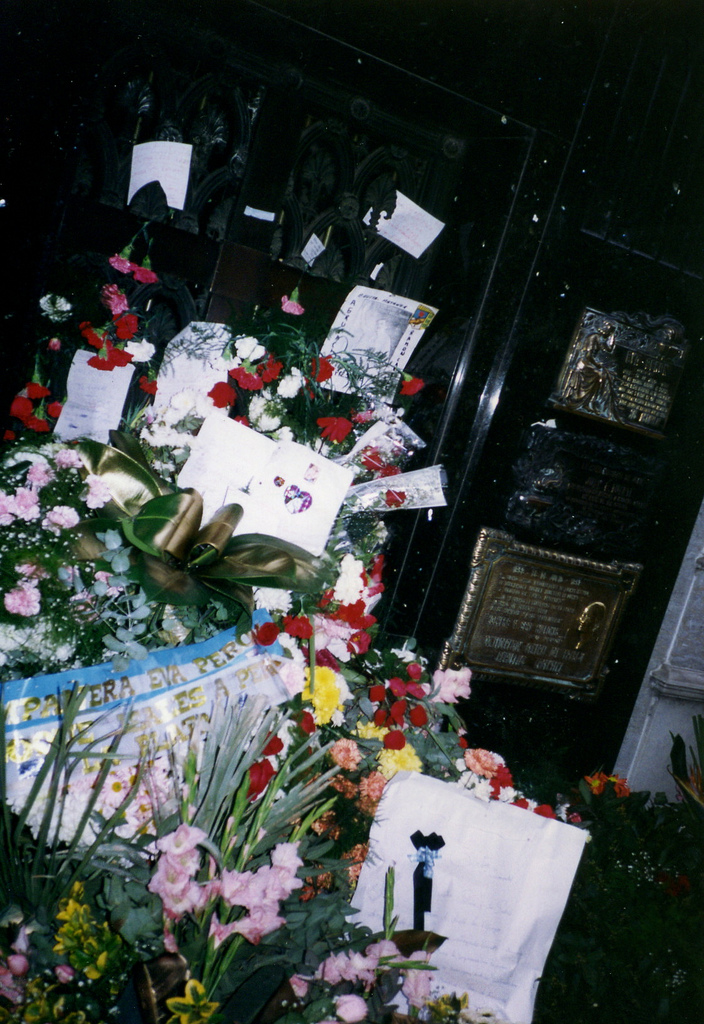
Evita repose actuellement au cimetière de la Recoleta à Buenos Aires.

La méthode d’embaumement mise en œuvre par Pedro Ara, diplômé de l’université de Vienne, professeur d’anatomie pathologique, qui avait déjà embaumé le corps de Manuel de Falla, consistait à remplacer le sang par de la glycérine, ce qui permettait de préserver tous les organes — dont du reste aucun, dans le cas d’Eva Perón, n’avait été prélevé —, et de donner au corps une apparence de vie, pour un résultat final qui surprenait par ses qualités esthétiques. Le corps devait être plongé dans des bains de formol, de thymol et d’alcool pur, et recevoir plusieurs injections successives. L’ensemble de la procédure, qui aurait lieu au siège de la CGT, devait durer un an, après quoi le corps pouvait être exposé et touché.
Sous la dictature militaire dite Révolution libératrice (1955-1958), qui renversa le président Juan Perón, un commando sous les ordres du lieutenant-colonel Carlos de Moori Koenig s’empara, le 22 novembre 1955 durant la nuit, du corps d’Evita, qui se trouvait toujours dans les locaux de la CGT. Le récit de l’ancien major Jorge Dansey Gazcón diffère de cette version en ceci qu’il prétend que ce fut lui qui transporta le corps. Dans cette affaire, les militaires s’étaient imposé une double ligne de conduite : d’abord, le cadavre devait être traité avec le plus grand respect (le général Pedro Eugenio Aramburu, le nouvel homme fort du pays, était très catholique, ce qui interdisait par ailleurs l’option de crémation) ; ensuite, il était impérieux de le maintenir en dehors de la politique, les militaires en redoutant par-dessus tout la valeur symbolique. L’ordre d’enlèvement du corps une fois donné par le général Aramburu, le corps suivit un itinéraire macabre et pervers. Moori Koenig déposa le cadavre à l’intérieur d’une camionnette et l’y laissa pendant plusieurs mois, en garant le véhicule dans différentes rues de Buenos Aires, dans des dépôts de l’armée, et même au domicile d’un militaire. Certaine nuit, il advint même que les militaires tuèrent par mégarde une femme enceinte, qu’ils avaient prise pour un commando péroniste tentant de récupérer le cadavre. À un moment donné, Moori Koenig plaça le cercueil contenant le cadavre debout dans son bureau. Une des personnes qui eut alors l’occasion d’apercevoir le corps d’Evita était la cinéaste María Luisa Bemberg.
Le dictateur Aramburu écarta Moori Koenig, supposément au bord de la dépression nerveuse, et confia au colonel Héctor Cabanillas la mission de l’ensevelir clandestinement. La dénommée Opération Transfert (Operación Traslado) fut planifiée par le futur dictateur Alejandro Agustín Lanusse, alors lieutenant-colonel, avec le concours du prêtre Francisco Paco Rotger, à qui incomba la responsabilité d’assurer la complicité de l’Église par le biais du supérieur général de l’ordre des pauliniens, le père Giovanni Penco, et du pape Pie XII lui-même,,.
Le 23 avril 1957, le cadavre fut transporté en secret à Gênes en Italie, à bord du navire Conte Biancamano, dans un cercueil dont on fit croire qu’il contenait une femme nommée María Maggi de Magistris, puis enterré sous ce nom dans la tombe 41 du champ no 86 du cimetière principal de Milan,.
Il y eut de cette occultation une prolifération de versions différentes, amplifiant le mythe. L'une d'elles veut que les militaires ordonnèrent de confectionner trois copies de cire de la momie, et qu’ils en envoyèrent une à un autre cimetière en Italie, une en Belgique et la troisième en Allemagne de l’Ouest.
En 1970, l’organisation de guérilla Montoneros enleva et séquestra Aramburu, alors retiré de la politique, en réclamant entre autres la réapparition du corps d’Evita. Cabanillas se mit alors en route pour le ramener en Argentine, mais, celui-ci n’arrivant pas à temps, Aramburu fut mis à mort. Le lendemain, un deuxième communiqué fut envoyé à la presse, indiquant que le corps d’Aramburu ne serait pas restitué à sa famille aussi longtemps que « la dépouille mortelle de notre chère camarade Evita n’aura pas été rendue au peuple ».
Un commando Evita fit son apparition ; un autre groupe dérobait des marchandises dans les supermarchés et les distribuait dans les bidonvilles, selon ce qu’ils supposaient qu’eût été la politique de la Fondation Eva Perón, et croyant qu’Evita était le trait d’union entre le peuple et eux-mêmes — « Si Evita vivait, elle serait montonera » (Si Evita viviera, sería Montonera) était un slogan de l’époque.
En septembre 1971, le général Lanusse, qui gouvernait alors le pays, mais était désireux de mettre fin à l’état d’exception commencé en 1955, et voyait la question du cadavre d’Evita comme un obstacle à sa volonté de normalisation, ordonna au colonel Cabanillas d’organiser l'opération Retour (Operativo Retorno). Le corps d’Evita fut exhumé de la tombe clandestine à Milan et restitué à Juan Perón à Puerta de Hierro, à Madrid. À cette action prit part également le brigadier Jorge Rojas Silveyra, ambassadeur d’Argentine en Espagne. Il manquait au corps un doigt qui lui avait été coupé intentionnellement, mais, hormis un léger écrasement du nez et une égratignure sur le front, le cadavre se trouvait pour le reste en de bonnes conditions générales.
En 1974, alors que Juan Perón était déjà de retour en Argentine, les Montoneros enlevèrent le cadavre d’Aramburu dans le but de le troquer contre celui d’Evita,. Cette même année, Juan Perón déjà mort, sa troisième épouse, Isabel, décida de faire rapatrier le corps d’Eva Perón, puis de le déposer dans la propriété présidentielle. Dans le même temps, le gouvernement d’Isabel Perón commença à projeter la construction de l’autel de la Patrie (en esp. Altar de la Patria), grand mausolée destiné à accueillir les restes de Juan et Eva Perón, et de toutes les grandes figures de l'histoire argentine, comme symbole d’union nationale.
En 1976, la dictature militaire arrivée au pouvoir le 24 mars remit le corps à la famille Duarte, laquelle le fit enterrer dans son caveau au cimetière de la Recoleta à Buenos Aires, où il se trouve depuis lors.
La célèbre nouvelle de l’écrivain Rodolfo Walsh, intitulée Esa mujer, a pour sujet la séquestration du cadavre d’Evita.

## Discours politique d’Evita

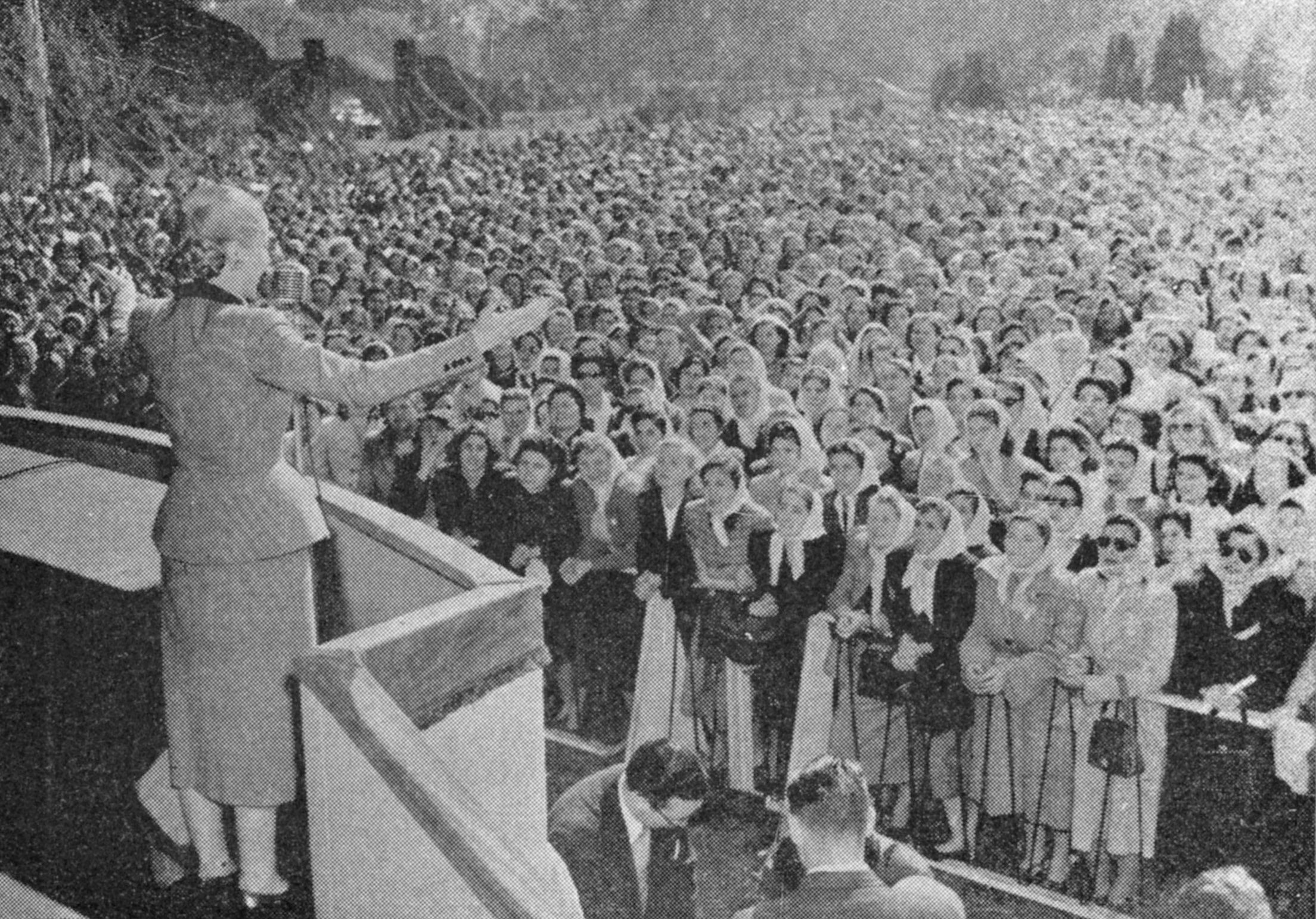
Evita tenait un discours simple et émotionnel.

Préférant s’exprimer non en termes politiques mais en termes de sentiments, Eva Perón était douée d’une capacité extraordinaire à formuler des émotions en public. Ses discours étaient fluides, dramatiques et passionnés. Souvent, elle écartait le texte préparé d’avance et se mettait à improviser. Pour illustrer et rendre convaincantes les notions d’amour et de fidélité envers Juan Perón (qui constituaient pour beaucoup de gens la substance du péronisme), son langage faisait appel aux conventions des dramatiques radiophoniques. Si à l’origine, son discours s’appuyait sur une authentique admiration pour Juan Perón, à partir de 1949, cette glorification du président devint un culte institutionnalisé, avec Evita dans le rôle de grande prêtresse.
Ses discours, à forte charge émotionnelle et d’un grand impact populaire, avaient aussi la particularité de s’approprier les termes péjoratifs par lesquels les classes supérieures avaient coutume de désigner les travailleurs, mais pour leur donner paradoxalement un sens élogieux ; ainsi en était-il du terme grasitas, diminutif affectueux de grasa, désignation dépréciative souvent utilisée pour nommer les couches populaires. À l’instar de son époux, Eva employait, pour désigner les travailleurs, le vocable de descamisados (sans-chemise) — qui trouve son origine dans le terme sans-culotte, en vogue pendant la Révolution française —, vocable qui devait devenir emblématique du péronisme et tendait, pour Evita, à souligner ses propres origines humbles, comme manière de se solidariser avec les travailleurs.
Le passage suivant, extrait de Mi Mensaje, écrit peu avant sa mort, apparaît représentatif de la façon dont Evita s’adressait au peuple, tant dans ses allocutions publiques que dans ses écrits :

« Tout ce qui s’oppose au peuple m’indigne jusqu’aux limites extrêmes de ma rébellion et de mes haines, mais Dieu sait aussi que je n’ai jamais haï quiconque pour lui-même, ni n’ai combattu quiconque avec méchanceté, mais seulement pour défendre mon peuple, mes ouvriers, mes femmes, mes pauvres grasitas, que personne n’a jamais défendus avec plus de sincérité que Perón et avec plus d’ardeur qu’Evita. Mais l’amour de Perón pour le peuple est plus grand que mon amour ; parce que lui sut se porter, partant de sa position militaire privilégiée, à la rencontre du peuple, lui sut s’élever jusqu’à son peuple, en rompant toutes les chaînes de sa caste. Moi-même, en revanche, je suis née au sein du peuple et ai souffert parmi le peuple. J’ai la chair et l’âme et le sang du peuple. Je ne pouvais faire autre chose que de me livrer à mon peuple. Si je meurs avant Perón, je voudrais que cette mienne volonté, la dernière et celle définitive de ma vie, soit lue lors d’un rassemblement public sur la place de Mai, sur la place du 17 octobre, devant mes chers sans-chemises. »

Les positions d’Evita tendaient ouvertement à la défense des valeurs et intérêts des travailleurs et des femmes, en mettant en œuvre un discours émotionnel et socialement très polarisé, à une époque où la polarisation politique et sociale était très forte. Ainsi Evita fustigeait-elle avec insistance ce qu’elle désignait globalement par l’oligarchie ‒ terme déjà utilisé par les radicaux au temps d’Yrigoyen ‒, y incluant les classes supérieures de son pays, auxquelles elle imputait des positions favorisant l’inégalité sociale, de même que le capitalisme et l’impérialisme, terminologie typique des milieux syndicaux et de gauche. Un spécimen de ce discours est le passage suivant de Mi mensaje :

« Les dirigeants syndicaux et les femmes qui sont le peuple à l’état pur ne peuvent, ne doivent jamais se livrer à l’oligarchie. Je n’en fais pas une affaire de classes. Je ne plaide pas pour la lutte des classes, mais notre dilemme est des plus clairs : l’oligarchie, qui nous a exploités pendant des milliers d’années dans le monde, tentera toujours de nous vaincre. »

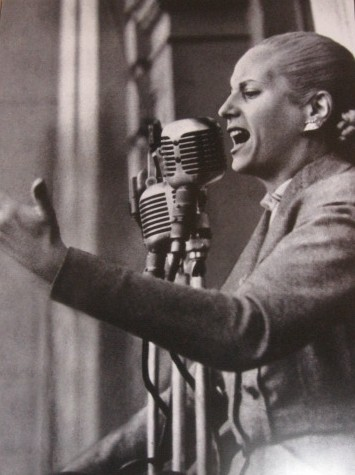
Evita prononçant un discours le 1 mai 1951.

Le discours d’Evita abondait en éloges inconditionnels de Juan Perón et exhortait le public à l’appuyer sans réserves. La phrase suivante, prononcée lors du rassemblement du 1er mai 1949, en est une illustration :

« Nous savons que nous nous trouvons en présence d’un homme exceptionnel, nous savons que nous nous trouvons devant le chef des travailleurs, devant le chef de la Patrie même, parce que Perón est la patrie et que quiconque n’est pas avec la patrie est un traître. »

La pensée de Perón lui apparaissait comme une vérité révélée, et dès lors fanatisme et sectarisme étaient de rigueur :

« L’opposition dit que c’est du fanatisme, que je suis une fanatique de Perón et du peuple, que je suis dangereuse parce que je suis trop sectaire et trop fanatique de Perón. Mais je réponds avec Perón : le fanatisme est la sagesse du cœur. Qu’importe que quelqu’un soit un fanatique, s’il l’est en compagnie de martyrs et de héros. De toute façon, la vie ne prend réellement de la valeur que si elle n’est pas vécue dans un esprit d’égoïsme, uniquement pour soi, mais quand on se voue, complètement et fanatiquement, à un idéal qui a plus de valeur que la vie elle-même. C’est pourquoi je dis : oui, je suis fanatique de Perón et des sans-chemise du pays. »

Relativement à ces discours, la chercheuse Lucía Gálvez observe :

« Les discours que lui écrivait Francisco Muñoz Azpiri parlaient, d’un côté, du siècle du féminisme victorieux, pour retomber aussitôt dans des lieux communs tels que La razón de mi vida, destinés à exalter la grandeur de Perón et la petitesse de sa femme. »

Le père Benítez souligna qu’il fallait juger Evita sur ses actes plutôt que sur ses paroles : c’est bien elle en effet qui obtint le droit de vote effectif pour les femmes et leur participation à la politique, objectifs qu’avaient vainement poursuivis les socialistes et féministes durant des années.
L’un de ses discours les plus cités, qui traite de la solidarité et du travail social, fut prononcé dans le port de Vigo, en Espagne, lors de sa tournée internationale :

« Ce n’est qu’en nous impliquant dans la douleur, en vivant et souffrant avec les peuples, quelles que soient leur couleur, leur race ou leurs croyances, que l’on pourra réaliser l’énorme tâche de construire la justice qui nous mène à la paix. Cela vaut amplement la peine de brûler sa vie en faveur de la solidarité si le fruit en est la paix du monde et son bonheur, lors même que peut-être ce fruit n’arriverait à maturation qu’après que nous aurons disparu. »

## Attitudes envers Evita dans la société argentine

### Popularité et culte officiel
La figure d’Evita se diffusa très largement dans les classes populaires d’Argentine, notamment sous la forme d’images la représentant d’une façon semblable à la Vierge Marie, au point d’ailleurs que l’Église catholique finit par s’en formaliser. En outre, déjà de son vivant, un véritable culte de la personnalité fut mis en place par le gouvernement, dans le cadre duquel portraits et bustes d’Eva Perón furent disposés dans quasiment tous les édifices publics et son nom et même sa date de naissance étaient utilisés pour nommer établissements publics, gares de chemin de fer, stations de métro, villes, etc. ; on alla jusqu’à changer en Eva Perón le nom de la province de La Pampa et de la ville de La Plata. Son autobiographie La Raison de ma vie était prescrit comme livre de lecture dans les écoles primaires et secondaires.
Le portrait d’Evita est le seul d’une épouse de président à être accroché dans le Salon des Présidents argentins de la Casa Rosada. Eva Perón est aussi la seule personne à s’être vu octroyer par le Congrès de la Nation argentine le titre de Guide spirituelle de la Nation (« Jefa Espiritual de la Nación »), et ce le 7 mai 1952, alors qu’elle n’avait que 33 ans,.
Au lendemain de sa mort, le pape Pie XII reçut de la part de particuliers quelque 23 000 suppliques en faveur de sa canonisation. En 2019, la CGT sollicita l’archidiocèse de Buenos Aires de lancer les procédures de béatification d’Evita.
Après sa mort, toutes les stations de radio du pays basculaient le soir sur le diffuseur national (Cadena Nacional), où le présentateur annonçait qu’il était « vingt heures vingt-cinq, heure à laquelle Eva Perón est entrée dans l’immortalité », avant de commencer à présenter le journal officiel. Le premier anniversaire de la disparition d’Evita fut célébré en juillet 1953. Messes et cérémonies d’hommage civiles se prolongeaient chaque année jusqu’au 26 juillet et avaient lieu de préférence en début de soirée, pour atteindre leur apogée à 20 h 25. Dans les villes et villages de l’intérieur, les rassemblements se faisaient sur la place principale, où la célébration centrale de Buenos Aires était retransmise au moyen de haut-parleurs.
Sous les deux premières présidences de Juan Perón, nombre d’écrits sur Evita virent le jour en Argentine, portant des titres tels que : Evita. Alma inspiradora de la justicia social en América (Evita, âme inspiratrice de la justice sociale en Amérique) ; Eva de América. Madonna de los humildes (l'Ève d’Amérique. Madonne des humbles) ; Grandeza y proyección de Eva Perón (Grandeur et retentissement d’Eva Perón) ; Semblanza heróica de Eva Perón (Portrait héroïque d’Eva Perón) ; ou La mística social de Eva Perón. Ce sont des ouvrages hagiographiques, assez courts, où les éléments factuels n’occupent que peu de place et qui se centrent sur les activités qu’Evita dans le domaine social après l’accession au pouvoir de Perón. Evita y apparaît comme l’épouse et la mère parfaites, prête à s’effacer pour se vouer généreusement aux autres, aidant inlassablement les ouvriers, les pauvres, les enfants, les personnes âgées et les déshérités. Dédaignant les honneurs, elle n’est motivée que par l’amour à Perón et aux sans-chemises. Symbole tragique et douloureux (par sa mort précoce) de tout ce qu’il y a de meilleur dans le péronisme, elle est la Bonne Evita, ornée par la presse péroniste des titres de « Fée merveilleuse », de « Première Samaritaine », de « Consolation des humbles », de « Pont d’amour entre Perón et les sans-chemise », ou de « Dame de l’espérance ». Dans une large mesure, ces écrits ne faisaient que calquer l’image d’Evita telle que construite par les services d’information du gouvernement et par la presse péroniste, en particulier par la revue Mundo Argentino et le quotidien Democracia, qui se dégage également de son autobiographie, La razón de mi vida, et dont la grande majorité des hommes politiques péronistes se faisaient volontiers l’écho.
Quelques semaines avant sa mort, le Congrès approuva, au terme d’une succession de 84 discours dithyrambiques, la construction d’un monument en son honneur. Durant les séances, la sénatrice Hilda Nélida Castiñeira la compara à Catherine la Grande, à Élisabeth d’Angleterre, à Jeanne d'Arc et à Isabelle d’Espagne.

### Hostilité: l’anti-Evita
À l’inverse, les milieux antipéronistes s’attachaient à mettre en exergue les colères d’Evita, sa soif insatiable de vengeance, son supposé ressentiment, son ambition et son emprise sur Juan Perón. Ils se plaisaient à insister sur son origine sociale, son manque d’instruction, son ancienne vie d’actrice et son statut d’enfant illégitime, en grossissant le trait pour faire ressortir l’illégitimité de la place qu’elle occupait dans la vie politique argentine. Pour eux, elle était le grand imposteur, la transgresseuse, la subversive, la rancunière, l’intruse, la manipulatrice et l’usurpatrice par excellence.
Dans un de ses ouvrages, l’écrivain Eduardo Galeano fait mention du graffiti « ¡Viva el cáncer! » (Vive le cancer !) qui aurait été apposé sur les murs des beaux quartiers aux derniers jours de la vie d’Evita. L’historien Hugo Gambini fait toutefois remarquer qu’il n’y a pas de preuves de l’existence d’une telle inscription et argue que « si ce mur peint avait existé, Apold n’aurait pas laissé passer l’occasion d’en publier la photographie dans les journaux du réseau officiel, en l’imputant à l’opposition. Au contraire, personne alors n’en parlait ». Selon Gambini, l’origine en remonte à une histoire inventée par le romancier Dalmiro Sáenz et racontée lors d’un entretien inclus dans le film Evita, quien quiera oír que oiga d’Eduardo Mignogna, histoire que José Pablo Feinmann inclut ensuite dans le scénario du film Eva Perón mis en scène par Juan Carlos Desanzo. Pourtant, la journaliste Patricia Sánchez a relaté dans un article paru dans le journal La Nación qu’elle avait personnellement recueilli un certain nombre de témoignages qui portent à accorder créance à cette version et affirment que le graffiti avait été badigeonné sur les murs de la résidence présidentielle,.
Trois livres parus en 1952 allaient former le socle de l’image antipéroniste d’Evita : El mito de Eva Duarte, du dirigeant socialiste Américo Ghioldi, publié en Uruguay, où il avait dû s’exiler ; Bloody Precedent, de la journaliste américaine Fleur Cowles ; et The Woman with the Whip: Eva Perón (± la Femme à la cravache), de María Flores. De ces derniers, parus tous deux en anglais à New York, seul celui de María Flores fut traduit et publié en Argentine, en 1955, au lendemain du renversement de Juan Perón, sous le titre de Eva Perón: La mujer del látigo et sous le nom véritable de l’autrice, à savoir de la romancière et journaliste anglo-argentine Mary Main. Celle-ci, qui avait, au départ des États-Unis, fait le voyage de l’Argentine où, armée d’un contrat pour un livre sur Evita, elle séjourna après la Seconde Guerre mondiale, dépeint Eva Perón comme une matrone, issue d’une famille pauvre, enfant naturel sans instruction, âpre, ambitieuse, mauvaise actrice, rancunière et assoiffée de vengeance envers l’« oligarchie » à cause de ses origines sociales et de la vie difficile qu’elle avait eue, et entrée en politique dans ce but. Première en date des biographies d’Evita, l’ouvrage de Mary Main a le plus contribué à forger la mythologie anti-Evita.
Ghioldi pour sa part, qui appartenait à un parti d’opposition au gouvernement péroniste, s’en prend dans son livre à la fois à Perón et à Evita. Celle-ci aurait le « goût de manœuvrer les hommes », de la psychologie desquels elle aurait une parfaite maîtrise. Elle utiliserait un langage grossier et serait possédée par une « ambition dominatrice »,. Dès lors qu’elle s’était insinuée dans la structure de pouvoir sur décision de Perón, Evita était aux yeux de Ghioldi le complément parfait du totalitarisme argentin. L’auteur relève aussi qu’Evita avait un antécédent dans l’histoire argentine, à savoir Encarnación Ezcurra (1795-1838) qui, énergique épouse du dictateur Juan Manuel de Rosas, fut proclamée « Héroïne de la Fédération ». Pour Ghioldi, Rosas, persécuteur impitoyable des libéraux et fossoyeur de l’unité et de la pacification de la nouvelle république argentine, avait été un tyran au XIXe siècle au même titre que Perón au XXe, et tous deux avaient été épaulés par une femme puissante. Il est vrai que Ghioldi avait dû assister à l’agonie d’abord, puis à la quasi-disparition de son parti et avait vu son aile syndicale se désintégrer devant la montée du péronisme. Dans sa notice nécrologique, parue dans la revue Nuevas Bases, organe officiel du Parti socialiste, Ghioldi s’exprima comme suit :

« La vie de la femme disparue ce jour constitue, à notre jugement, un exemple peu commun dans l’histoire. Les cas ne sont point rares d’hommes politiques ou d’hommes de gouvernement de renom qui ont pu compter, pour leur action publique, sur la collaboration, ouverte ou dissimulée, de leurs épouses, mais dans notre cas toute l’œuvre de notre premier mandataire se trouve tellement imprégnée de la pensée et de l’action des plus personnelles de son épouse, qu’il en devient impossible de faire nettement le départ de ce qui revient à l’un et de ce qui appartient à l’autre. Et ce qui confère un caractère notable et singulier à l’effort de collaboration de l’épouse, fut l’abnégation qu’elle fit d’elle-même, de ses biens et de sa santé ; sa vocation déterminée pour l’effort et le danger ; et sa ferveur quasi fanatique pour la cause péroniste, qui parfois infusait à ses harangues des accents dramatiques de lutte cruelle et d’impitoyable extermination. »

Le livre Bloody Precedent, écrit par Fleur Cowles, éditrice de l’éphémère revue Flair, est subdivisé en deux parties, la première consacrée à Encarnación (à laquelle fait allusion le Précédent sanguinaire du titre) et Rosas, et la seconde à Juan et Eva Perón. La thèse de Cowles porte que sans leurs conjointes respectives ni Rosas ni Perón n’aurait accédé au pouvoir. Evita y est dépeinte comme une femme hors du commun, très énergique, infatigable et très ambitieuse, qui avait la haute main sur les syndicats, rédigeait elle-même les projets de loi, fixait les décisions du parti péroniste, s’assurait que ses ordres soient exécutés, et cela jusque dans les usines, etc.
Ces écrits, qui sont à l’origine de ce que Marysa Navarro désigne par « mythologie anti-Evita », ont pour trait commun de se centrer sur la personnalité d’Eva Perón, sur son caractère, en passant sous silence la dimension politique de son action et son vif intérêt pour la politique. C’est aussi ce qui caractérise les différents essais parus après le renversement de Juan Perón et rédigés par des personnalités politiques, des essayistes, des écrivains ou des journalistes s’évertuant à dévoiler la nature « véritable » du péronisme, de démasquer Perón, de mettre au jour la fraude qu’il représentait, et d’attaquer Evita par des critiques acerbes et disproportionnées, convoquant à cette fin une profusion d’anecdotes, de ragots, de rumeurs et d’insinuations, sans jamais indiquer de sources. Le portrait d’Evita qui en ressort est celui d’une mégère intrépide, hypocrite, inculte, hystérique et vulgaire, dont l’extraction sociale est douteuse par la vie de sa mère et qui avait eu nombre de liaisons amoureuses avant Perón. Incarnant ce qu’il y avait de pire dans le péronisme, c’était elle, « la femme à la cravache », qui en réalité commandait dans le couple, comme elle commandait dans le pays, bien davantage que Perón, qui n’était qu’un lâche. Selon l’écrivain Ezequiel Martínez Estrada, Evita se comportait comme un homme, et « dans le couple, c’est elle qui était l’homme et Perón la femme »,.
Les observateurs politiques modernes mettent cette campagne de dénigrement en relation soit avec son œuvre d’aide sociale et de redistribution, soit avec son discours politique, soit avec l’irritation que provoquait dans les milieux privilégiés la montée au pinacle d’un femme d’humble extraction. Devant la propagande officielle péroniste, qui clamait qu’il avait été mis un terme aux privilèges et que les enfants et les personnes âgées étaient désormais les seuls privilégiés, les classes aisées se sentaient dépassées par les événements. Pour tous, péronistes comme antipéronistes, la figure emblématique de la « Nouvelle Argentine » était incontestablement Evita. C’était pour ses ennemis un urticant que de constater que cette jeune dame, il y a quelques années encore simple actrice de dramatique radio, soit devenue cette femme puissante, dont le sourire radieux s’étalait partout sur les affiches et dans la presse, et ce d’autant plus qu’ils percevaient sa colère, sa haine à leur endroit. Ils firent d’elle le symbole de tout ce qui marchait mal en Argentine, de la corruption et de la démagogie, de la décadence et de la vulgarité qui selon eux prévalaient sous Perón. Lui était aussi imputé à crime son insistance à s’ingérer dans le monde politique et à déployer des activités auxquelles elle n’était pas préparée, car de basse extraction et d’un faible niveau d’études, et qui étaient de surcroît totalement inappropiées pour une femme, peu importait du reste qu’Evita ait accepté les limites qu’imposait sa condition de femme et ait fait figure d’épouse exemplaire et (selon l’expression de Marysa Navarro) de « mère paradigmatique ».
L’historien Alberto Lettieri, chercheur indépendant à la CONICET (Conseil national de recherches scientifiques et techniques) et enseignant à l’UBA, explique comme suit l’origine de la haine envers Eva Perón de la part des classes les plus hautes :

« Il y a une raison économique, liée à une nouvelle répartition des richesses : les milieux qui considéraient que le pays était à eux et qui s’efforçaient de créer une condition absolument précaire pour les classes populaires et de les marginaliser, estimaient que le péronisme et Evita, comme figure la plus en vue et la plus constante dans sa combativité, représentaient un risque très grand. »

Le même auteur soutient que ce mépris avait aussi une cause sociologique, la société argentine étant alors régulée par des normes très aristocratiques et apparaissant fort segmentée en ce qui touche au rôle de l’homme et de la femme et des différentes classes sociales :

« Ce qu’a fait Evita, c’est de mettre en question cela, de souligner que les pauvres, de par leur simple qualité d’êtres humains, avaient droit à des conditions minimales et fondamentales de dignité dans la façon dont on les traitait. Cela est exprimé dans le livre autobiographique d’Eva Perón, La razón de mi vida : ‘Parce que l’aumône a toujours été pour moi un agrément des riches : le plaisir sans scrupule consistant à exciter le désir des pauvres sans jamais l’assouvir. Et à cette fin, pour que l’aumône soit encore plus misérable et plus cruelle, ils ont inventé la bienfaisance et ajouté ainsi à la jouissance perverse de l’aumône le plaisir de se divertir allégrement sous le prétexte de la faim des pauvres. L’aumône et la bienfaisance sont pour moi ostentation de richesse et de pouvoir pour humilier les humbles’, écrivait-elle. »

Le politologue Pablo Adrián Vázquez estime quant à lui :

« Ce qui dérangeait, c’est qu’il y avait un projet pour le peuple, qui affectait les intérêts non seulement de l’oligarchie, mais aussi des milieux politiques qui avaient été évincés après 1945. Evita était alors ce qu’il y avait de plus répulsif en ceci que non seulement c’était une femme, jeune, une actrice, et qu’elle ne venait pas du patriciat, mais encore que son œuvre politique et sociale touchait aux intérêts du secteur qui avait exercé son hégémonie sur la politique argentine. [...]
[Son extraction sociale] a certes pu mettre en rogne cinq ou six vieilles dames qui circulaient dans les parages, mais ce qui dérangeait réellement ceux qui tenaient le noyau du pouvoir, c’était que leurs intérêts étaient mis en péril. »

## Postérité et mythologie posthume

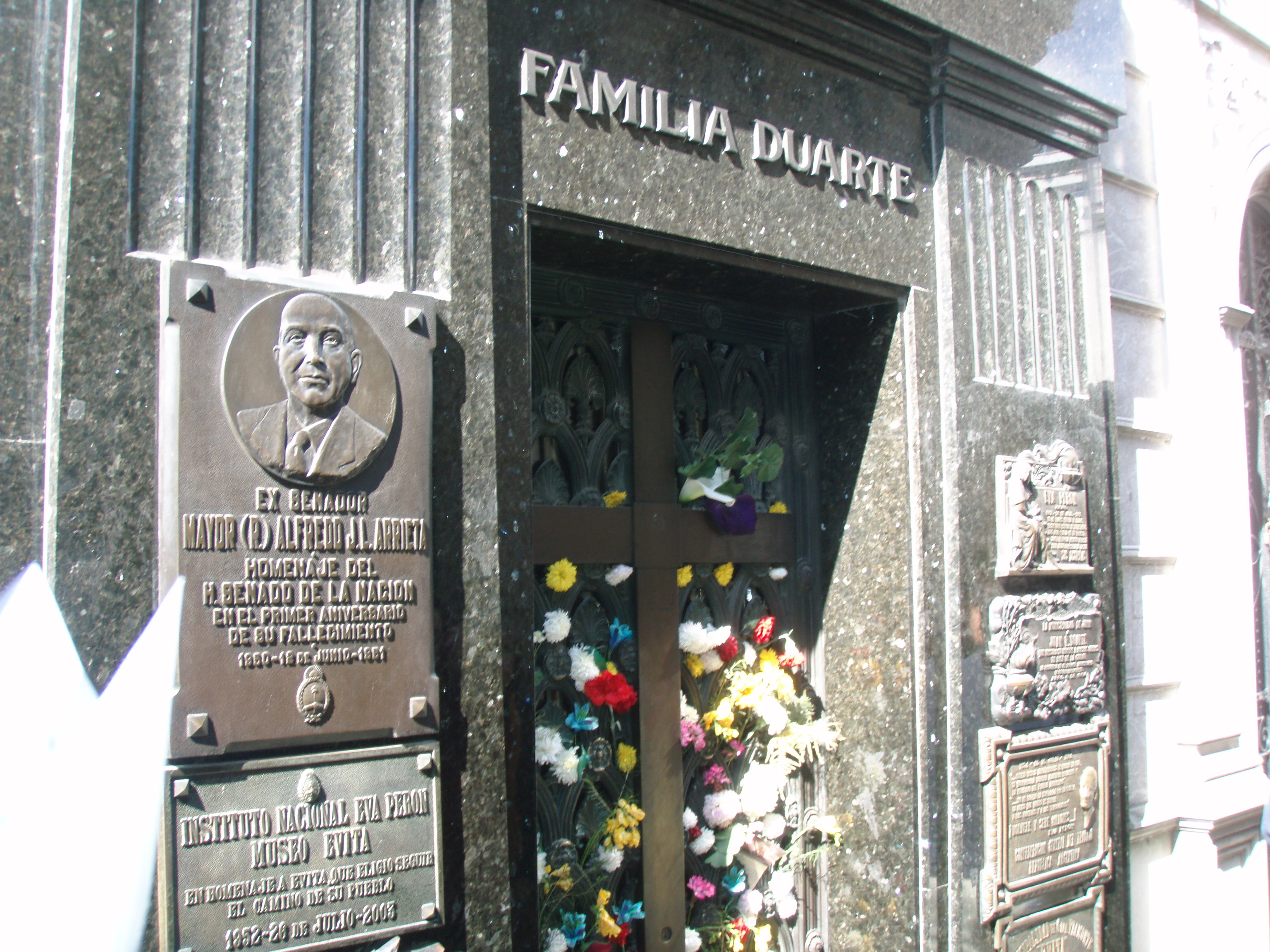
Tombeau d’Eva Perón.

À la fin d’un de ses derniers discours, Eva Perón prit congé du public en ces termes :

« Quant à moi, je vous laisse mon cœur, et je serre fort dans mes bras tous les descamisados, mais très près de mon cœur, et je souhaite que vous mesuriez bien combien je vous aime. »

Dans un passage de son livre La Raison de ma vie, qui fait allusion à sa mort, elle déclare :

« Peut-être qu’un jour, quand je m’en serai allée définitivement, quelqu’un dira-t-il de moi ce que beaucoup d’enfants disent d’ordinaire dans le village de leur mère quand ils s’en vont, eux aussi définitivement : à présent seulement, nous nous rendons compte combien elle nous aimait ! »

Après sa mort, différents milieux politiques en Argentine eurent à cœur d’intégrer la figure d’Evita dans leur discours. Ce sont en premier lieu les syndicats, étroitement liés à elle de son vivant, qui brandirent son nom et son image, en même temps que ceux de Juan Perón, comme symboles forts du rôle déterminant des travailleurs dans l’histoire de l'Argentine.
Un avatar singulier d’Eva Perón est l’Evita Montonera, surgie dans la décennie 1970, qui est, selon Marysa Navarro, « la figure emblématique de la Révolution péroniste telle qu’imaginée par la Jeunesse péroniste, l’Evita révolutionnaire par excellence, militante, péroniste fanatique, sectaire, implacable, qui annonçait d’une voix forte son engagement inconditionnel pour la justice sociale, sans se soucier des conséquences, et se proclamait prête à donner la vie pour Perón. [...] C’était une Evita qui, si elle avait vécu, n’aurait pas permis la victoire de la Révolution libératrice, parce qu’elle aurait armé le peuple. » Des passages de ses discours les plus passionnés étaient repris dans des revues, dans des tracts et sur les murs des villes argentines. Dans les manifestations, la jeunesse, sous les bannières des Montoneros, s’écriait : « Si Evita vivait, elle serait Montonera »,.
Cette Evita montonera, dont la popularité fut fugace et strictement limitée à la seule Argentine, est une Eva Perón unidimensionnelle, décontextualisée, déliée de Perón, voire en opposition à celui-ci et, implicitement, à l’image du Perón couard, ce qui autorise à isoler Evita aussi bien de lui que de sa nouvelle épouse María Estela Martínez de Perón. Cette position est le reflet des divisions sévissant au sein du péronisme et de la radicalisation de la Jeunesse péroniste.
Dans un entretien de 1996, Tomás Eloy Martínez décrivit Eva Perón comme « la Cendrillon du tango et la Belle au bois dormant de l’Amérique latine », indiquant que les raisons pour lesquelles elle s’est maintenue comme une importante icône culturelle sont les mêmes que pour son compatriote Che Guevara :

« Les mythes latino-américains sont plus résistants qu’il n’y paraît. Même l’exode massif de Cubains sur des radeaux ou la rapide décomposition et l’isolement du régime castriste n’ont pas pu éroder le mythe triomphal de Che Guevara, qui reste vivant dans les rêves de milliers de jeunes gens en Amérique latine, en Afrique et en Europe. Le Che, de même qu’Evita, symbolise certaines croyances naïves, mais efficaces : l’espoir d’un monde meilleur ; une vie sacrifiée sur l’autel des déshérités, des humiliés, des pauvres de la terre. Ce sont des mythes qui de quelque manière reproduisent l’image du Christ. »

Après la chute du péronisme en 1955, le titre de Guide spirituelle de la Nation allait être remplacé, dans l’imaginaire populaire, par celui de Porte-drapeau des humbles (« Abanderada de los humildes »).
Dans son essai intitulé Latin America, publié dans The Oxford Illustrated History of Christianity, John McManners postule que l’attrait et le succès d’Eva Perón sont tributaires de la mythologie et des concepts de divinité propres à l’Amérique latine. Cet auteur affirme qu’Eva Perón intégra sciemment dans son image publique plusieurs aspects de la mythologie de la Vierge Marie et de Marie-Madeleine. L’historien Hubert Herring a décrit Eva Perón comme « sans doute la femme la plus habile jamais apparue dans la vie publique en Amérique latine. »
Beaucoup d’Argentins tiennent à marquer chaque année l’anniversaire de la mort d’Eva Perón, encore que ce ne soit pas un jour férié officiel. En outre, l’effigie d’Eva Perón a été frappée sur des pièces de monnaie argentines, et un type de devise argentin a été appelé Evitas en son honneur.

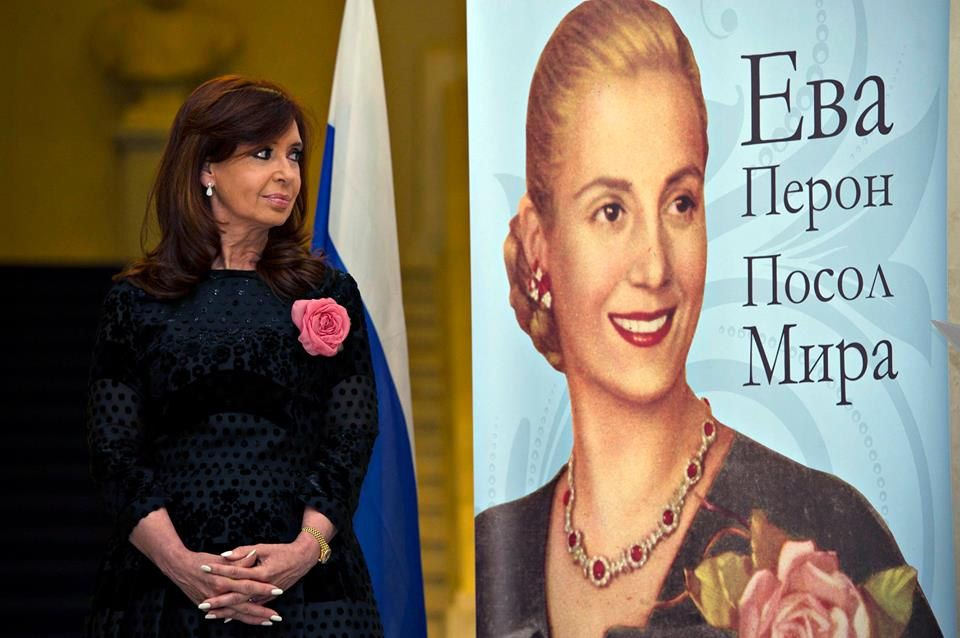
La présidente Cristina Kirchner visitant l’exposition Eva Perón : Ambassadrice de la paix au musée historique d'État à Moscou.

Cristina Kirchner, la première femme élue présidente de l’histoire argentine, est une péroniste, que l’on désigne parfois par « la nouvelle Evita ». Kirchner a déclaré qu’elle se refusait à se comparer à Evita, arguant que celle-ci représentait un phénomène unique dans l’histoire de l’Argentine. Kirchner a également indiqué que les femmes de sa génération, arrivées à l’âge adulte dans les années 1970, sous les dictatures militaires en Argentine, sont redevables à Evita, celle-ci ayant en effet constitué pour elles un exemple de passion et de combativité. Le 26 juillet 2002, à l’occasion du 50e anniversaire de la mort d’Eva Perón, un musée, créé par sa petite-nièce Cristina Álvarez Rodríguez dans un édifice autrefois utilisé par la Fondation Eva Perón, et dénommé musée Evita (Museo Evita), fut ouvert en son honneur et abrite une vaste collection de vêtements portés par elle, de portraits et d’évocations artistiques de sa vie. Ce musée est rapidement devenu l’un des hauts-lieux touristiques de Buenos Aires.
Dans son ouvrage Eva Perón: The Myths of a Woman, l’anthropologue culturelle Julie M. Taylor démontre qu’Evita est restée une figure importante en Argentine en raison de la combinaison de trois facteurs uniques :

« Dans les images étudiées ici, les trois éléments systématiquement reliés entre eux — féminité, pouvoir mystique ou spirituel, et stature de chef révolutionnaire — présentent un thème sous-jacent commun. Le fait de s’identifier à l’un quelconque de ces éléments place une personne ou un groupe aux marges de la société établie et aux limites de l’autorité institutionnelle. Quiconque est capable de s’identifier aux trois images à la fois pourra alors poser, au travers de forces ne reconnaissant aucune autorité dans la société et aucune de ses règles, une irrésistible et retentissante revendication à la domination. Seule une femme peut incarner à la fois les trois éléments de ce pouvoir. »

Taylor affirme que le quatrième facteur présidant à l’importance persistante d’Evita en Argentine est lié à son statut de femme décédée et au pouvoir qu’exerce la mort sur l’imaginaire public. Taylor observe que le corps embaumé d’Evita est analogue à l’incorruptibilité de plusieurs saints catholiques, tels que Bernadette Soubirous, et possède une puissante charge symbolique dans les cultures largement catholiques d’Amérique latine.

« Dans une certaine mesure, son importance et popularité durables peuvent être attribuées non seulement à son pouvoir en tant que femme mais aussi au pouvoir de la mort. Cependant, si la vision qu’a une société sur la vie dans l’au-delà peut être structurée, la mort demeure de par sa nature même un mystère et, jusqu’à ce que la société ait formellement désamorcé la commotion qu’elle provoque, une source de trouble et de désordre. Les femmes et la mort — mort et nature féminine — entretiennent des rapports similaires avec les formes sociales structurées : en dehors des institutions publiques, sans limitation des règles officielles, et au-delà des catégories formelles. En tant que cadavre féminin réitérant les thèmes symboliques à la fois de la femme et du martyr, Eva Perón sans doute exprime une double revendication au magistère spirituel. »

## Les multiples noms d’Eva Perón
Le nom d’Eva Perón changea plusieurs fois au fil du temps. Son nom de baptême était Eva María Ibarguren, comme il appert de l’acte paroissial. Cependant, depuis toute petite fille, elle était connue comme Eva María Duarte et fut inscrite à l’école de Junín sous ce nom. Une fois arrivée à Buenos Aires, Eva adopta le nom de scène Eva Durante, qu’elle utilisait en alternance avec celui d’Eva Duarte. Lorsqu’elle épousa Juan Perón en 1945, son nom fut officiellement fixé comme María Eva Duarte de Perón. Après que Juan Perón eut été élu président, elle prit nom Eva Perón, et donna ce même nom à sa fondation. Enfin, à partir de 1946 environ, le peuple se mit à l’appeler Evita. Dans La razón de mi vida, elle écrivit à propos de son nom :

« Quand j’ai choisi d’être Evita, je sais que j’ai choisi la voie de mon peuple. Maintenant, quatre ans après ce choix, il m’apparaît facile de démontrer qu’il en fut effectivement ainsi. Nul hormis le peuple ne m’appelle Evita. Seuls les descamisados ont appris à m’appeler ainsi. Les hommes de gouvernement, les dirigeants politiques, les ambassadeurs, les hommes d’entreprise, des professionnels, des intellectuels, etc. qui me visitent ont coutume de m’appeler Madame (Señora) ; et quelques-uns même me disent publiquement Excelentísima ou Dignísima Señora, voire parfois Señora Presidenta. Eux ne voient pas en moi plus qu’Eva Perón. Les descamisados, en revanche, ne me connaissent pas autrement que comme Evita. »

« J’avoue avoir une ambition, une seule et grande ambition personnelle : j’aimerais que le nom d’Evita figure quelque jour dans l’histoire de ma Patrie. J’aimerais que l’on dise d’elle, ne serait-ce que dans une petite note, en bas du chapitre merveilleux que l’histoire consacrera certainement à Perón, quelque chose qui serait plus ou moins ceci : « Il y eut aux côtés de Perón une femme qui se voua à porter au Président les espérances du peuple, qu’ensuite Perón transformait en réalités ». Et je me sentirais dûment, amplement récompensée si la note se terminait de cette manière : « De cette femme nous savons seulement que le peuple l’appelait, affectueusement, Evita ». »

## Critiques et allégations de fascisme
Les biographes Nicholas Fraser et Marysa Navarro indiquent que les opposants à Juan Perón avaient d’emblée accusé celui-ci d’être un fasciste. Spruille Braden, diplomate américain fortement appuyé par les opposants à Juan Perón, fit campagne contre la première candidature de Juan Perón avec un argumentaire selon lequel Juan Perón était un fasciste et un nazi. Fraser et Navarro ont conjecturé que (abstraction faite des documents forgés de toutes pièces après la chute de Perón en 1955) la perception des Perón comme des fascistes a pu être favorisée par le fait qu’Evita fut hôte d’honneur de Francisco Franco lors de sa tournée européenne de 1947. Pendant ces années-là, Franco s’était retrouvé politiquement isolé en tant qu’un des derniers fascistes à occuper encore le pouvoir en Europe, et avait pour cette raison désespérément besoin d’un allié politique. Pourtant, attendu que près d’un tiers de la population de l’Argentine avait des ascendances espagnoles, il pouvait sembler naturel pour ce pays d’entretenir des relations diplomatiques avec son ancienne métropole. Fraser et Navarro, commentant la perception internationale d’Evita pendant sa tournée européenne de 1947, notent qu’il « était inévitable qu’Evita fût recadrée dans une sphère fasciste. C’est pourquoi Evita et Perón furent tous deux perçus comme représentant une idéologie qui, si elle avait fait son temps en Europe, ressurgissait à présent sous une forme exotique, théâtrale, voire bouffonne, dans un pays à l’autre bout du monde ».
Laurence Levine, ancien président de la chambre de commerce américano-argentine, relève que les Perón, au contraire de l’idéologie nazie, n’étaient pas antisémites. Dans un ouvrage intitulé Inside Argentina from Perón to Menem: 1950–2000 from an American Point of View, Levine écrit :

« Le gouvernement américain ne semblait avoir aucune notion de la profonde admiration de Perón pour l’Italie (et de son dégoût de l’Allemagne, dont il trouvait la culture trop rigide), ni davantage n’avait discerné que, si l’antisémitisme existait bel et bien en Argentine, les opinions de Perón lui-même et de ses organisations politiques n’étaient pas antisémites. Il ne prêta aucune attention au fait que Perón choisit en priorité des personnalités issues de la communauté juive d’Argentine pour l’aider à mettre en œuvre sa politique et que l’un de ses auxiliaires les plus importants en vue de l’organisation du secteur industriel était José Ber Gelbard, immigrant juif originaire de Pologne. »

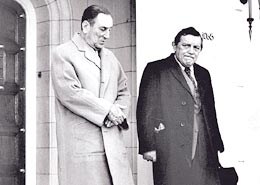
Juan Perón avec à ses côtés le futur ministre de l’Économie José Ber Gelbard.

Le biographe Robert D. Crassweller, pour certifier que « le péronisme n’était pas le fascisme » et que « le péronisme n’était pas le nazisme », s’appuyait en particulier sur les commentaires faits par l’ambassadeur des États-Unis George S. Messersmith, lequel en effet, lorsqu’il visita l’Argentine en 1947, fit la déclaration suivante : « Il n’y a pas plus de discrimination sociale à l’encontre des juifs ici qu’il n’y en a à New York même, ou à d’autres endroits chez nous ».
Dans sa recension du film Evita, sorti en 1996, le critique de cinéma Roger Ebert critiqua Eva Perón, écrivant : « Elle abandonna à leur sort les pauvres sans-chemise, en affublant une dictature fasciste d’une façade miroitante, en faisant main basse sur les fonds caritatifs, et en détournant l’attention de la protection tacite offerte par son mari à des criminels de guerre nazis ». Le magazine Time publia plus tard un article de l’écrivain et journaliste argentin Tomás Eloy Martínez, ancien directeur du programme pour l’Amérique latine à l’université Rutgers, article intitulé The Woman Behind the Fantasy: Prostitute, Fascist, Profligate—Eva Peron Was Much Maligned, Mostly Unfairly (« La Femme derrière le phantasme : prostituée, fasciste, dilapideuse — Eva Perón fut beaucoup calomniée, souvent avec mauvaise foi »). Dans cet article, Martínez rappelle que les allégations selon lesquelles Eva Perón aurait été une fasciste, une nazie et une voleuse, ont été lancées contre elle durant des décennies, et déclare que ces accusations sont fausses :

« Elle n’était pas une fasciste — ignorante, peut-être, de ce que cette idéologie signifiait. Et elle n’était pas cupide. Bien qu’elle aimât les bijoux, les fourrures et les robes de chez Dior, elle pouvait posséder autant qu’elle désirait sans pour cela avoir à voler les autres…. En 1964, Jorge Luis Borges affirma que « la mère de cette femme [Evita] » était la « tenancière d’une maison close à Junín ». Il répéta cette calomnie tant de fois que certains le croient encore, ou, plus communément, pensent qu’Evita elle-même, dont tous ceux qui l’ont connue ont pourtant dit qu’elle n’avait qu’une faible charge érotique, aurait fait son apprentissage dans ce lupanar imaginaire. Vers 1955, le pamphlétaire Silvano Santander usa de la même stratégie pour concocter des lettres dans lesquelles Evita figure comme une complice des nazis. Il est vrai que (Juan) Perón facilita l’entrée de criminels nazis en Argentine en 1947 et 1948, escomptant par là acquérir de la technologie avancée développée par les Allemands pendant la guerre. Mais Evita n’y joua aucun rôle. Elle était loin d’être une sainte, nonobstant la vénération de millions d’Argentins, mais elle n’était pas non plus une scélérate. »

Dans sa thèse de doctorat, défendue à l’université d’État de l’Ohio en 2002, Lawrence D. Bell souligne que les gouvernements qui ont précédé celui de Juan Perón étaient bien, eux, antisémites, mais qu’en revanche son gouvernement à lui ne l’était pas. Juan Perón s’attacha « avidement et avec enthousiasme » à recruter, pour les besoins de son gouvernement, des personnalités de la communauté juive, et mit sur pied une branche du parti péroniste destinée aux membres juifs, branche connue comme Organización Israelita Argentina (OIA). Le gouvernement de Perón fut le premier à faire appel à la communauté juive argentine et le premier à nommer des citoyens juifs à des postes dans la fonction publique. Kevin Passmore remarque que le régime péroniste, plus qu’aucun autre en Amérique latine, a été accusé d’être fasciste, mais ajoute qu’il ne l’était pas, et que ce qu’on voulait imputer en matière de fascisme à Perón ne put jamais prendre pied en Amérique latine. De plus, étant donné que le régime péroniste permettait aux partis politiques rivaux d’exister, il ne saurait pas davantage être qualifié de totalitaire.

## Publications d’Eva Perón

### La Raison de ma vie

#### Genèse
La razón de mi vida (trad. française sous le titre La Raison de ma vie) est un ouvrage autobiographique qu’Eva Perón dicta et chargea ensuite de mettre au net. Sa première édition, tirée à 300 000 exemplaires aux éditions Peuser à Buenos Aires, date du 15 septembre 1951, et fut suivie de nombreuses rééditions dans les années ultérieures. Après son édition argentine, on tenta de publier l’ouvrage à l’échelle internationale, mais peu de maisons d’édition étrangères acceptèrent de l’éditer.
Peu avant sa tournée européenne, Eva Perón avait fait la rencontre de Manuel Pinella de Silva, journaliste et écrivain espagnol émigré en Argentine, qui lui proposa de rédiger ses mémoires. Ayant reçu l’accord d’Evita en même temps que des honoraires, Pinella se mit au travail. Si les premiers chapitres enthousiasmèrent Evita, elle eut par la suite des doutes, ne voulant plus être idéalisée et dépeinte comme une sainte, car trop consciente de ses insuffisances. En tout état de cause, Pinella semble avoir voulu mettre en lumière la partie féministe de son action. Cependant, le manuscrit, transmis fin 1950 à Juan Perón, ne plut guère à celui-ci, et fut confié à Raúl Mendé avec mission de le remanier, ce qui fut fait de façon substantielle. Le chapitre sur le féminisme fut supprimé et remplacé par un autre composé de fragments de discours de Juan Perón. Le résultat final, qui n’avait plus que fort peu à voir avec le texte initial, fut néanmoins accepté et signé par Eva Perón.
Dans un entretien, le père jésuite Hernán Benítez, à la fois confesseur et proche collaborateur d'Evita, met en question l’authenticité du livre dans les termes suivants :

« C’est Manuel Penella de Silva qui l’a écrit, un gars étonnant, très bon écrivain. Elle l’a connu en Europe au cours de son voyage. Ensuite, il est venu à Buenos Aires. J’ai eu ses filles à mon cours d’anthropologie. Penella avait écrit quelques notes pour une biographie de la femme de Roosevelt, le président américain. Est-ce que vous saviez cela ? Enfin, c’est très peu connu. Elle lui a proposé qu’il adapte ces notes pour raconter sa vie à elle. Il l’a fait, et c’était fort réussi, du bon boulot. Mais écrit d’une façon très espagnole. Alors, c’est (Raúl) Mendé qui s’y est mis avec ses gommes. Un écrivain simple, sans prétention et avec un style très femme, cela dit sans esprit de critique. Cela a donné un livre très bien écrit. Mais il contenait beaucoup de choses inventées, une foule de bobards. Mendé l’a écrit avec le souci de rester en bons termes avec Perón. Il en est sorti des choses ridicules. Par exemple, en rapport avec les journées d’octobre 45, où il dit : « N’oublie pas les sans-chemises ». Les sans-chemises, quelle blague ! Il ne se souvenait plus de ce jour-là. Il voulait la retraite et s’en aller. Le livre contient donc beaucoup de faussetés. »

#### Contenu
Le livre fut signé par Eva Perón à un moment où le cancer qui lui serait fatal se trouvait déjà à un stade avancé. Le texte, qui ne présente l’histoire personnelle et chronologique d’Evita que de manière assez succincte, sera utilisé surtout comme un manifeste péroniste. Y sont repris tous les thèmes récurrents des discours d’Evita, la plupart de surcroît sans rien changer à leur formulation ; mais souvent, ce ne sont pas les propres opinions d’Eva Perón qui sont exposées, mais celles de Juan Perón, avec lesquelles Evita toutefois affirme être en parfait accord. Les biographes Nicholas Fraser et Marysa Navarro notent :

« Cette autobiographie évoque à peine sa vie avant Perón, donne un compte rendu déformé des événements du 17 octobre (1945), et contenait des mensonges sur son activité (telles que p.ex. l’assertion qu’elle ‘ne se s’immisçait pas dans les affaires du gouvernement’. Le livre consolidait le mythe de Perón homme généreux, bon, travailleur, dévoué et paternel, et par le biais de ce mythe, il contribua au mythe d’Evita, incarnation de toutes les vertus féminines, qui n’était qu’amour, humilité, et davantage encore, que Perón prête à l’abnégation. Selon son autobiographie, si Evita n’eut pas d’enfants, c’était parce que ses protégés — les pauvres, les personnes âgées, les désemparés d’Argentine — étaient ses véritables enfants, qu’elle et Perón adoraient. En tant que femme pure et chaste, exempte de désir sexuel, elle s’était mue en la mère idéale. »

Le livre se présente comme un long dialogue, tantôt intime, tantôt plus rhétorique, et se décompose en trois parties, la première comportant dix-huit chapitres, la deuxième vingt-sept et la troisième douze,
En juin 1952, la province de Buenos Aires décréta qu’il devait être utilisé comme livre de lecture dans les écoles primaires. Les autres provinces suivirent bientôt cet exemple, et la Fondation Eva Perón en distribua des centaines de milliers d’exemplaires gratuitement.

### Mon message
Mon message (Mi mensaje), rédigé entre mars et juin 1952, et achevé quelques semaines seulement avant son décès, est le dernier ouvrage d’Eva Perón. Celle-ci, en raison du stade avancé de sa maladie, fut réduite à en dicter le contenu à quelques personnes de confiance, et ce qu’elle put écrire de sa propre main tiendrait sur guère plus d’un feuillet. L’ouvrage est divisé en trente courts chapitres et expose des thèses idéologiques autour de trois axes de base : le fanatisme comme profession de foi, la condamnation des hautes sphères des forces armées pour complot contre Perón, et la mise en cause de la hiérarchie de l’église catholique en raison du manque de préoccupation de celle-ci pour les souffrances du peuple argentin. Il est présenté comme le texte le plus virulent d’Eva Perón. L’on donna lecture d’un fragment du texte lors d’un rassemblement sur la place de Mai deux mois et demi après la disparition de son auteur,.
Dans le testament manuscrit d’Evita, intitulé Mi voluntad suprema (Ma volonté suprême), tracé d’une main tremblante, l’on peut lire la phrase suivante : « tous mes droits comme auteur de La Razón de mi vida et de Mi Mensaje, s’il est publié, seront considérés comme la propriété absolue de Perón et du peuple argentin ». Pourtant, Mi mensaje ne fut pas d’abord publié, et en 1955, après le renversement de Perón, le manuscrit disparut par les soins du Grand Greffier du gouvernement Jorge Garrido, qui avait reçu l’ordre de dresser l’inventaire des biens de Juan et Eva Perón, mais qui décida d’occulter le manuscrit, convaincu que celui-ci serait détruit par les militaires arrivés au pouvoir. À la mort de Garrido en 1987, sa famille mit l’ouvrage inédit en vente par l’intermédiaire d’une salle de ventes. Le livre fut ensuite publié, une première fois en 1987, puis une deuxième en 1994.
Les sœurs d’Evita cependant contestèrent l’authenticité du livre et portèrent l’affaire devant les tribunaux, lesquels, après une dizaine d’années d’enquête, et sur la foi notamment d’une expertise graphologique et du témoignage de Juan Jiménez Domínguez, l’un des proches collaborateurs d’Evita, à qui elle avait dicté une partie du texte, conclurent en 2006 que le texte était à considérer comme étant effectivement d’Eva Perón,.

## Filmographie en tant qu'actrice
- 1937 : ¡Segundos afuera! (es) d'Israel Chas de Cruz (es) et Alberto Etchebehere (es)
- 1940 : La carga de los valientes d'Adelqui Migliar
- 1941 : El más infeliz del pueblo (es) de Luis Bayón Herrera
- 1942 : Una novia en apuros (es) de John Reinhardt
- 1945 : La cabalgata del circo d'Eduardo Boneo et Mario Soffici
- 1945 : La pródiga (es) de Mario Soffici

## Œuvres mettant en scène Eva Perón
La vie d’Evita a livré la matière d’un grand nombre d’œuvres d’art, tant en Argentine que dans le reste du monde. La plus connue est sans nul doute la comédie musicale Evita d’Andrew Lloyd Webber et Tim Rice, de 1975, dont a été tiré un film musical homonyme, mis en scène par Alan Parker et interprété notamment par la chanteuse Madonna dans le rôle-titre.

### Cinéma
- Eva Perón inmortal, 1952, court-métrage mis en scène par Luis César Amadori.
- Evita, quien quiera oír que oiga (1983), film d’Eduardo Mignogna, interprété par Flavia Palmiero, accompagnement musical de Litto Nebbia.
- Evita (1996), basé sur la comédie musicale, mis en scène par Alan Parker, partiellement filmé à Buenos Aires. Madonna y joue le rôle d’Evita, Antonio Banderas celui de Che ('Che' n’est pas ici Ernesto Che Guevara, mais figure le citoyen argentin lambda) et Jonathan Pryce celui de Juan Perón.
- Une version télévisée de sa vie a été tournée en 1981 avec Faye Dunaway.
- Eva Perón (1996), film argentin. Avec dans la distribution Esther Goris dans le rôle d’Evita et Víctor Laplace dans celui de Perón, entre autres. Le film, mis en scène par Juan Carlos Desanzo, met plus particulièrement la focale sur les événements de 1951, vus comme une situation de grand embarras pour Evita, le péronisme et la politique argentine.
- En 2007, le film argentin La Señal d’Eduardo Mignogna, qui met en scène un duo de détectives de bas étage propulsés dans une histoire de corruption impliquant la Mafia, raconte en toile de fond l'histoire des derniers jours d'Eva Peron, .
- Juan y Eva (2011), film argentin. Avec Julieta Díaz dans le rôle d’Evita et Osmar Nuñez dans celui de Juan Perón. Mise en scène et scénario de Paula de Luque, d’après le récit de Jorge Coscia. Décrit la romance de Juan et Eva, en mettant l’accent sur El Amor, El Odio (la Haine) et La Revolución. Évoque les luttes politiques internes, mais davantage encore la passion d’Evita et sa lutte pour Perón. « La mort prématurée immortalise les romances ».
- Eva de la Argentina, una bandera a la victoria[299] (2011). Mis en scène par María Seoane, basé sur les dessins de Francisco Solano López, avec musique originale de Gustavo Santaolalla. Film de fiction, qui, en combinant animation et extraits documentaires, narre la vie, l’œuvre et la mort d’Eva Perón.
- Carta a Eva (Lettre à Eva, 2012 ; aussi Una carta para Evita), minisérie espagnole en deux épisodes, réalisée par l’Espagnol Agustí Villaronga et interprétée par Julieta Cardinali dans le rôle d’Eva Perón. La série retrace le destin croisé de Doña Juana, jeune militante communiste condamnée à mort, de Carmen Polo, femme du général Franco, et d'Eva Perón lors de sa visite officielle en Espagne en 1947.
- Eva ne dort pas (Eva no duerme) du réalisateur Pablo Agüero, sorti en 2016. Le film illustre en 3 tableaux — l’Embaumeur, le Transporteur, le Dictateur — ce qu'il advient du corps embaumé d’Eva Peron au cours des vingt ans qui suivent sa mort.
- Santa Evita, Tomás Eloy Martínez, sorti en 2022 sur Star +. La série relate l'odyssée des restes embaumés d'Eva Perón après sa mort, enlevés par la dictature militaire argentine en 1955.

### Musique
- En 2008, le chansonnier argentin Ignacio Copani composa en hommage à Eva Perón la chanson María Eva, dont voici un couplet :

| Espagnol | Français |
| --- | --- |
| María Eva nació en Los Toldos, no en una ópera de ficción, después Evita en los barrios rotos, por cada fábrica renació. Eva no es un cuento… Es revolución. María Eva nació en Los Toldos; Evita, en vos. | María Eva naquit à Los Toldos, Non dans un opéra de fiction, Ensuite Evita dans les bas quartiers, Pour chaque usine renaquit. Eva n’est pas un conte… Elle est révolution. María Eva naquit à Los Toldos; Evita, en toi. |

- Evita (1975), comédie musicale britannique composée par le musicien anglais Andrew Lloyd Webber, écrite par Tim Rice et interprétée par Elaine Paige au Prince Edward Theatre dans le West End londonien, par Patti LuPone à Broadway (New York), et par Paloma San Basilio en Espagne et en Amérique hispanique. La comédie musicale fut reprise à Londres en 2006, au théâtre Adelphi, toujours dans le West End, avec dans le rôle d’Evita l’actrice argentine Elena Roger.

Don't cry for me, Argentina en est le thème principal et représente un émouvant discours d’Eva Perón à l’attention des descamisados, prononcé du balcon de la Casa Rosada. La chanson a été interprétée par les mêmes actrices qui ont incarné Evita lors des représentations théâtrales, c'est-à-dire, outre Elaine Paige, Patti LuPone, Paloma San Basilio, Rocío Banquells et Elena Roger), ainsi que par d’autres, de l’envergure de Nacha Guevara et Valeria Lynch en espagnol. L’ont également chantée, en anglais, Sarah Brightman, Olivia Newton-John, Joan Baez, Donna Summer, Laura Branigan, Karen Carpenter, Shirley Bassey, Dolores O'Riordan, Suzan Erens, Idina Menzel, Julie Covington, Lea Salonga, Barbara Dickson, Helene Fischer, Stephanie Lawrence, Maria Friedman, Priscilla Chan, Judy Collins, Tina Arena, Cilla Black, Katherine Jenkins, Lea Michele, Amanda Harrison et Sinéad O'Connor ; Rita Pavone la chanta en italien, et Petula Clark en français. De façon insolite, quelques interprètes masculins s’essayèrent aussi à la chanter : Tom Jones, et Il Divo. L’ont chantée en traduction allemande Angelika Milster, Katja Ebstein, Maya Hakvoort et Pia Douwes. Madonna en enregistra plusieurs versions, parmi lesquelles un remix, qui fut en tête des listes de vente.
- Quien quiera oír que oiga (litt. Que celui qui veut entendre entende, 1983), composé et interprété par Litto Nebbia. Fait partie de la bande musicale du film Evita, quien quiera oír que oiga (1983).
- Eva (1986 et 2008), comédie musicale interprétée par Nacha Guevara, sur des paroles de Pedro Orgambide et une musique d’Alberto Favero. Première représentation au théâtre Maipo de Buenos Aires.
- Evita (1990), opéra de Andrés Pedro Risso, avec la mezzo-soprano Christina Becker dans le rôle d’Evita et le baryton grave Jorge Sobral dans le rôle de Perón. Première au Théâtre Colón à Buenos Aires.
- La Duarte (2004), spectacle de danse-théâtre créé spécialement par Silvia Vladimivsky à l’intention d'Eleonora Cassano, d’après une idée originale de Lino Patalano et sur une musique de Sergio Vainikoff. Au théâtre Maipo.
- María Eva (2008), composé et interprété par Ignacio Copani. Fait partie de son œuvre Hoy no es dos de Abril (litt. Ce n’est pas aujourd’hui le deux avril).

### Théâtre
- Eva Perón, œuvre théâtrale écrite en 1969 par Raúl Natalio Damonte Taborda, connu sous le nom de Copi. Œuvre controversée, dont l’action se situe dans les derniers jours d’Eva Perón et qui prend pour sujet sa lutte contre le cancer.
- Eva y Victoria, pièce de théâtre écrite par la dramaturge Mónica Ottino, mise en scène par Oscar Barney Finn et interprétée par Luisina Brando dans le rôle d’Eva Perón et China Zorrilla dans celui de l’écrivaine Victoria Ocampo. Le rôle d’Eva Perón fut également joué par l’actrice Soledad Silveyra.
- Eva, œuvre théâtrale interprétée par Nacha Guevara, représentée en 1986 et de nouveau pendant la saison 2008-2009, sur une musique d’Alberto Favero.
- En 2009, Alfredo Arias mit en scène Eva Perón au théâtre du Rond-Point à Paris dans Tatouage. Il évoque la rencontre avec Miguel de Molina qui fut son protégé fuyant le régime de Francisco Franco.
- La Razón de mi Eva, pièce de théâtre, écrite en 2012 par Edo Azzarita, avec une musique de Carlos Zabala. C’est la première œuvre théâtrale déclarée d’intérêt culturel (de interés cultural) par le sous-secrétariat à la Culture du gouvernement fédéral, par la résolution no 6953.
- Evita amour, gloire, etc., spectacle de Stéphan Druet écrit pour l’acteur argentin Sebastián Galeota, joué à la Comédie Bastille en 2016 et au théâtre Les 3 Soleils lors du festival d'Avignon[300].

### Romans et nouvelles
- Esa mujer (1963), nouvelle de Rodolfo Walsh, sur la relation malsaine que le militaire qui séquestra le cadavre d’Evita entretint avec celui-ci. (lire en ligne ici)
- Evita vive (1975), nouvelle de Néstor Perlongher. Suscita une vive polémique à la suite de sa publication en Argentine par la revue El Porteño en 1989[301]. (lire en ligne ici)
- Roberto y Eva. Historia de un amor argentino (1989), roman de Guillermo Saccomano évoquant intertextuellement Eva Perón et Roberto Arlt.
- Santa Evita (1995), roman de Tomás Eloy Martínez, traitant de la disparition du cadavre d’Evita.
- Evita, la loca de la casa (2003, litt. Evita, la folle de la maison), roman de Daniel Herrendorf, qui présente cette singularité que dans les chapitres pairs Evita relate son histoire sur un mode limpide et cohérent, et dans les chapitres impairs délire comme une folle, ce qui permet à l’auteur de mettre à nu l’imaginaire inconscient d’Evita. Le roman se déroule entièrement le jour de la mort d’Eva, tandis qu’elle est couchée sur son lit de mort. Le roman étant écrit à la première personne, James Ivory n’eut pas grand’peine à le porter sur une scène de théâtre britannique. Les monologues sont méticuleux et directs, laissant Eva parler d’elle-même et de son mari avec une cruauté inhabituelle[302].
- La Señora muerta (1963), nouvelle de David Viñas.
- En 2008, une fiction du journaliste et écrivain français Jacques Kaufmann publiée aux éditions de l'Archipel sous le titre El lobo revient sur le fameux trésor nazi que Martin Bormann aurait transféré en Argentine à la fin de la Seconde Guerre mondiale. En effet, le mystère relatif à ces fonds n'a jamais été levé, certains historiens affirmant même que Perón s'en serait emparé. Le romancier s'est engouffré dans la brèche et a imaginé que le trésor avait été placé dans le mausolée d'Evita pour financer le mouvement péroniste.
- En 1980, l’écrivain trinidadien V. S. Naipaul publia sous le titre The return of Eva Perón. The killings in Trinidad (traduction française sous le titre le Retour d'Eva Perón[303]) un volume regroupant deux essais apparemment sans rapport entre eux, lequel volume, pour deux raisons au moins, n’aurait pas sa place ici : il ne s’agit pas d’une œuvre de fiction, et la figure d’Eva Perón, en dépit du titre d’un des essais, ne s’y trouve évoquée que de façon très accessoire. Dans ledit essai, Naipaul tente, en mettant en lumière successivement un ensemble de situations ou d’aspects particuliers qui lui paraissent significatifs ou symptomatiques, d’appréhender l’histoire et le caractère national de l’Argentine, afin d’éclairer la situation actuelle (des années 1970 et 1980) du pays. Il s’en dégage une vision assez désabusée, peu flatteuse, voire dénigrante du péronisme, mais aussi de l’Argentine en général, en tant que le péronisme, selon Naipaul, n’a jamais pu être autre chose que l’expression de la personnalité profonde, sombre et peu glorieuse, de ce pays, qui pâtit du « péché originel » d’avoir été une conquête espagnole et de n’avoir pas pu se dépêtrer d’une mentalité coloniale, et où prédominent donc l’illusion d’une richesse inépuisable, la cupidité et l’absence d’un sentiment de l’intérêt commun. Eva Perón n’est évoquée qu’en arrière-plan, surtout comme figure mythe quasi religieuse. Le portrait apparaît assez fruste, réducteur, comme en témoigne ce passage :

« Eva Perón allumait le feu. Mais elle ne songeait pas à réformer. Elle était trop blessée, trop peu évoluée ; elle restait trop un produit de son milieu ; et elle restait évidemment toujours une femme parmi des machos. Christophe, l’empereur d’Haïti, fit construire une citadelle au prix d’une quantité énorme de vies humaines et d’argent : les fortifications anglaises de Brimstone Hill sur l’îlot Saint-Christophe, où Christophe était né comme esclave et avait été formé à devenir tailleur, lui servirent d’exemple. De la même façon, en effaçant tout ce qui renvoyait à sa propre jeunesse, sans jamais cependant pouvoir s’élever au-dessus des idées de cette jeunesse, Eva Perón tenta seulement, lorsqu’elle eut le pouvoir, de rivaliser avec les riches en cruauté, en style et en marchandises importées. Au peuple, elle offrait sa propre personne et son triomphe, à ce pueblo au nom duquel elle agissait. »

### Bande dessinée
- Evita, vida y obra de Eva Perón, bande dessinée réalisée en 1970 par le scénariste Héctor Germán Oesterheld et le dessinateur Alberto Breccia. Cette œuvre n’est pas une BD dans l’acception traditionnelle du terme, attendu qu’il n’y a pas une succession de vignettes censée représenter une action, et qu’à aucun moment il n’y a de personnages accompagnés de bulles. L’œuvre consiste en une série de grandes plages de texte relatant l’histoire d’Eva Perón assorties d’images allégoriques des moments ou des situations décrits.

### Photographie
Si les principales photographies d’Eva Perón ont été réalisées par le prof. Pinélides Aristóbulo Fusco (1913-1991), ce sont celles créées par Annemarie Heinrich dans les années 1930 et 1940 qui apparaissent comme les plus saisissantes.

### Peinture
Le peintre officiel d’Eva Perón fut Numa Ayrinhac (1881-1951), Français fixé dès l’enfance à Pigüé, dans le sud-ouest de la province de Buenos Aires. Ses deux œuvres les plus significatives sont le Portrait d’Eva Perón de 1950, qui apparut sur la couverture du livre La Raison de ma vie et dont l’original fut détruit en 1955, et le Portrait de Juan Perón et Eva Perón de 1948, seul portrait officiel du couple, qui est actuellement la propriété du gouvernement national et se trouve exposé au musée des Présidents de la Casa Rosada.
L’artiste plasticien Daniel Santoro a exploré, dans ses ouvrages El mundo se convierte, Luto ou Evita y las tres ramas del movimiento, l’iconographie du premier péronisme, plus particulièrement la figure et l’influence d’Evita.

### Poésie
- Le poète et écrivain argentin José María Castiñeira de Dios fut parmi les fondateurs du justicialisme et composa en 1962 le poème Volveré y seré millones (Je reviendrai et je serai des millions), qui sera à l’origine d’une méprise généralisée attribuant la phrase concernée à Evita. Celle-ci n’a jamais prononcé ladite phrase ; Howard Fast l’a mise dans la bouche de Spartacus dans son roman homonyme et il a été suggéré que ce furent les dernières paroles du chef aimara Túpac Catari[304] :

| Espagnol | Français |
| --- | --- |
| Volveré y seré millones Yo he de volver como el día para que el amor no muera con Perón en mi bandera con el pueblo en mi alegría. ¿Qué pasó en la tierra mía desgarrada de aflicciones? ¿Por qué están las ilusiones quebradas de mis hermanos? Cuando se junten sus manos volveré y seré millones. | Je reviendrai et je serai des millions Il me faut revenir comme revient le jour pour que jamais ne meure l’amour avec Perón dans mon étendard avec le peuple dans ma allégresse. Que s’est-il passé dans la mienne terre ainsi accablée d’afflictions ? Pourquoi les espérances de mes frères se sont-elles donc brisées ? Quand se joindront leurs mains je reviendrai et je serai des millions. |

- Eva Perón en la hoguera, poème de Leónidas Lamborghini dans Partitas (1972).
- Eva de María Elena Walsh (voir le texte du poème)

## Hommages et récompenses

### Distinctions
Eva Perón est la seule personnalité à laquelle le Congrès national ait jamais décerné le titre de Chef spirituel de la Nation (en esp. Jefa Espiritual de la Nación), le 7 mai 1952, sous la présidence de son mari Juan Perón, le jour où elle eut 33 ans.
Elle reçut le titre de Grand-Croix d’Honneur de la Croix-Rouge argentine, la distinction de la Reconnaissance de première catégorie de la Confédération générale du Travail, la Grande-Médaille de la Loyauté péroniste à titre extraordinaire le 17 octobre 1951 et, le 18 juillet 1952, la plus haute décoration de la République argentine : le collier de l’ordre du Libérateur Général San Martín.
Au cours de sa tournée Arc-en-ciel de 1947, Eva Perón se vit décerner le titre de Grand-Croix de l’ordre d'Isabelle la Catholique (Espagne), la Médaille d’or de la Principauté de Monaco, et l’ordre du Mérite avec le grade de Grand-Croix d’or en reconnaissance de son œuvre sociale et de son action en faveur du rapprochement international, décerné par la République dominicaine et remis par l’ambassade de ce pays en Uruguay.
Par ailleurs, elle fut récipiendaire de l’ordre national du Cruzeiro do Sul avec le grade de Commandeur (Brésil) ; Grand-Croix d’Orange-Nassau (Pays-Bas) ; Grand-Croix de l’ordre de l'Aigle aztèque (Mexique) ; Grand-Croix de l'ordre militaire (Malte) ; Grand-Croix de l’ordre des Omeyyades (Syrie) ; Grand-Croix de l’ordre du Mérite, Grand-Croix de la Croix-Rouge équatorienne et Grand-Croix de la Fondation internationale Eloy Alfaro (Équateur) ; Grand-Croix extraordinaire de l’ordre de Boyacá (Colombie) ; Grand-Croix de l’ordre national de l'Honneur et du Mérite (Haïti) ; Grand-Croix de la l’ordre du Soleil (Pérou) ; Grand-Croix du Condor des Andes (Bolivie) ; et Grand-Croix du Paraguay (Paraguay).

### Hommages posthumes

#### Femme du Bicentenaire
En 2010, Eva Perón a été désignée comme l’emblème des 200 ans d’histoire argentine par le décret no 329, annoncé par la présidente Cristina Kirchner et publié au Bulletin officiel, lui octroyant le titre posthume de « Femme du bicentenaire » (Mujer del Bicentenario).

#### Monument

##### Le projet de 1952
En 1951, Eva Perón commençait à songer à un monument commémorant la journée de la Loyauté (soit le 17 octobre 1945), et lorsqu’elle s’avisa de la gravité de sa maladie, exprima le désir de reposer dans la crypte dudit monument. L’on chargea le sculpteur italien León Tomassi d’en concevoir la maquette, avec cette instruction textuelle d’Evita : « Il faut qu’il soit le plus grand du monde ». Quand le plan fut prêt fin 1951, elle lui demanda de faire en sorte que l’intérieur ressemblât davantage au tombeau de Napoléon, qu’elle se souvenait avoir vu à Paris lors de sa tournée de 1947.
Selon la maquette finalement approuvée, la figure centrale, de soixante mètres de haut, se serait élevée sur un piédestal de soixante-dix-sept mètres. Alentour se serait étendue une énorme place, d’une superficie égale à trois fois celle du Champ-de-Mars à Paris, bordée de seize statues de marbre figurant l’Amour, la Justice sociale, les Enfants comme Privilégiés uniques, et les Droits du Vieil Âge. Au centre du monument aurait été construit un sarcophage semblable à celui de Napoléon aux Invalides, mais en argent, et assorti d’une figure de gisant en relief. L’ensemble architectural devait avoir une hauteur qui dépasserait celle de la basilique Saint-Pierre de Rome, correspondrait à une fois et demi celle de la statue de la Liberté (91 mètres), triplerait celle du Christ Rédempteur des Andes (sur la frontière argentino-chilienne) et serait du même ordre de grandeur que la pyramide de Khéops ; il devait peser 43 000 tonnes et renfermer quatorze ascenseurs. La loi portant édification du monument à Eva Perón fut approuvée vingt jours avant sa mort, et l’on choisit de l'ériger dans le quartier de Palermo à Buenos Aires. En septembre 1955, alors que les soubassements de béton étaient terminés et que l’on s’apprêtait à y encastrer la statue, le pouvoir issu du soulèvement militaire qui renversa Juan Perón fit cesser les travaux et démolir les parties déjà réalisées.

##### Construction du monument en 1999
La loi no 23.376 de 1986 dispose que le monument à Eva Perón doit être érigé sur la place située sur l'avenue du Libérateur, entre les rues Agüero et Austria, sur le terrain de la Bibliothèque nationale. Le monument, inauguré par le président Carlos Menem le 3 décembre 1999, est une structure de pierre de près de 20 mètres de haut, conçue et réalisée par l’artiste Ricardo Gianetti, en granit pour le socle et en bronze pour la sculpture proprement dite, laquelle représente Eva Perón dans une attitude de marche. La base de la sculpture porte les inscriptions suivantes : « Je sus rendre sa dignité à la femme, protéger l’enfance et apporter la sécurité au vieil âge, tout en renonçant aux honneurs » et « Je voulus rester pour toujours simplement Evita, éternelle dans l’âme de notre peuple, pour avoir amélioré la condition humaine des humbles et des travailleurs, en luttant pour la justice sociale ».

#### Effigies sur l’avenue du Neuf-Juillet à Buenos Aires
En 2011, deux gigantesques effigies d’Evita apposées sur deux façades du bâtiment hébergeant les ministères du Développement social et de la Santé (anciennement bâtiment du ministère des Travaux publics) sur l'avenue du Neuf-Juillet, à l'angle avec la rue Belgrano, sont inaugurées à Buenos Aires.
La première est inaugurée le 26 juillet, jour du 59e anniversaire de sa mort, sur la façade sud du bâtiment, montrant une Evita souriante, inspirée de l’image qui avait illustré son livre La Raison de ma vie. La seconde, fixée à la façade nord du même immeuble, est elle dévoilée le 24 août suivant et donne à voir une Evita combative adressant la parole au peuple. Les deux effigies murales, œuvres imaginées par le plasticien argentin Alejandro Marmo, mesurent 31 × 24 mètres et sont en acier corten.
Initialement, l’idée de Marmo surgit dans le cadre de son projet de 2006 Arte en las Fábricas (Art dans les usines), sous le nom de Sueños de Victoria (Rêves de victoire), tendant à revendiquer la figure d’Evita comme icône culturelle et d’identité nationale. Quatre ans plus tard, dans le sillage de la proclamation de María Eva Duarte de Perón comme Femme du bicentenaire, les deux œuvres sont intégrées, par le décret no 329/10, aux façades du ministère.
|  |  |

#### Billets de banque
Le 26 juillet 2012, à l’occasion de la célébration du soixantième anniversaire de la mort d’Eva Perón, la présidente Cristina Fernández de Kirchner annonça publiquement l’émission de billets de banque de 100 pesos (lesquels portaient alors le portrait de Julio Argentino Roca) à l’effigie d’Eva Perón, ce qui fait de celle-ci la première femme réellement existante à faire son entrée dans la numismatique argentine. L’image retenue pour le billet est dérivé d’un dessin de 1952 dont l’ébauche fut trouvée à la maison de la Monnaie à Buenos Aires, dessin réalisé par le graveur Sergio Pilosio, avec des retouches de l’artiste Roger Pfund. Nonobstant qu’il s’agît d’une édition commémorative, la présidente Fernández requit que le nouveau billet fût substitué aux anciens billets à l’effigie de Roca,. En 2016, son successeur, le président de centre-droit Mauricio Macri annonce que la figure d'Eva Peron sur les billets va être remplacée par celle d'un cerf andin, le taruca, afin notamment de tourner la page de l'héritage péroniste, dont se revendiquait sa prédécesseur.

#### Musées
Les principaux musées consacrés à Eva Perón sont :
- le musée Evita, au no 2988 de la calle Lafinur, à Buenos Aires. Il est hébergé dans une maison qui à l’époque d'Eva Perón servit de foyer pour mères célibataires de la Fondation Eva Perón ;
- le musée Casa Natal dans la ville de Los Toldos (province de Buenos Aires). Il est hébergé dans la maison à Los Toldos vers laquelle la famille d’Evita déménagea quand celle-ci avait sept ans. Il est situé au no 1021 de la rue Eva Perón ;
- salle musée Eva Perón, à l’hôpital Juan Perón, dans la ville d'Avellaneda (province de Buenos Aires). Il s'agit de la salle d’hôpital où Eva Perón fut hospitalisée et opérée en 1951, et où elle vota pour les élections du 11 novembre 1951 ;
- le musée Eva Perón dans l’Unité touristique Embalse, à Río Tercero, dans la province de Córdoba. Une colonie de vacances construite par la Fondation Eva Perón, sise Camino a la Cruz S/N Embalse, abrite ce musée.

#### Toponyme
La localité de Puerto Vélaz dans la province du Chaco a pris le nom de Puerto Eva Perón.

### Astéroïdes
Quatre astéroïdes ont été nommés en l’honneur d’Eva Perón, à savoir : (1569) Evita, (1581) Abanderada, (1588) Descamisada et (1589) Fanatica, tous quatre découverts par Miguel Itzigsohn à La Plata, respectivement le 3 août 1948, 15 juin 1950, 27 juin 1951, et 13 septembre 1950.